# 第二次世界大战
第二次世界大戰，简称二战，是1939年至1945年爆發的全球軍事衝突。第二次世界大战涉及全球絕大多數的國家，包括所有的大國，并最終分成兩個彼此對立的军事同盟——同盟國和軸心國。這次戰爭是人類史上規模最大的戰爭，各国累计动员至少1億多名軍人參與這次軍事衝突。主要的參戰國紛紛宣布進入总体战狀態，幾乎將自身國家的全部經濟、工業、科学技术用於戰爭之上，同時將民用和軍用的資源合併以便規劃。第二次世界大戰也是有紀錄以來最多大規模民眾死亡的軍事衝突，总死亡人数达7000萬，其中，死于交战各方刻意屠杀的平民和战俘至少有1,800多万（不包含失踪或未记录在册的），是继第一次世界大战之后人類歷史上死傷人數最多的戰爭。第二次世界大战改变了世界局势，大英帝国、法蘭西殖民帝國等欧洲殖民帝国衰落，美国、苏联則取代欧洲殖民帝国的地位成了新的超级大国并在战后形成兩強格局，直到1991年12月26日蘇聯解體，而以聯合國主導的國際秩序則持續至今。
1931年9月18日，日軍发动“九一八事變”，出兵占领中国东北，建立傀儡國家满洲国，當地中國守軍被迫撤離。1937年7月7日，日本又发动了“盧溝橋事變”，惟中國政府在這次衝突中開始積極對抗，於是中国抗日战争全面爆发。西方媒體多把第二次世界大戰的爆發定為1939年9月1日德國入侵波蘭開始，這次入侵行動即導致大英帝国和法兰西第三共和国向納粹德國宣戰。德国在擊敗波兰第二共和国後開始嘗試在歐洲建立一個帝國，自1939年到1941年為止，發動一連串戰爭，使德國幾乎佔領西歐、北歐大部分的地區，並和意大利王國、大日本帝国簽署三國同盟條約。而聲明保持中立的苏联在和德國簽訂《德蘇互不侵犯條約》後也開始擴張，陸續佔領或吞併在相鄰的6個歐洲國家，在這之中也包括第二次世界大戰爆發時所佔領的波蘭領土。大英帝国則持續作戰，並在北非和大西洋海上與軸心國爆發多次軍事衝突，英國成了歐洲少數仍繼續抵抗德軍的主要武力之一。1941年6月，歐洲的軸心國決定撕毀和蘇聯的合作約定，聯合入侵蘇聯，即巴巴羅薩行動，這次攻勢也使得人類歷史上規模最大的地面行動爆發，但在之後讓幾乎統轄整個歐洲地區的軸心國投入大量軍力來維持作戰優勢。
1941年12月，亞洲軸心國日本在華作戰已經多年而趨於疲軟，為了在亞洲及太平洋地區獲得領導地位，發動珍珠港事件，襲擊位于太平洋的英美殖民地以獲取南洋資源，導致美国向軸心國宣戰，歐亞戰場合攏的格局明顯浮現，雖然日本很快於西太平洋和东亚戰區獲得了主導權，但到了1942年時，日本開始在一系列的海戰中戰敗，在中途島海戰損失四艘航空母舰，歐洲的義大利也陸續於北非戰役及德國在斯大林格勒戰役中敗退，這些都使軸心國暫停進攻的腳步。1943年時，義大利在西西里島戰役被同盟國部隊經突尼西亞登陸打败投降，推進至義大利南部，國內政變，總理贝尼托·墨索里尼失勢，逃往義大利北方繼續作戰，德軍在東線的库尔斯克会战戰敗後失去對於東線的主動權，同時美國在太平洋戰區中獲得了一連串的勝利，自此軸心國逐漸失去主導權並開始後撤佈署於各地的前線部隊。到了1944年時，盟軍決定登陸法國諾曼第以開闢第二戰場，而蘇聯除了收復過去被佔領的領土外，也開始轉往進攻其他軸心國。在蘇聯部隊攻入柏林後，德國元首希特勒自殺，第二次世界大戰歐洲戰區最終在1945年5月8日德國投降後宣告結束。另一方面，美國在1944年和1945年成功擊敗了日本海軍部隊並陸續佔領數個重要的西太平洋島嶼，這使得日本列島隨時面臨同盟國部隊入侵的危機。最後美軍分別於廣島市和長崎市投下原子彈並造成大量日本平民死亡。1945年8月9日蘇聯進攻日本控制下的中國東北地區，8月15日，日本宣佈接受波茨坦公告，也代表執行開羅宣言中無條件投降的條件，1945年9月2日，日本正式簽署降書，宣布日軍、日軍大本營及日本控制下的軍隊向盟軍無條件投降，第二次世界大戰以同盟國的勝利正式結束。
第二次世界大戰對世界影響極為深遠，改變往後世界的政治版圖和社會結構，特別是戰敗的軸心國集團被迫接受同盟國的安排。1945年10月24日聯合國亦宣告成立，期望能夠促進各國合作並防止未來的軍事衝突；同時戰勝的盟軍各國，也紛紛在聯合國各個機構中擔任重要職位，特別是以美国、苏联、中國、英国和法国五個國家為首成立聯合國聯合國安全理事會的常任理事國，主導着世界的秩序。然而第二次世界大戰的結束也促使美國和蘇聯二者勢力大幅擴張，成為彼此對立的超級大國，並在戰爭結束後展開長達四十多年的冷戰局勢。與此同時過去各個歐洲大國的影響力則逐漸下降，促使各個亞洲與非洲殖民地出現非殖民化的運動，陸陸續續有許多地方宣告獨立。而為了面對戰爭所帶來的破壞，各個國家也開始為自身的產業推出振興經濟措施；另外為了能夠穩定各國之間的外交關係，歐洲也開始推動歐洲一體化的目標。

## 时间线
一般認為，戰爭始于1939年9月1日德國入侵波蘭， 3天之後英國和法國便先後對德國宣戰。 另有观点认为，戰爭早在1937年7月7日盧溝橋事變（又稱七七事變），中國抗日戰爭爆發之後便已經開始。
英國历史学家安東尼·畢佛等人，則認為第二次世界大戰的起源應該從1931年9月18日日軍發動九一八事變開始計算。另外也有如英國歷史學家A·J·P·泰勒等抱持著不同的想法，認為抗日戰爭和在歐洲以及其殖民地所爆發的戰爭剛開始只不過是同時發生的不同軍事衝突，兩場戰爭最終於1941年合併，此時才進入「世界大戰」階段。
其他說法還包括1935年10月3日，因為義大利入侵衣索比亞的舉動而爆發戰爭。另外也有人認為第一次世界大戰和第二次世界大戰都是屬於「歐洲內戰 」（European Civil War）或者是「第二次三十年战争 」（Second Thirty Years War）的一部份。英國歷史學家安東尼·畢沃爾將1939年5月至9月日本與蒙古和苏联軍隊之間的諾門罕戰役視為第二次世界大戰的開始。但也有其他人認為西班牙內戰是第二次世界大戰的開始或前奏。
战争结束的日期通常被认为是1945年8月15日日本投降。1951年，日本和盟国签署了舊金山和約。1990年，最终解决德国问题条约允许东西德统一，并解决了二战后的大多数问题。日本和苏联之间从未签署任何正式的和平条约，但两国之间的战争状态因1956年的日蘇共同宣言而终止，该宣言也恢复了两国之间的全面外交关系。

## 背景
第一次世界大戰結束後，包括奥匈帝国，德意志帝國，保加利亞和奥斯曼帝国在內的同盟國戰敗，導致歐洲版圖進行了一次重大的改變。1917年，俄羅斯爆发了十月革命，並建立了蘇俄。一戰中，協約國獲得了勝利，當中包括法國、比利時、意大利、羅馬尼亞王國和希腊，它們在巴黎和會中獲得了部份土地作為戰後賠償。而且，隨著德意志帝國、奧匈帝國、奥斯曼帝国和俄羅斯帝國的瓦解，導致許多新民族國家的成立。

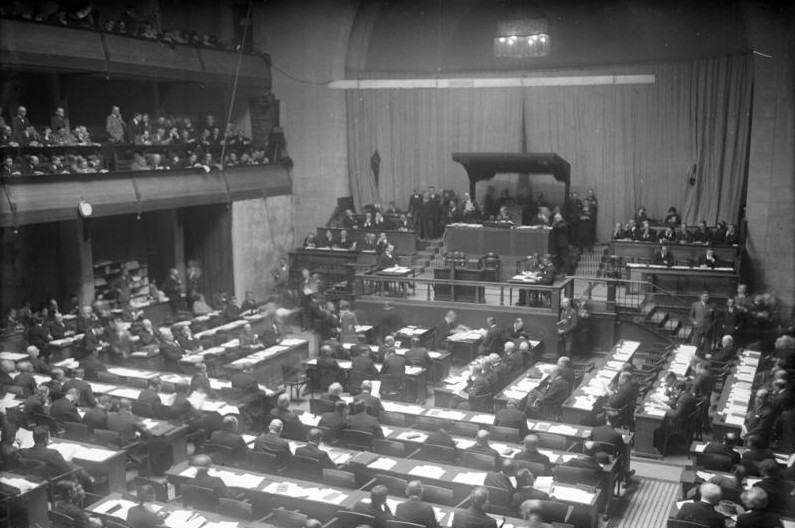
1930年在瑞士日內瓦舉行的國際聯盟大會

為了阻止戰爭再次爆發，國際聯盟在1919年巴黎和會中建立。該組織的主要目標是通過集體安全、軍事和海軍裁軍來預防武裝衝突，並通過和平談判和仲裁解決國際糾紛。
儘管在一戰結束後社會開始出現追求和平主義的聲音，許多歐洲國家仍充斥著民族統一主義和復仇主義的民族情節且越來越深化。特別是德國在簽署《凡爾賽條約》後喪失大量領土、殖民地以及其自身的經濟優勢，使得德國社會對於領土收復以及復仇的思想更趨強化。然而由於《凡爾賽條約》的種種限制，德國仍然失去包括德國自身13％的領土以及所有海外殖民地，過去德國在戰爭期間吞併的他國領土也被迫允許獨立，並以戰爭開銷與賠償為由徵收巨額賠款。條約中更進一步限制德國軍事力量的規模以及配備，包括了撤除空軍以及撤銷參謀部。而與此同時俄国内战漸趨緩和，並且另外成立蘇聯掌管政權。
1918年到1919年德國十一月革命爆發，導致德意志帝國瓦解並由另外建立的民主政府取代，新成立的德國政府後來又稱魏玛共和国。然而在戰間期的這段時間，剛剛成立的魏瑪共和國便面臨了國內右派與左派各自支持者的權力爭奪衝突。另一方面在第一次世界大戰中期，與英國和法國簽署1915年倫敦條約的意大利以獲得領土為條件決定轉而投靠協約國集團，但是意大利的民族主義者不滿在戰爭結束後兩國並沒有遵守領土轉移的承諾，隨後因為這次領土擴展事件反而讓意大利社會爆發衝突。而從1922年到1925年開始，以本尼托·墨索里尼為首的法西斯黨成功於義大利獲得執政權力，並且以民族主義與極權主義廢除了原本的代議制民主結構，不斷打壓意大利當地的社會主義、左派和自由主義的活動；同時意大利政府也積極展開許多外交策略，期望能夠將意大利發展成為世界大國之一，而成為「新羅馬帝國」。另一方面在德國，以阿道夫·希特勒為首的納粹黨則開始嘗試在德國建立一個法西斯政府。伴隨著經濟大蕭條爆發之後，德國社會開始支持納粹黨執政，到了1933年希特勒出任德國總理。在国会纵火案發生後希特勒開始大力提拔納粹黨成員擔任政府重要官員，並開始將德國塑造成法西斯極權的一黨制國家。

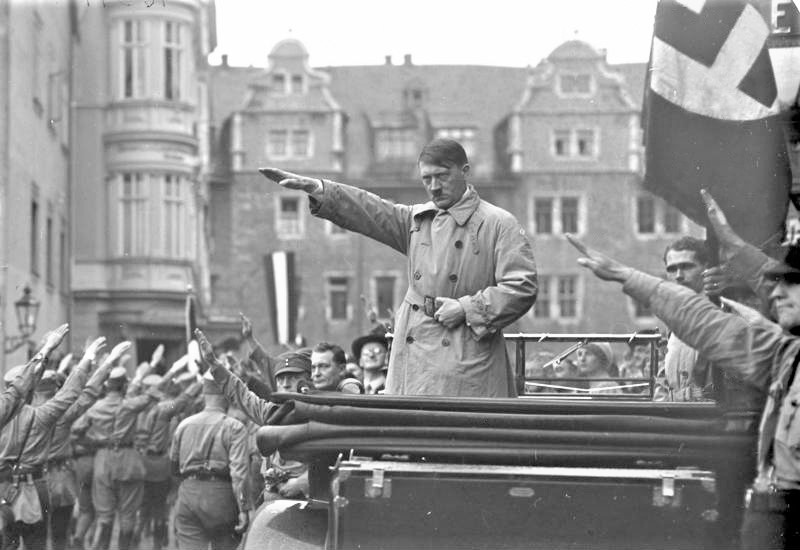
阿道夫·希特勒在纳粹党党代会上，1930年10月摄于魏玛

儘管阿道夫·希特勒曾在1923年時發起一場以失敗告結的政變嘗試推翻德國政府，出獄後競選總統輸給保羅·馮·興登堡，但在1932年保守右派前總理帕彭向政敵報仇的策劃下，透過右翼國家人民黨及德國企業家們政商合作，身為國會第一大黨的納粹不僅獲得資助、解除瀕臨破產的危機，更因此得到政商名流聯名遊說，最終說服興登堡任命他於1933年合法成為德國總理。他宣布廢除民主制度，同時藉由民族主義的風潮提出要重新修正世界秩序，並很快便開始大規模地重整軍備。與此同時法國為了確保意大利仍然與其合作、維持同一陣線之協議，允許意大利將埃塞俄比亚列為自己的殖民地。然而在希特勒的主導下，德國於1935年再度合併原本作為德國領土的薩爾盆地地區，而在獲得民意支持的情況下德國隨後推翻《凡爾賽條約》且加速重整軍備的計劃，甚至以大規模徵兵的方式擴充部隊兵力，而這些強調國家主權的舉動也更加加深了德國社會對於希特勒的聲望。
為了能夠抗衡納粹德國的不斷發展，英國、法國和意大利決定成立斯特雷薩陣線。另外蘇聯也懷疑德國的目標也包括占領東歐的廣大領土，蘇聯為此也與法國簽署《蘇法互助條約》；然而儘管《蘇法互助條約》已經簽署，該協議仍然堅持必須要經過國際聯盟的討論才能針對入侵行為有所因應，這使得這一條約基本上並無威嚇力。而在1935年6月，英國甚至與德國簽署了《英德海軍協定》，更加緩和了先前《凡爾賽條約》的部分限制。而美國則於同年8月通過了中立法案，表示不會干涉美洲以外的國際事務。這也促使意大利於同年10月時入侵衣索比亞，德國是少數願意表態支持意大利入侵舉動的歐洲國家，這也使得意大利在稍後德國吞併奧地利並未表示反對。
儘管1936年3月阿道夫·希特勒不顧《凡爾賽條約》與《羅加諾公約》而進駐萊茵蘭，但是其他歐洲列強對於此事並未多加干涉。同年7月時西班牙內戰爆發，希特勒和墨索里尼公開支持主張法西斯獨裁的佛朗哥部隊和蘇聯支持的西班牙第二共和国軍隊交戰，這次雙方衝突也成了德國和意大利測試新型武器與作戰方式的地方，最終佛朗哥部隊於1939年初成功贏得內戰。1936年10月，德國和義大利組成了柏林-羅馬軸心。1個月後德國和日本簽署了《反共產國際協定》，意大利則在隔年也加入其中。這時中國發生西安事變，中國國民黨和中國共產黨軍隊同意停火並組織統一戰線來抵抗日本入侵。

### 亞洲
中華民國的國民黨則為了能夠清除軍閥的勢力，在1920年代中期由蔣中正領導國民革命軍開始自南向北展開北伐，在1928年奉系領袖張學良宣布歸順後，名義上統一中國。然而北伐結束後，國民黨便與原本一同合作的共產黨發生衝突，中國很快又再度陷入第一次国共内战中。1931年大日本帝國內軍國主義正趨高漲，帝國政府開始策劃如何能夠有效掌控中國領土並且獲取自然資源，進而藉此發展出足夠的實力來掌管亞洲地區。
此時蔣中正以「先安內，後攘外」的方針回應日本的入侵行為，繼續剿共，以便穩定局勢，另一方面則期望國際聯盟協助處理日軍進佔中國領土的問題，但日本在遭到國際聯盟譴責行為後隨即宣布退出該組織。在這之後日本在中國又發動了一連串的挑釁行為如上海、熱河、河北，一直到1933年中日簽署《塘沽協定》雙方才一度宣告停戰。不過中國仍組織志願部隊繼續在滿州、察哈爾和綏遠等地抵抗日軍入侵。1936年西安事變後，國民黨和共產黨軍隊同意停火，以建立抗日民族統一戰線對抗日本。

## 戰前事件

### 意大利入侵衣索比亞（1935年—1936年）

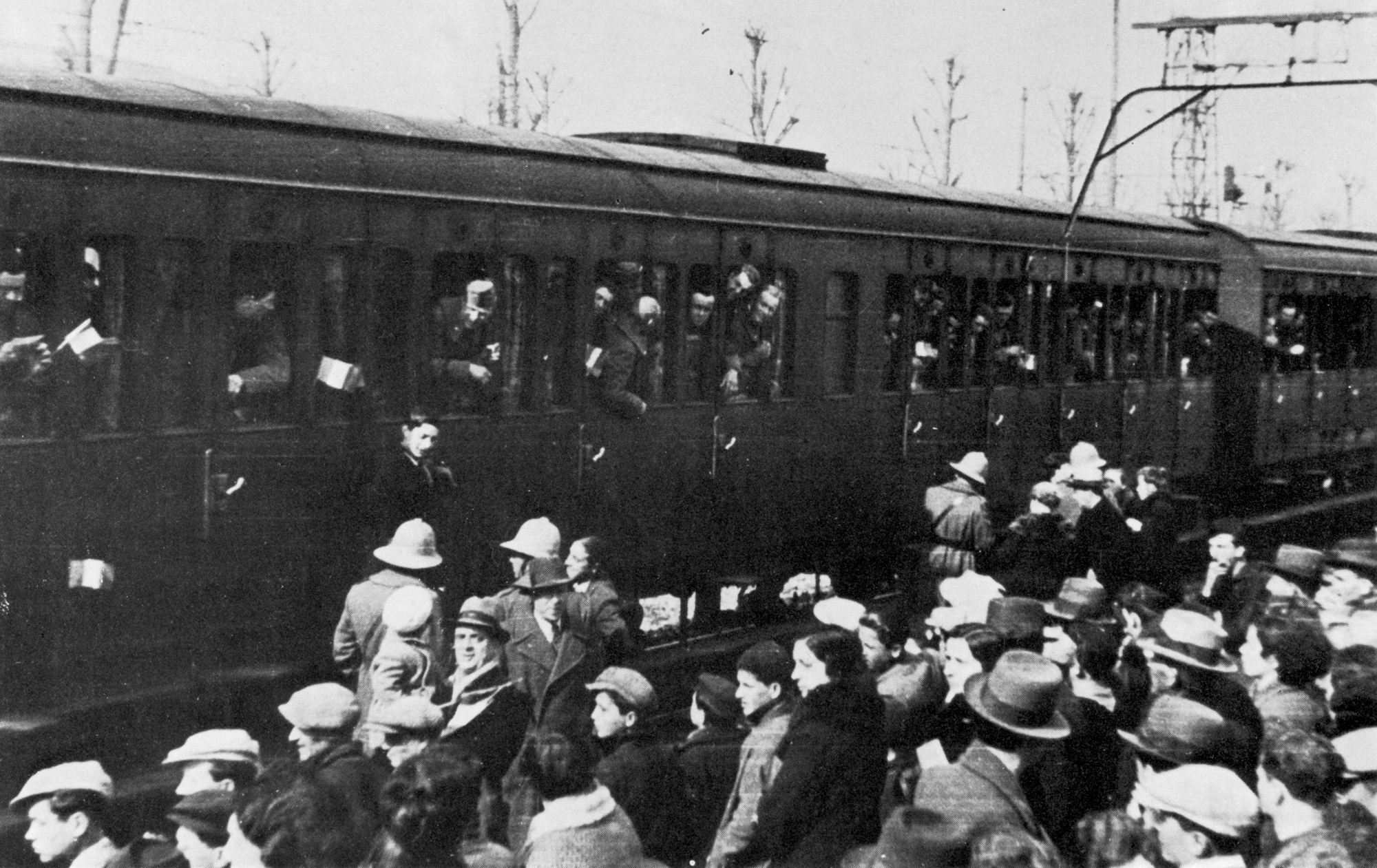
1935年前往参加第二次意大利衣索比亞戰爭的意大利士兵

第二次義大利阿比西尼亚戰爭是一場十分簡短的殖民戰爭，1935年10月義大利王國軍隊从意属索马里兰和厄立特里亚发动对阿比西尼亞帝國的军事入侵，最终于1936年5月成功完成軍事佔領并将之并入意屬東非作為殖民地。這次軍事衝突也暴露出國際聯盟缺乏維護和平的力量，儘管義大利和阿比西尼亞皆是國際聯盟的成員，而義大利也明顯違反了國際聯盟所訂定的第十條規範，但是國際聯盟仍無法阻止意大利的作為。直至1941年盟军在此击败意大利侵略军，埃塞俄比亚才得以复国。

### 西班牙內戰（1936年—1939年）

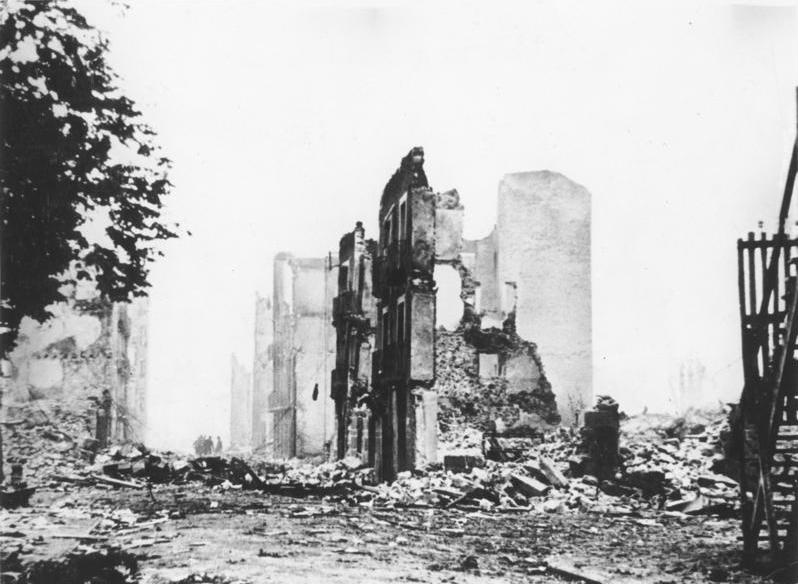
1937年对格尔尼卡的轰炸

德國和意大利为西班牙的弗朗西斯科·佛朗哥將軍领导的国民军提供军事支持，並且協助打擊當時受到蘇聯支持、而明顯朝向左派傾斜的西班牙第二共和國政府。德國和蘇聯也藉由這次代理人戰爭作為契機，不斷拿這次衝突來測試新型武器和戰術。其中1937年4月德國禿鷹軍團蓄意轟炸格爾尼卡而受到當時社會的關注，這也使国际社会担心未來的重要戰爭將会把平民居住區也納入轟炸範圍內。1939年4月国民军赢得内战，佛朗哥接掌政權並成为獨裁者。他在第二次世界大战中与同盟国和轴心国都进行了交涉，但没有达成任何重要的协议，不过他仍然派出志愿军前往东线为德国作战，但在总体上仍然保持中立，不允许任何一方借道或進駐西班牙国土。同一時間，葡萄牙由安東尼奧·薩拉查推行法西斯獨裁統治，承認西班牙的佛朗哥法西斯軍事獨裁政權，並鎮壓葡萄牙共產黨及其他反對派，簽署反共宣言，擴大並鞏固海外殖民地，並且建立葡萄牙青年團（Mocidade Portuguesa）與國家軍團（Legião Nacional），仿效意大利總理墨索里尼的黑衫隊進行軍隊訓練。

### 日本全面侵华（1937年始）

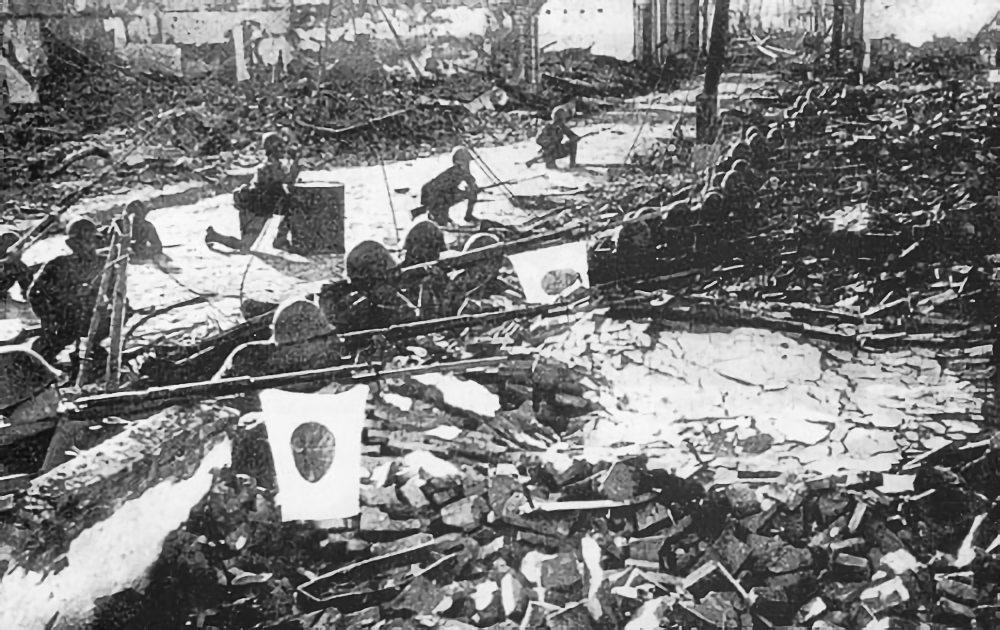
1937年淞沪会战中的大日本帝國陸軍士兵

1937年7月7日日本發起七七事變，七月底，日軍便攻下過去曾數次作為首都、具有重要政治意義的北平，然而日本此時也已經把整個中國納入其軍事行動的最終目標。在中國與德國隨時都有可能結束彼此間的合作關係時，中國選擇與蘇聯迅速簽署《中蘇互不侵犯條約》；之後蘇聯也開始提供軍需物資以支援中國對日作戰，而已經轉往支持日本的德國則在年底停止與中國的貿易合作關係。日本攻佔北平後，見中國並沒有屈服，決定於1937年8月中旬進攻上海。國民革命軍總司令、國民政府軍事委員會委員長蔣中正決定部署自己轄下素質最佳的部隊防衛上海。历经3個月戰鬥，上海於11月遭到日軍佔領。日軍之後不斷逼使中國軍隊往西方後退，1937年12月13日日軍成功佔領首都南京，并屠杀大量中国平民和缴械军人。
1938年6月，中國軍隊為了阻止日軍繼續由河南繼續向前推進至湖北，而故意造成黃河氾濫。同時中國將拖延下來的時間拿來繼續加強武汉市的防御工事，但是到了10月時日軍仍成功佔領武漢當地。然而日本軍事上的勝利並沒有如日軍希望般瓦解國民政府的抵抗，相反地中國政府在遷往位於內陸的重慶市後仍繼續堅持作戰，並定都當地。

### 蘇日冲突（1938年—1939年）

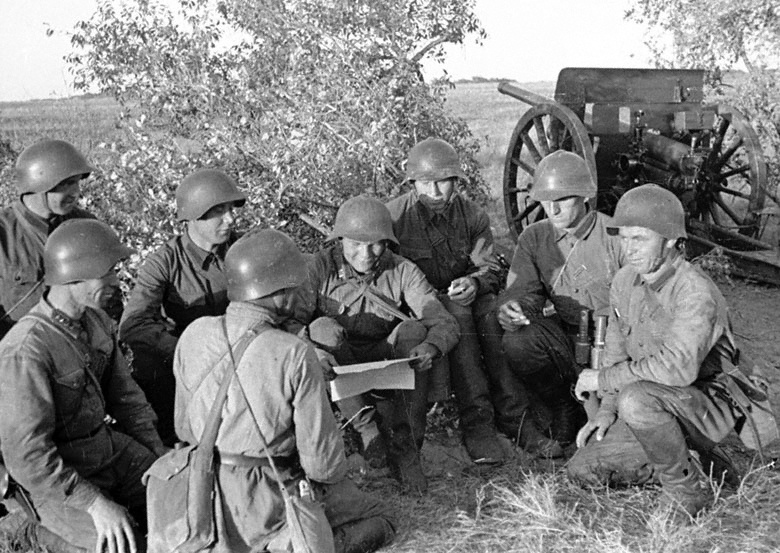
1938年张鼓峰事件中的苏联红军砲兵部隊

1938年7月29日，日本於張鼓峰事件中首次入侵蘇聯領土，蘇聯部隊也隨即與日軍展開交戰。雖然這次戰鬥是以蘇聯勝利作為結束，然而日本也因為這次軍事衝突而有了外交談判的機會。稍後在1939年5月11日，日本決定將武力部隊移動到蒙古邊境哈拉哈河附近。儘管日本最初成功擊敗蒙古紅軍的防衛，但是在蘇聯的支援下最後日本關東軍仍然战敗。
在幾次與蘇聯的軍事衝突後，日本政府深信他們應該盡可能與蘇聯政府透過外交手段調解，以避免苏联稍後對日方於中國的戰場有所干預。两年后世界局势剧变，苏联深深地感到了来自德国的压力，双方便签订了《日苏中立条约》；同時日本也決定將之後的軍事目標轉往由美國和歐洲掌握的南太平洋地區。另一方面，這次作戰也促使數名經驗豐富的蘇聯軍事領導人得到提拔，例如格奧爾基·康斯坦丁諾維奇·朱可夫便在之後莫斯科戰役中便成了關鍵性的角色。

### 歐洲局勢及協定

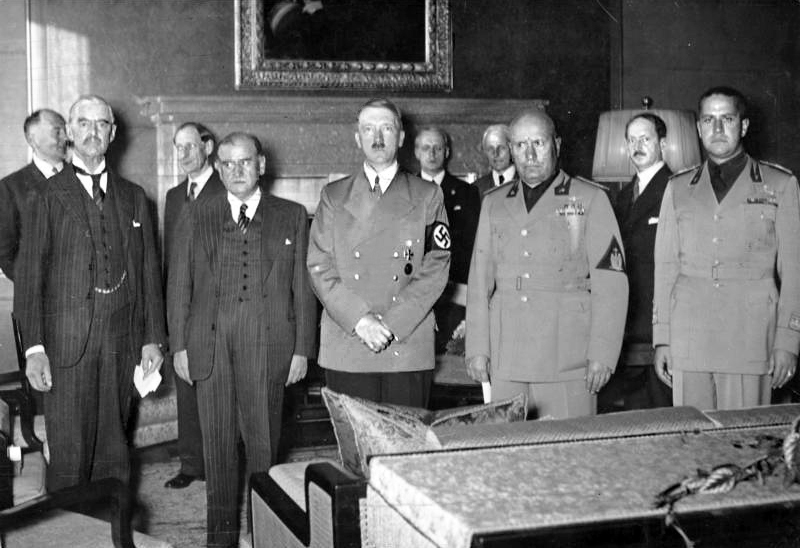
1938年9月29日英国首相內維爾·張伯倫、法国总理爱德华·达拉第、德国元首阿道夫·希特勒、意大利大臣会议主席貝尼托·墨索里尼和意大利外交部长加萊阿佐·齊亞諾伯爵在签订慕尼黑协定前的合影

在歐洲，德國和意大利的舉動更加變得大膽，1938年3月德國併吞了奧地利，然而這件事只自其他歐洲列強中得到一點反應。這鼓舞希特勒希望能夠將過去作為索賠的對蘇台德地區重新納為德國領土，並且以該塊土地是在捷克斯洛伐克內作為少數民族的德意志族群主要生活地區而要求合併。法国和英國在不詢問捷克斯洛伐克政府的情形下，很快就在慕尼黑協定中承認蘇台德地區應該歸德國所有，在種種壓力之下使得捷克斯洛伐克只能接受領土移交的要求。但是不久之後，德國和意大利仍繼續迫使捷克斯洛伐克割讓更多領土，這也使得鄰近的匈牙利和波蘭也開始備受威脅。到了1939年3月德國入侵捷克斯洛伐克境內尚未統一的部分，隨後在德國安排之下將捷克斯洛伐克分成德國管轄的波希米亞和摩拉維亞保護國和親近德國的附屬國斯洛伐克共和國。
英國和法國對於德國的舉動感到震驚，但是希特勒仍進一步要求但澤自由市與其合併，這促使法國和英國向波蘭保證支持其獨立。而當意大利在1939年4月攻佔阿爾巴尼亞後，英国和法國同樣保證會支持羅馬尼亞和希臘。稍後不久英法與波蘭陸陸續續結為同盟，而德國也與意大利正式簽署了交互合作的《鋼鐵條約》。希特勒控诉英国和波兰试图“包围”德国，并宣布废除《英德海军协定》和《德波互不侵犯条约》。

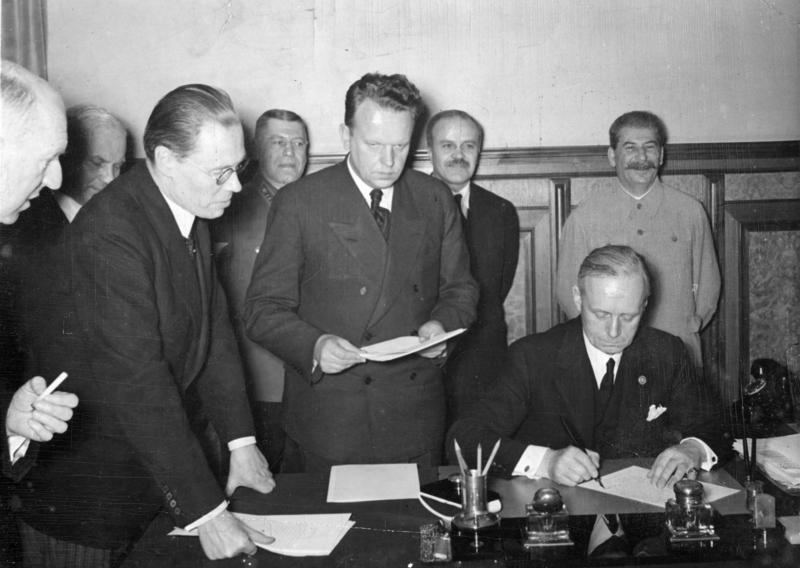
1939年，德国外交部長里宾特洛甫签署苏德互不侵犯条约；在他身后的是莫洛托夫和史達林

1939年8月，德國和蘇聯秘密簽署了《苏德互不侵犯条约》。同時雙方也秘密於條約簽署時分配各方之後在「領土與政治重新安排」中所獲得的利益，也對之後如何處理波蘭問題上達成了協議。雙方約定由德國佔領波蘭和立陶宛西部地區，而蘇聯則是佔領波蘭東部領土、芬蘭、愛沙尼亞、拉脫維亞和比薩拉比亞等地。这一协议对希特勒来说相当重要，因为它保证了德国在击败波兰之后不必如在一战中一样两面作战。
8月末德国继续向波兰边境进行动员，局面逐渐演化为全面危机。在与意大利外长齐亚诺伯爵的私人会谈中，希特勒表示波兰是一个“不稳健的中立国”，必须服从德国的要求，否则就应当予以“清算”以免日后在同西方国家的战争中消耗德国的兵源。同时他不认为英国和法国会介入这一冲突。8月23日希特勒下令于8月26日进攻波兰，但在听说英国与波兰达成了正式的互助协定以及意大利将保持中立之后，决定延迟进攻。作为对英国希望直接谈判的回应，德国于8月29日要求波兰派出代表来到柏林，商讨关于割让但泽和波兰走廊以及保护波兰境内德意志族裔的事宜。波兰拒绝了这一要求，于是在8月31日晚间，德国宣布谈判破裂。

## 戰爭过程

### 欧战爆发 (1939年–1940年)
1939年9月1日德國和其附屬國斯洛伐克一同進攻波蘭。9月3日法國、大英帝国紛紛正式向德國宣戰，但實質上給予波蘭的支援則十分少，只有在法國薩爾當地發起薩爾攻勢。不過9月3日時英國和法國也派遣海軍部隊封鎖德國外海，期望能夠破壞德國的經濟發展並給予戰況有些許支援。1939年9月15日，蘇聯在與日本就日蘇滿蒙邊界戰爭簽署諾門罕停火協議之後，9月17日也緊接著入侵波蘭，波蘭領土隨即被納粹德國和蘇聯瓜分，而立陶宛和斯洛伐克也獲得一部分土地。但儘管如此波蘭政府始終沒有宣布投降，相反地另外組織波蘭地下國和波蘭救國軍，繼續在之後連同佈署在波蘭周遭各條戰線的盟軍部隊一同作戰。此外大約有100,000名波蘭軍事人員則撤退到羅馬尼亞和波羅的海國家，這些士兵後來也加入抵禦德國部隊進攻的行列，而著名的波蘭軍情處密碼局則帶著有關破解密碼的資料撤離到法國。同一時間日本則對具有重要戰略意義的中國城市長沙市首次發起攻勢，但是在9月下旬被中華民國國軍擊退。

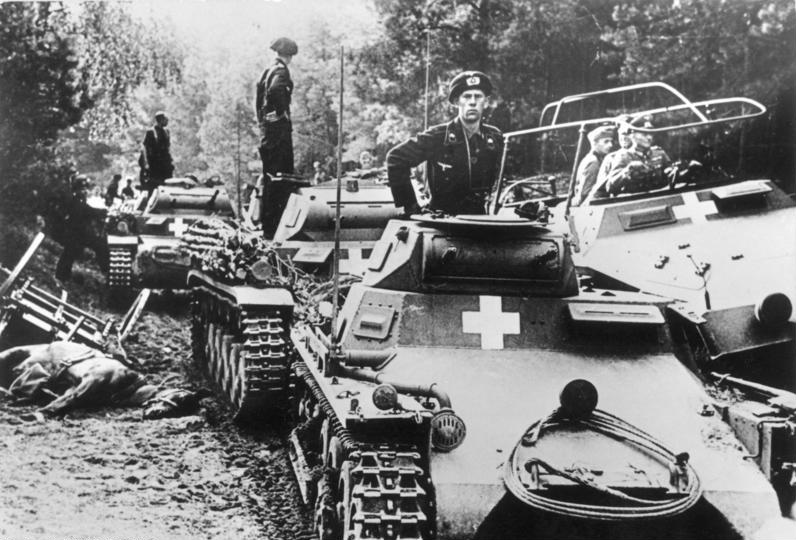
波兰战役中位于比得哥什附近的一号坦克部队，摄于1939年9月

在對波蘭和立陶宛政府進行干預後，蘇聯依照《德蘇互不侵犯條約》強迫波羅的海國家「協助蘇聯軍隊於他們國家內進駐」。然而在1939年11月芬蘭拒絕蘇聯近乎割讓領土的要求，隨後蘇聯在11月30日入侵芬蘭即冬季戰爭，最終在1940年3月12日由芬蘭作出讓步簽署《莫斯科和平協定》。在這之期間儘管法國和英國已經向德國宣戰，但是仍盡可能援助芬兰抵禦蘇聯的入侵，而蘇聯也因為這入侵舉動而被國際聯盟剔除。
而在西歐，英國開始將其軍隊部署到歐洲大陸，但由於英國部隊始終沒有和德軍發生軍事衝突，這使得這段時間又稱「假戰」。一直到1940年4月開始，德軍再發起大規模入侵的情況下才有所交戰。1940年2月時，蘇聯和納粹德國除戰前協議外另外簽署《德蘇貿易協定》，由蘇聯提供各式原料來換取德國的軍事和工業設備，而德國也能夠藉此迴避盟軍對其的原料封鎖。
1940年4月9日，德國為了避免盟軍藉由威尔弗雷德行动來阻擋瑞典出產的鐵礦砂運往德國的路線，入侵了丹麥和挪威以確保原料的運輸。
1940年5月，由於英國對挪威戰役的不滿，邱吉爾於5月10日取代內維爾·張伯倫，成為英國新任首相。然而，到了6月，挪威軍隊還是被迫和德軍簽署停戰協議，挪威随后沦陷。

### 軸心國推進（1940年-1941年）

#### 西欧 (1940年–1941年)

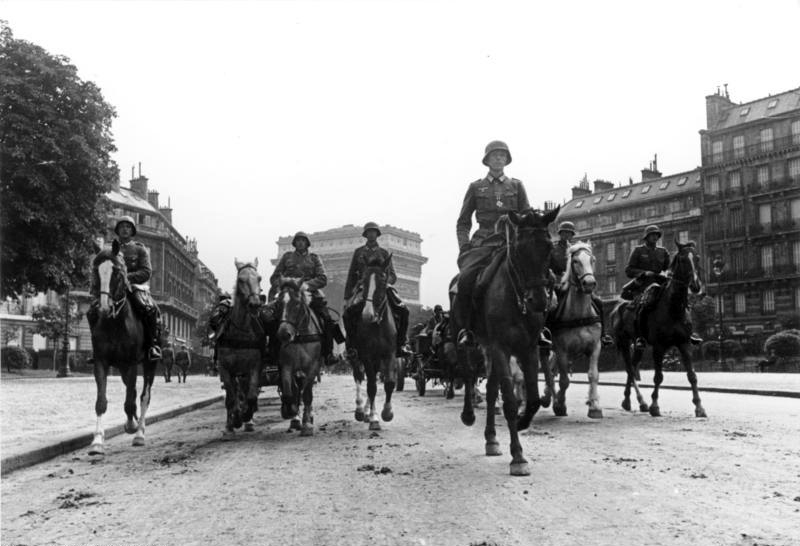
法國戰役結束後，納粹德軍在巴黎勝利遊行，摄于1940年6月

1940年5月10日，德軍開始入侵法國等西歐同盟國與中立國，德軍部隊進攻比利時與荷蘭，吸引法軍主力北上前往預定的防線迎擊；德軍真正的主力裝甲部隊則穿過防禦鬆散的阿登山區，長驅直入盟軍後方，切斷盟軍補給與通訊以求將其圍殲。盟軍在這一階段被迫撤退至濱海地區，英國遠征軍和許多法軍士兵在發電機行動中從敦克爾克成功撤退至英國本土。
6月5日，德軍展開了第二階段作戰「红色方案」，從法軍的側翼包圍馬其諾防線的守軍，並南下進攻。法军剩余的60个师奋力抵抗，德軍包括古德里安在內的數支部隊被阻擊，但无法克服德军的制空权优势和德国装甲部队的机动性。法國政府遷至波爾多，德軍於6月14日佔領巴黎。6月18日，德國軍官與法國官員會面，談判停火條約相關事宜，6月22日和24日，法國先後和德國意大利簽署停戰協定。停戰協定中，法國北部和法意邊境少量地區被讓於軸心國佔領但並未兼併，但南部仍由法國管理。7月10日，貝當領導的維琪法國成立而早在7月3日，英軍就襲擊停泊在法屬阿爾及利亞的法國艦隊，以防止德國將法軍艦隊納入自己的海軍中。
同年6月中下旬，蘇聯也強行佔領了愛沙尼亞、拉脫維亞和立陶宛等國家和羅馬尼亞具有爭議性的比萨拉比亚地區但直到8月才兼併。與此同時，納粹德國也和蘇聯在政治與經濟合作上逐漸陷入僵局，這使得德國和蘇聯開始為彼此交戰進行準備。

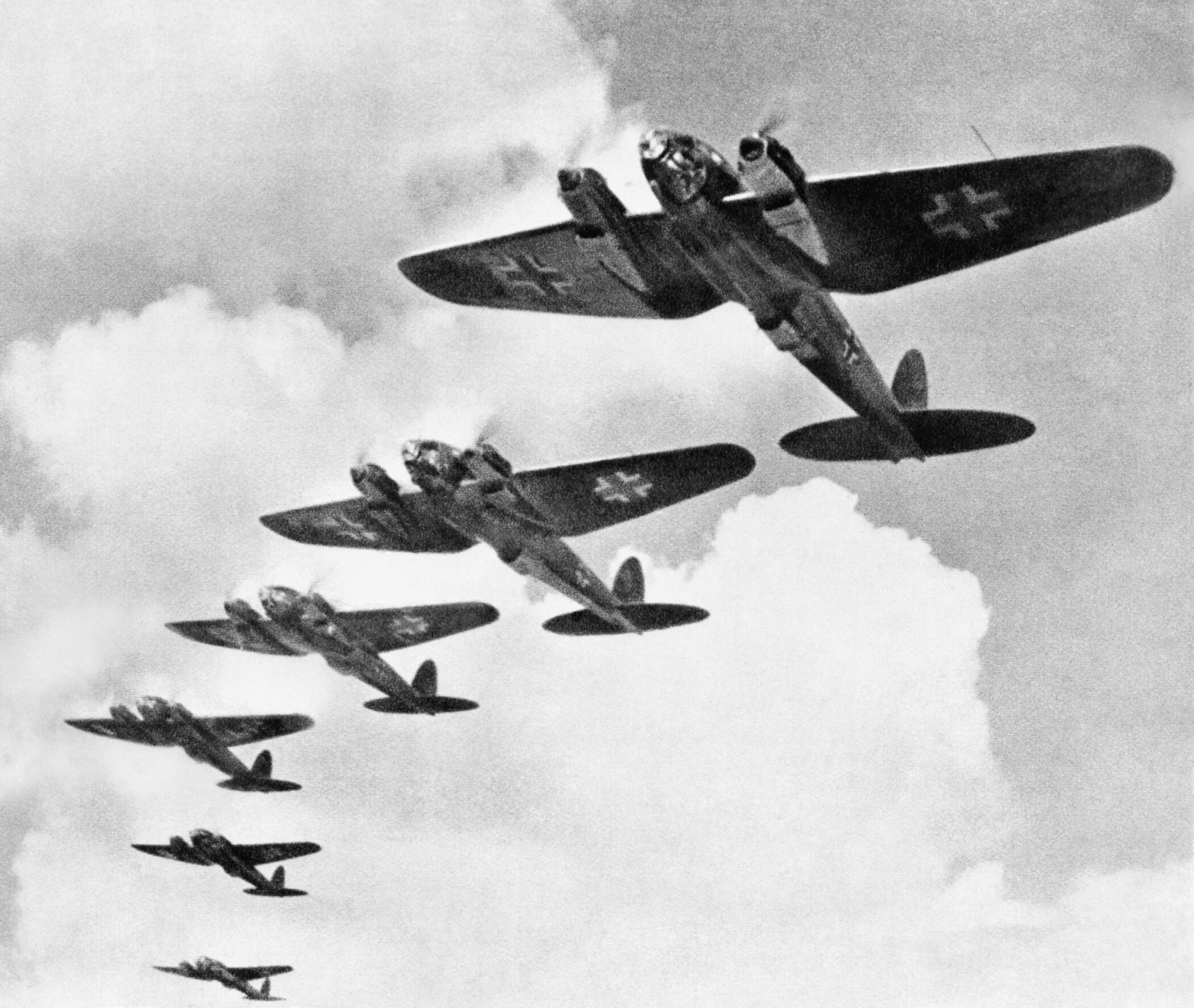
不列颠战役中的德国空军He 111轰炸机

在成功瓦解法國後，德國開始嘗試藉由空中優勢來發起取得英國上空的制空權，同時也發起海獅計劃即一項空降與海上登陸的計畫，準備入侵英國。然而德國空軍的作戰行動並沒有達成目標，損失不少飛機，且無法奪取制空權，這使得入侵計劃在9月時便宣告取消。而儘管德國開始將其佔領的法國港口作為其新基地，但是德國海軍對於仍保有一定實力的英國皇家海軍並沒有獲得收益，這使得德國決定改以U型潛艇在大西洋巡邏並對英國航運展開攻勢。另一方面意大利則將重點放在地中海及東非周遭地區，於6月時開始马尔他围城战 (第二次世界大战)、8月意大利佔領英屬索馬利蘭，並且在1940年9月時意大利入侵埃及。日本則在9月時開始強化對中國的封鎖，派遣部隊進駐位在法屬印度支那北部的數個基地。
在此期間態度保持中立的美國決定採取新方案，即租借法案，以協助中華民國和西方盟國作戰。1939年11月美國政府就中立法案進行修訂，允許盟軍以「現購自運」的方式來購買軍事物資與裝備。在1940年時德國成功攻佔巴黎後，美國海軍也藉由《兩洋海軍法案》開始顯著擴大其規模；而在日本入侵印度支那後，美國則對日本實施有關鐵、鋼和機械零件的禁運。到了同年9月，美國還同意英國購買原本於美國基地封存的驅逐艦。但儘管如此，一直到1941年珍珠港事件以前大部分的美國公民仍繼續反對美國對任何軍事衝突直接干預。
而為了對付於背後支持同盟國的美國，1940年9月底日本、意大利和德國簽署《三國同盟條約》正式組成軸心國集團，並建立口號（歐洲新秩序）。《三國同盟條約》中規定除了因應蘇聯主動進攻而另外處理外，任何國家都必須協助任何雖未參與戰爭但仍被攻擊的軸心國國家。在這段期間，美國則繼續通過了租借法案來支援英國和中國作戰；美國也授權美國海軍保護英國所購買的物資和裝備運往大西洋中間的安全區，之後由英國艦隊接手進行管理。也因此德國和美國在1941年10月陸續在大西洋北部和中部發生數次海戰，但是美國在官方立場上仍然持續保持中立。

#### 地中海 (1940年–1941年)
1940年11月時，轴心国開始大規模擴展自身的勢力。1940年10月時意大利嘗試入侵希臘，但是在幾天內便被擊退到阿爾巴尼亞地區而陷入僵局。至1940年11月，匈牙利王國、羅馬尼亞王國和斯洛伐克共和國相继加入了軸心國行列，而大英帝國所組成的部隊也開始對對位在埃及和東非的意大利軍隊展開攻勢。到了1941年年初，意大利軍隊已經被大英帝國部隊逼到利比亞，而邱吉爾也將下令派遣部隊前往非洲的動作稱為「光采行動」，並且藉此加強正在與希臘交戰的意大利王國部隊的壓力。意大利皇家海軍於戰爭中遭受了十分慘重的損失，皇家海軍派遣航空母艦攻擊位在塔蘭托的意大利部隊在這次的攻擊中也導致3艘意大利的戰列艦受損，而之後在馬塔潘角海戰中意大利又損失更多艘軍艦。

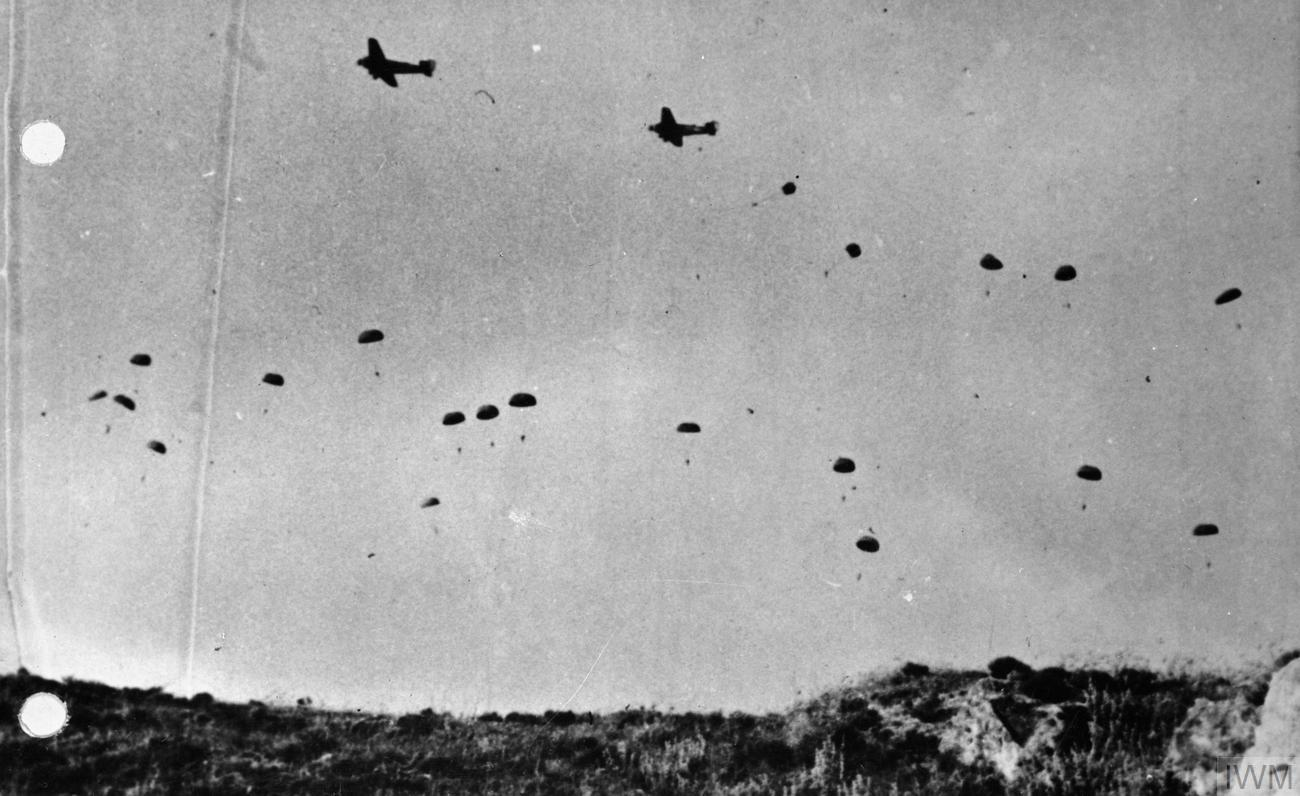
德國傘兵從Ju 52運輸機空降到希臘克里特島上作戰，攝於1941年5月

因此德國便決定介入此戰事並協助意大利對英作戰。希特勒於2月時將部分德國軍隊派遣前往利比亞當地，並且在3月底時已經對德部隊便已經數次發動小規模進攻。而到了4月時，以德軍部隊為首組成的聯軍成功推進到埃及周遭，甚至對盟軍發起了托布魯克圍城戰。之後大英帝國部隊於5月時發起簡潔行動，6月時再度發起了戰斧行動，但這2次針對軸心國部隊的攻勢隨後都面臨失敗。而3月初時保加利亞王國簽署加入軸心國集團，以及南斯拉夫王國發生退出軸心國的政變，這促使納粹德國決定要對巴爾幹地區進行干預，隨即入侵希臘和南斯拉夫並另外組織政府。軸心國部隊在巴爾幹地區很快獲得進展，在5月底德軍部隊攻佔希臘克里特島後，成功迫使同盟國軍隊於此處撤退。6月中旬，由德國及義大利扶植的傀儡政权克羅埃西亞獨立國加入轴心国。
不過處於劣勢的盟軍，在這段期間也有獲得少數勝利，納粹德國佔領法國及扶植維希政府後，本來希望法屬敘利亞託管地能夠在中東參與對英國的作戰，然而同盟國部隊成功破壞在維希法國空軍基地內的德軍，進而阻止敘利亞於伊拉克後方發動叛亂。稍後在自由法國部隊的協助下，同盟國部隊也接管法國在中東的託管地敘利亞和黎巴嫩，以防止這類事件再度發生。同時，英軍在1941年向意屬東非反攻，成功奪回索馬里及埃塞俄比亞等東非地區的控制。而在大西洋，英國成功擊沉了德國旗艦俾斯麥號，這使得日益低迷的民眾士氣再次受到鼓舞。同時英國皇家空軍也在不列顛空戰中成功抵禦了德國空軍的轟炸，最終德國於英國上空的主要空襲行動在1941年5月宣告結束。

#### 亚洲
而在亞洲戰區，儘管雙方都互有發起攻勢，但是在1940年時中國和日本之間的戰爭陷入僵局。日本為了增加對中國所施加的壓力，決定開始優先攻佔重要位置以阻止供應路線，同時與準備與西方列強展開戰爭。這一時期，日軍也繼續佔領了印度支那南部地區並給予軍事管制。同年8月中國共产党在華北发起百團大戰打擊日軍部隊，作為報復日本則決定在佔領區內對共產黨黨員和一般民眾實施嚴厲的三光政策，希望能夠藉此方式有效減少共產黨游擊隊的人力補充和物資供給。另外中國共產黨和中國國民黨之間仍持續存在著互相牽制的氣氛，到了1941年1月雙方爆發武裝衝突後便宣布結束彼此的合作關係。為了能夠成為之後歐洲和亞洲穩定之後的霸主，德國、日本和蘇聯開始對之後可能爆發的軍事衝突進行準備。儘管德國與蘇聯正逐漸處於緊張的局勢，日本考慮到一方面德軍在歐洲戰場上仍占有優勢，而另一方面自身的目標則是奪取歐洲國家殖民下的東南亞地區及其豐富資源，為此日本與蘇聯2個強盛國家在1941年4月簽署了《蘇日中立條約》。但是在另一方面，德國則逐步在蘇聯邊境佈署軍事武力，準備在之後直接攻擊蘇聯。

### 全球衝突（1941年-1942年）

#### 巴巴罗萨行动和苏德战争

第二次世界大战欧洲战场局势变化图

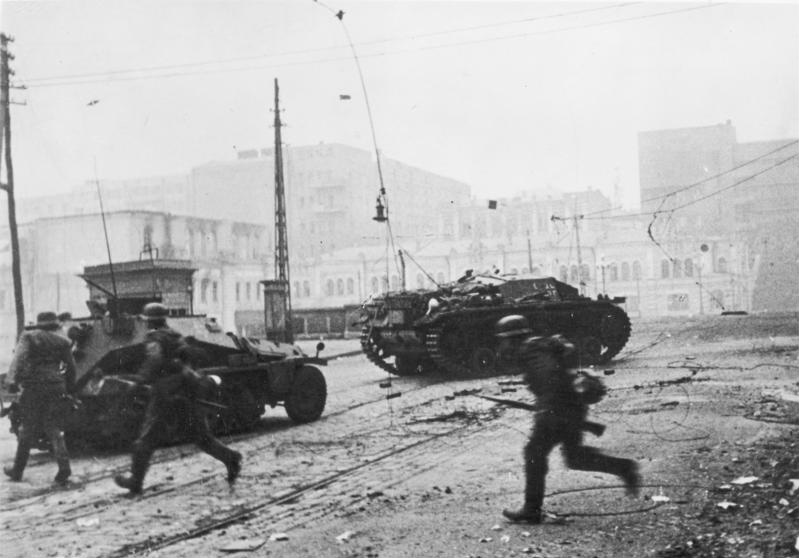
納粹德國步兵與裝甲車正以優勢兵力攻入烏克蘭卡爾可夫，隨即與蘇聯紅軍在街頭爆發戰鬥，攝於1941年10月25日

1941年6月22日德國發起巴巴羅薩行動，聯合其他歐洲軸心國集團的成員國以及芬蘭共同入侵蘇聯，苏德战争爆發。目標是期望藉由兵分三路的快速突擊攻佔波羅的海地區、莫斯科和烏克蘭，北方主力由里布元帥的德國北方集團軍和芬蘭軍進攻，中路由博克元帥的德國中央集團軍進攻，南方由倫德施泰特元帥的德國南方集團軍下轄曼斯坦因等名將和羅馬尼亞軍進攻。最終戰略目標則是在1941年末攻下從阿斯特拉罕至阿爾漢格爾斯克所連結的AA戰線以內範圍，並且能夠有效掌握裏海和白海的周遭交通。希特勒的目標是藉由發展成為軍事大國的德國來消除蘇聯本身以徹底消滅共產主義，並且藉由驅趕當地居民的方式來獲得所謂的「生存空間」；同時德國也希望能夠攻佔蘇聯的重要地區，並且藉由當地的戰略資源進而能夠擊敗德國的其他對手。
雖然蘇聯紅軍在戰爭之前亦有準備戰略反攻計畫，但是軸心國部隊發起的巴巴羅薩行動仍迫使蘇聯最高統帥部只能夠採取戰略防衛作戰。到了夏日期間，軸心國成功進佔大量的蘇聯領土並且也造成蘇聯軍方巨大的人員和物資損失，交通幾乎癱瘓。然而到了8月中旬德國國防軍陸軍總司令部決定讓漸趨勞累的德國中央集團軍暫止發起對於蘇聯的包圍作戰，並且連同第2裝甲軍團一同向烏克蘭以及列寧格勒推進。德軍在對基輔的攻勢中獲得壓倒性的成功，導致一共有4個蘇聯集團軍遭到圍剿和殲滅，這也讓德軍得以更早占領克里米亞到烏克蘭東部的工業發達地區。
將近75%的軸心國部隊以及絕多數原本佈署於法國和地中海中部的空軍部隊陸陸續續轉移到東線，這促使英國政府重新思考其大戰略計畫。同年7月英國和蘇聯一同組成反對德國的英蘇協定，同時英國和蘇聯也一起入侵伊朗，以確保波斯走廊（Persian Corridor）和伊朗當地油田不會落入德軍佔領之下。到了8月英國和美國則一同簽署《大西洋憲章》。
到了10月，芬兰軍隊入侵蘇聯佔領冬季戰爭前被奪去的領土並發起攻勢更進一步佔領了彼得羅扎沃茨克，並威脅摩尔曼斯克和整個卡累利亞，大量蘇軍被芬蘭牽制；在東線南方，羅馬尼亞軍隊靠著德軍闪电战的威力奪回巴撒拉比亞和北布科維納等過去割讓給蘇聯的領土。並在敖德薩戰役重創蘇軍並佔領该市，烏克蘭西南部部份領土被羅馬尼亞佔領，在稍後德羅聯軍成功攻陷塞瓦斯托波爾，並且將主要的兵力改調往莫斯科以展開進攻。在經過兩個月的激戰後，德軍部隊幾乎達到莫斯科外圍地區，並隨即包圍莫斯科，莫斯科為蘇聯情報及交通中心，蘇聯共產黨總書記史達林經過思考決定死守城市，莫斯科戰役展開，然而經過長期行軍而疲憊不堪的部隊也迫德軍暫緩進攻，而且遇上嚴寒士兵凍傷十分嚴重。儘管軸心國部隊成功攻佔廣大的領土，然而在這次交戰中並沒有達成主要目標；許多重點城市仍然在蘇聯堅持抵抗下始終無法擊潰（如列寧格勒），這也使得蘇聯在之後仍保留相當程度的軍事潛力，德國暫停攻勢也讓蘇聯有喘息的機會，而在巴巴羅薩行動宣告結束之後，也意味著歐洲戰場的閃擊戰階段也已經結束。
12月初古德里安的德軍下令停止对莫斯科的包圍，而亦蘇聯正式動員所有後備部隊並準備與軸心國部隊展開作戰。蘇聯開始依據理查·佐爾格等間諜所蒐集的資訊陸陸續續將軍隊移往東線準備作戰，期望能夠防止軸心國集團繼續往蘇聯領土進攻，而面對日本關東軍則只佈署最少的兵力來作為警戒用。同時因德國開始受到阻滯，日本放棄了北進。到了12月5日開始蘇聯發了大規模的反攻作戰，對佈署戰線長達1,000公里的德軍展開攻勢，並成功往西推進100公里—250公里之處。

#### 太平洋战争爆发
德國1940到1941年在歐洲所獲得的一連串勝利，在某些程度上也鼓勵日本對歐洲各國政府施展壓力。已流亡英國的荷兰政府同意繼續供應日本由荷屬東印度所製造的石油，但是拒絕將該殖民地的控制權移交給日本政府。相反的維琪法國則同意日本繼續占領法屬印度支那。到了1941年7月，美國、英國和其他西方國家政府決定以日軍試圖占領中南半島為由而凍結所有來自日本的資產，而提供日本近80%石油的美國也決定嚴格實施石油禁運政策。這項石油禁運政策促使得日本可能必須放棄其在亞洲的野心計畫、並且逐一暫緩對中國所發起的戰爭或者是以武力攻佔領土的方式來獲取所需要的自然資源。
對此日本軍方完全捨棄第一個方案，並且許多軍官認為石油禁運實際上就是對日本展開的潛在「宣戰」。

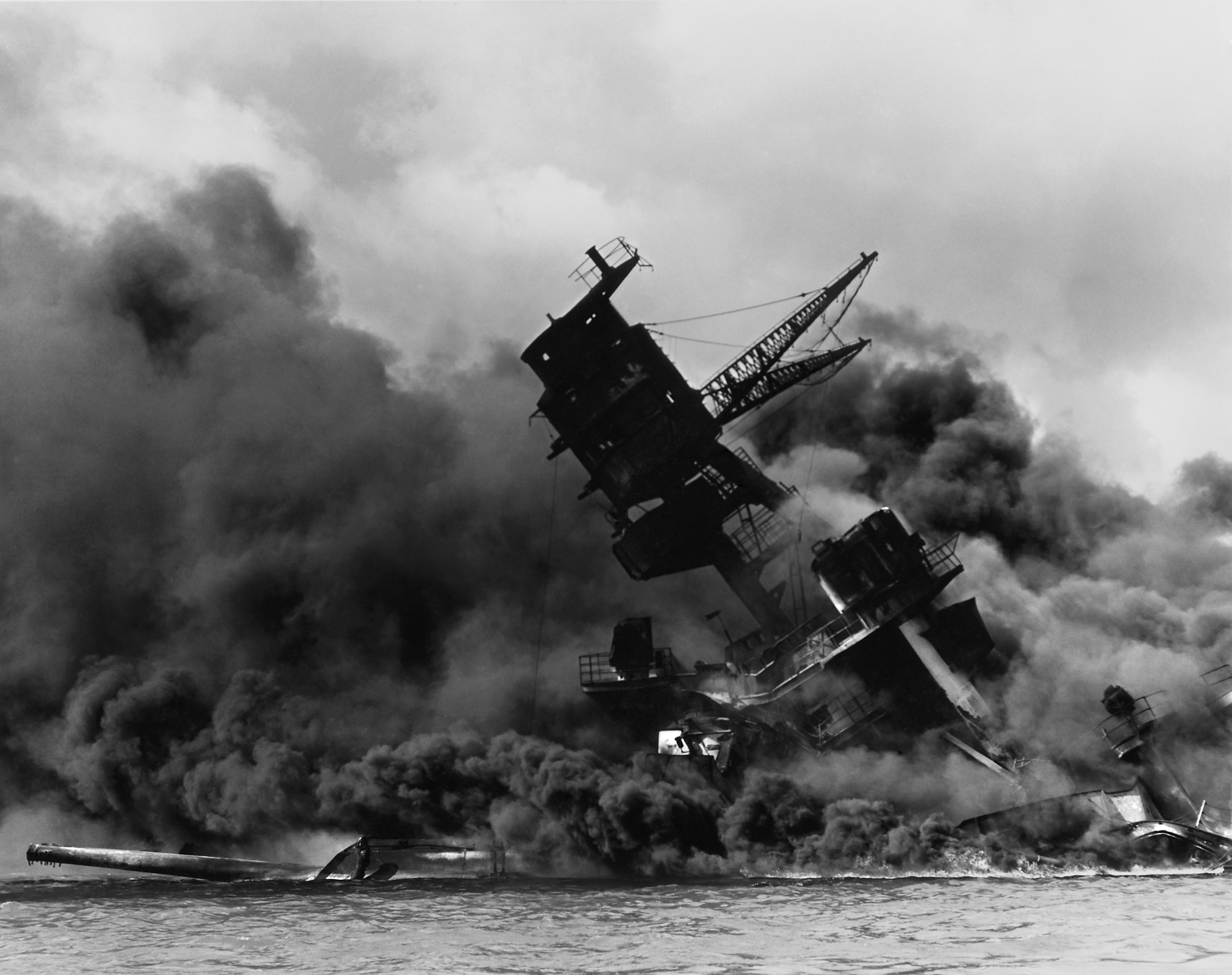
1941年12月7日，亚利桑那号战列舰在日本对珍珠港美国太平洋舰队的突袭中沉没

對於這種情勢，日本計劃迅速以武力的方式攻佔歐洲位於亞洲的殖民地地區，並隨即建立一個延伸至太平洋中線的大型防衛圈。隨後日本便會盡可能使用在東南亞所獲得的資源，來對遭受第一波攻擊的同盟國軍隊展開防禦作戰。為了防止之後美國對於日本的作法展開干預，日軍從一開始便策劃對於防衛圈外圍的美國太平洋艦隊展開殲滅性攻勢。於是計畫突襲美軍夏威夷的海軍基地，珍珠港。
1941年12月8日（北美地區為12月7日），日本同時對由英國與美國所掌握的東南亞周遭地區和太平洋島嶼展開攻勢，在這其中也包括有偷襲位於珍珠港的美國艦隊、攻佔泰國和馬來西亞地區以及占領香港等等。
這一系列的襲擊促使美國、英國、澳洲、中華民國和其他同盟國國家正式對日本宣戰，納粹德國、意大利王國和其他簽署《三國同盟條約》的成員國也作出回應並向美國宣戰。1942年1月美國、英國、蘇聯、中華民國和另外22個小國或者流亡政府一同簽署《聯合國宣言》，在內容中再度申明《大西洋憲章》的觀點。然而蘇聯本身出自利益考慮，並沒有完全遵守《聯合國宣言》的內容，除了繼續依照過去與日本簽署的協議而對於日軍保持中立的態度，同時本身對於自決原則也沒有表達正面支持。而從1941年史達林陸陸續續要求丘吉爾以及羅斯福在法國展開「第二戰線」。其中東部戰線當時已經成為歐洲戰區的主要戰場，蘇聯在這次軍事衝突中有將近數百萬的傷亡者，相反的同樣作為同盟國成員的西方國家則大約損失數十萬人。不過丘吉爾和羅斯福則表示他們需要更多的準備時間，在其他同盟國始終無法確保優勢的情況下使得蘇聯只能夠繼續單獨抵抗德軍攻勢，這也使得蘇聯在戰後不斷以此來向西方國家要求賠償。

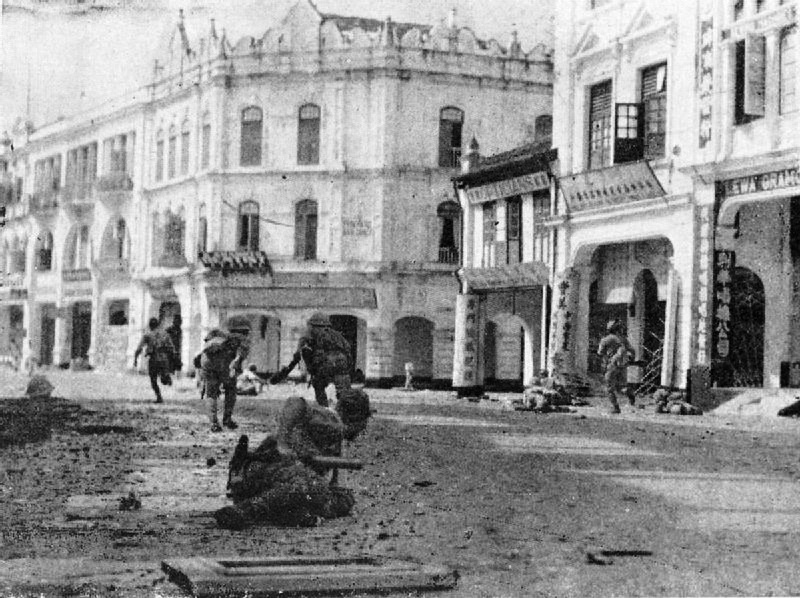
日军进犯馬來亞吉隆坡

1942年4月日本與其合作國泰國已經幾乎完全占領緬甸、馬來亞、印尼、新加坡和拉包爾等地，盟軍部隊在日軍攻勢下普遍造成嚴重的損失，同時日軍也俘虜大量的囚犯。儘管日軍在科雷吉多島當地遭遇強硬抵抗，1942年5月菲律賓最終仍然遭到日軍占領且逼使得菲律賓自治領政府被迫流亡。而日本海軍也在在南海、爪哇海和印度洋中獲得勝利，並且成功轟炸盟軍部隊位於澳洲的重要海軍基地達爾文。這段時間中盟軍對於日本唯一的取得勝利則是中華民國於1942年1月上旬爆發的第三次長沙戰役，而獲勝主要原因在於日本過度自信能夠輕易取下勝利，而對於國軍並無完善的準備。
面對美國海軍開始大力協助英軍運補作業，納粹德國海軍決定主動對美國大西洋沿岸所有運輸船隻展開攻擊。而儘管德軍已經造成蘇聯極大的人員與物資損失，歐洲軸心國成員停止對於主要佈署在俄羅斯中部和南部地區的蘇聯軍方展開攻勢，相反的開始強化自身對於所占領領土的控制能力。而在北非戰場方面，德軍於1月時對英國展開大規模攻勢，一直到2月初英軍才勉強在加查拉戰線中抵禦德軍進攻。但儘管軸心國集團暫緩部隊的進攻速度，以德國為首的歐洲軸心國仍加緊準備以投入下一波攻勢。

### 軸心國停止攻势 (1942年–1943年)

#### 太平洋

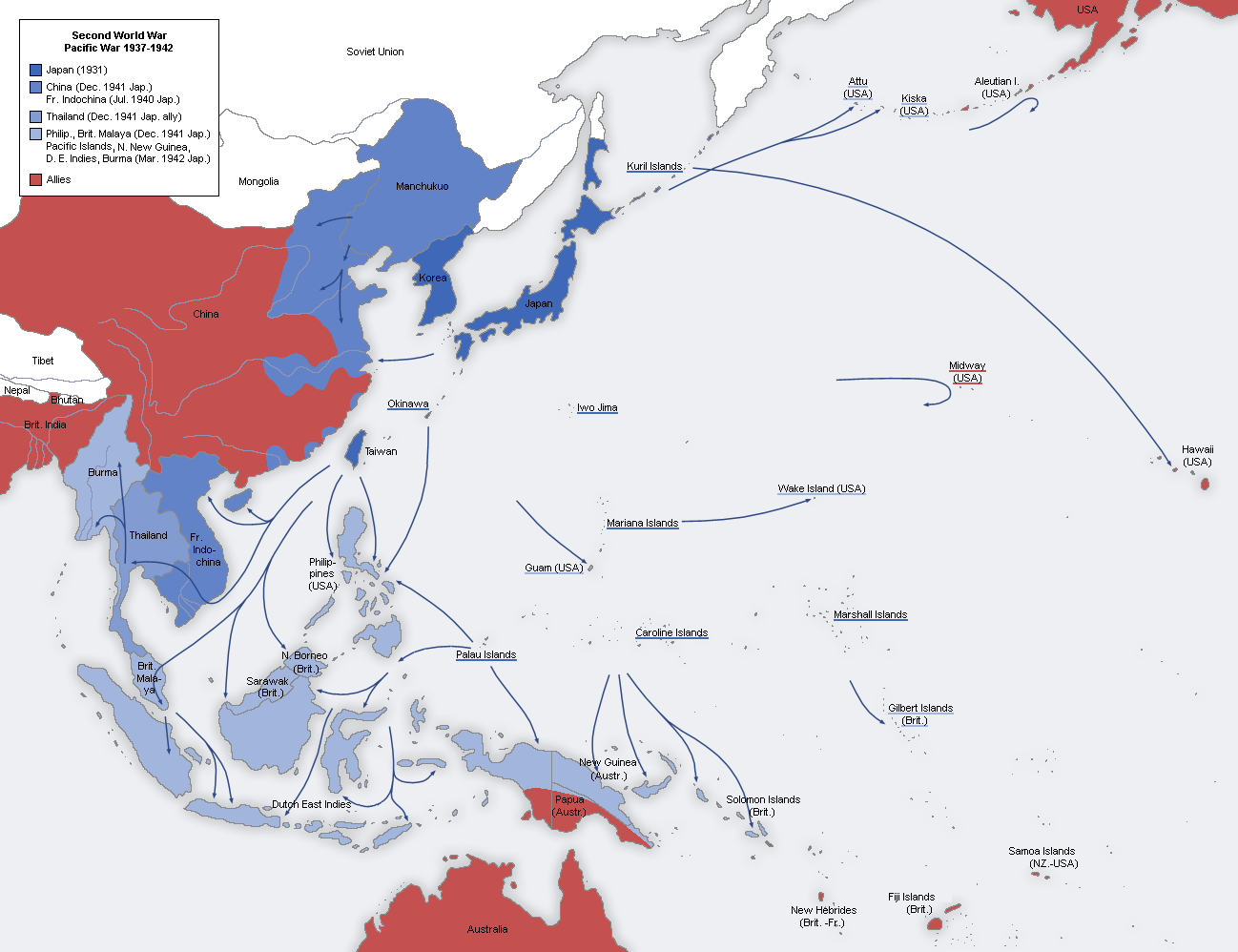
日本的推进状况，截至1942年中旬

早在1942年5月日本開始發起兩棲作戰的MO作戰，準備占領莫士比港來阻斷美國和澳洲之間的通訊以及物資流動。然而盟軍成功在珊瑚海海戰之中，阻止了日本海軍持續往前推進。在美軍成功空襲東京之後，日本計劃占領中途島並引誘美國航空母艦在周遭作戰，期望能夠一次徹底擊潰美國太平洋艦隊的主力；與此同時為了能夠吸引美軍的注意，日本也另外派遣部隊佔領隸屬於阿拉斯加的阿留申群島。日本軍方將大規模的攻擊計畫設定在6月初展開，然而美國於5月下旬時成功破解日本海軍的通訊密碼，在充分了解計劃內容和部隊安排後美軍成功憑藉著資訊優勢取得決定性的勝利，大日本帝國海軍在中途島戰役後也勢力大為削減許多。
在積極策劃的中途島戰役反而損失大量航空母艦後，日本改將重點放在自陸地上發起攻勢佔領位於巴布亞領地的莫士比港。而美軍則是計畫對位在日本索羅門群島南部的軍事基地展開反擊，陸陸續續準備佈署兵力前往瓜達康納爾島，同時美軍也希望能夠另外發起攻勢打擊日本在東南亞重要基地的拉包爾。
美軍兩項計畫於7月開始展開，然而9月中旬時日本將瓜達康納爾島列為優先保衛的目標。日本首先將於布納-哥納當地與美國和澳洲部隊作戰的日本新幾內亞部隊撤離，陸陸續續開始將大量兵力從莫士比港地區移往北部省當地支援。而在瓜達康納爾島成為雙方激烈爭奪地區後，雙方的支援部隊與物資開始紛紛嘗試藉由船艦運送的方式提供。最後到了1943年，日本決定不再繼續增加支援部隊並開始規畫準備撤離。同一時間，盟軍也開始在緬甸發起數起攻勢。首先在1942年年底之針對若開邦發起作戰行動，然而反遭到日軍的反擊並損失大量人力與物資，最終在1943年5月重新撤退回到印度。另外緬甸戰區的盟軍也派遣緬甸遠征軍特種部隊（Chindits）在日軍勢力範圍處展開騷擾作戰，並在4月下旬成功獲得些許戰果。

#### 东线
而位在德國東線戰場部分，軸心國集團成功在刻赤半島和卡爾可夫中擊敗蘇聯反攻。1942年6月時，德軍決定對於蘇聯南部地區發起大規模的藍色行動，希望藉此佔領高加索地區的油田與庫班沙地，同時繼續維持在保北方和中部地區的佔領區統治。為此德國南方集團軍將自身兵力分成兩大部分，分別是負責攻佔頓河的A集團軍與佔領高加索東南側窩瓦河一帶的B集團軍。另一方面，蘇聯則決定於德軍極有可能攻佔的斯大林格勒進行駐防。

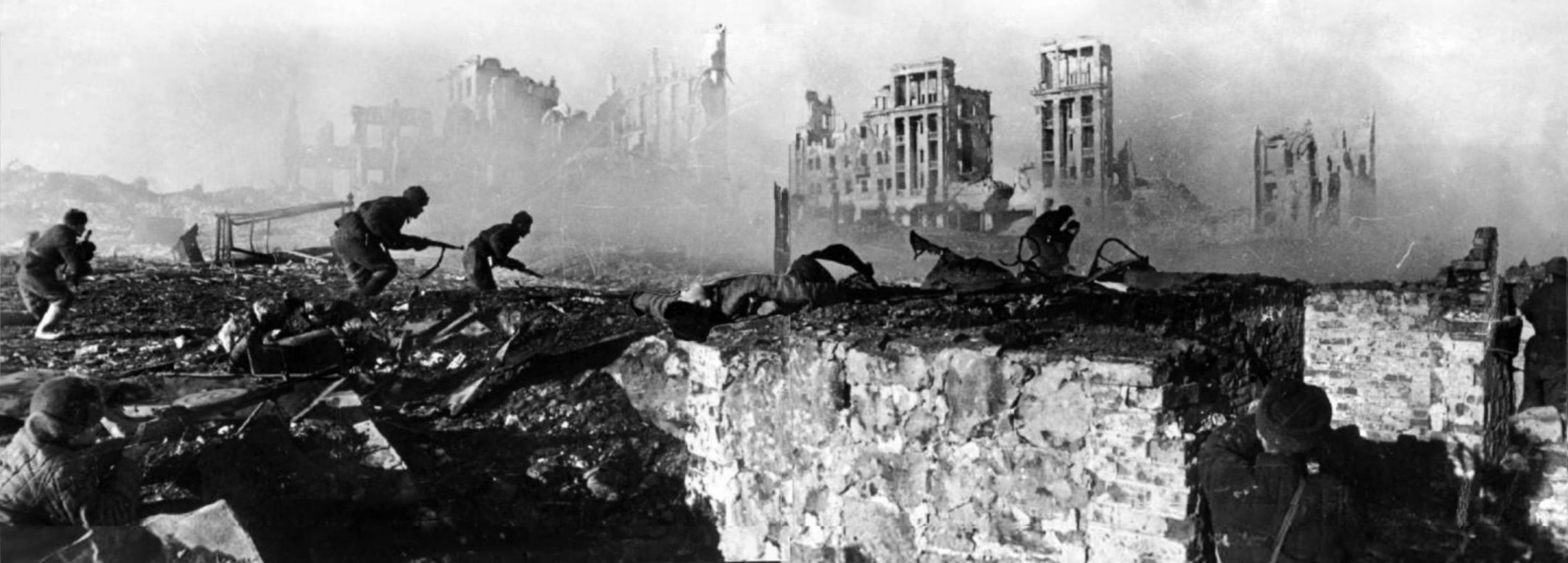
苏联红军在斯大林格勒战役中展开反击，1943年2月

11月中旬時儘管德軍已經攻下斯大林格勒，然而之後所面臨的城鎮戰卻使得德軍遭遇苦戰，這時蘇聯也開始準備第二次的冬季反攻計畫。其中蘇聯部隊成功在天王星行動包圍德軍絕大多數的部隊勢力，但是在稍後展開的火星行動中蘇聯卻反而獲得大量的損失。不過在一連串反攻計畫下在1943年2月上旬德國陸軍已經難以繼續維持戰線，其中原本佔領斯大林格勒的德軍部隊宣告投降，而軸心國集團也將前線往回撤到夏季攻勢前的位置。不過同樣在2月下旬，隨著蘇聯部隊的撤離行動反而讓德國對卡爾可夫發起攻勢，最後軸心國部隊在庫爾斯克建立了較為突出的前線陣地。

#### 西欧/地中海
另一方面在1941年11月時盟軍於北非發起反攻，在十字军行动中成功收復原本德國和義大利的佔領地區。而為了避免日軍佔領維希法國所統轄的馬達加斯加作為基地，1942年5月上旬英軍發起佔領攻勢。稍後軸心國集團成功自利比亞發起攻勢擊敗同盟國部隊，同時逼使盟軍被迫退回到埃及，雙方最終於阿拉曼當地陷入膠著情況。而在歐洲大陸這一部分，儘管同盟國戰略性派遣突擊隊攻佔迪耶普的重要設施，但最後仍然遭到擁有優勢兵力的德軍部隊所擊潰。這次作戰也使得同盟國部隊了解除非有更好的計畫策劃、武器裝備以及後續規畫，否則西方同盟國並無法發動大規模的入侵行動。
1942年8月，盟軍成功擊潰德軍對阿拉曼發起的第二次攻勢，但在面臨重大損失以及需要物資補給的情況下英軍發起支座行動援救馬爾他。兩個月後盟軍自埃及發起大規模作戰行動，成功逼使軸心國部隊撤離利比亞而於更西方北非基地駐守。同一時間英國與美國聯合部隊也跟近占領法屬北非，這也促使統轄該地區的殖民政府決定加入同盟國行列。面對法國殖民地改投靠同盟國集團的作為，希特勒決定派遣部隊佔領維希法國。雖然對於這違反停戰條約的軍事行動法軍並沒有抵抗，然而法國仍特意破壞自己的海軍艦隊以防止納粹德國將其收歸使用。隨後德意志非洲軍開始自突尼西亞當地撤離北非戰場，到了1943年5月同盟國軍隊則成功佔領該地。

### 盟軍反擊 (1943年–1944年)

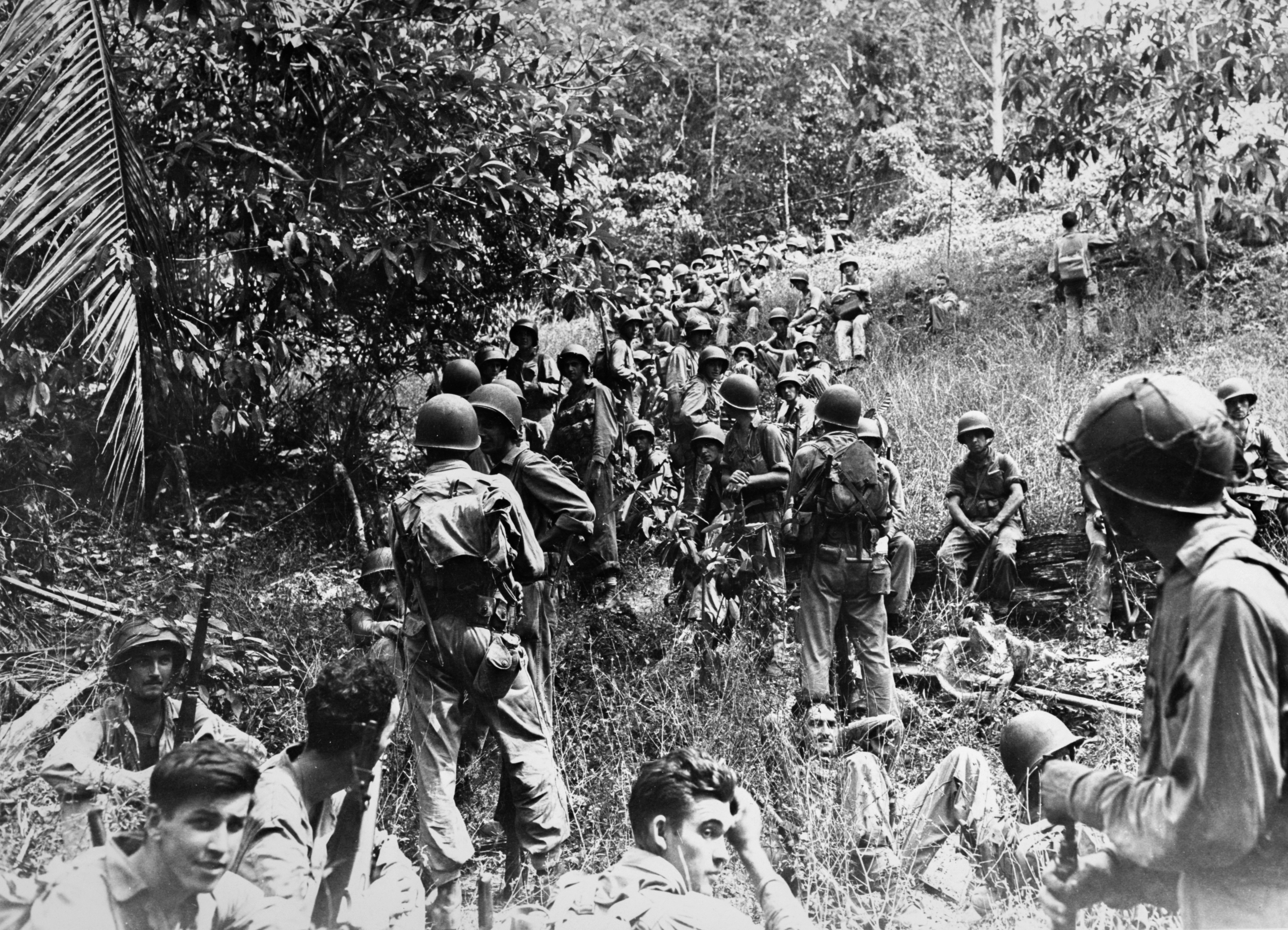
參與瓜達康納爾島戰役的美國海軍陸戰隊在瓜達康納爾島野外稍作休息，攝於1942年11月

瓜達爾卡納爾島戰役結束之後，盟軍針對日本於太平洋地區的部隊開始展開反擊行動。1943年5月，同盟國軍隊前往阿留申群島與占領當地的日本部隊進行交戰。之後盟軍將其目標轉往拉包爾並開始嘗試佔領周遭島嶼以阻礙日軍的補給路線，同一時間也針對太平洋中部日軍所佔領的吉爾伯特及馬紹爾群島展開反擊。1944年3月底時盟軍成功完成這兩個目標，此外也瓦解了日本於加羅林群島的重要根據地特魯克島。到了4月時，同盟國部隊決定優先奪回西新幾內亞地區。
東線戰場方面，德國和蘇聯在1943年春季和夏初都沒有進行作戰，相反的彼此都計畫於蘇聯中部展開大規模攻勢來化解僵局。1943年7月4日，德軍自其戰線突出的庫爾斯克地區展開大規模攻勢行動；然而在蘇聯故意吸引德軍深入再殲滅以及優良的防禦措施準備下，德軍持續一個禮拜的攻勢後便開始被迫撤離。然而儘管德軍在這次會戰中有數次成功取得戰術性成功，然而在希特勒的強烈介入之下反而使得行動提前宣告結束。在這其中部分原因是由於西方同盟國於7月9日對西西里島展開入侵行動，而在這之後一個月後同盟國部隊成功擊潰義大利軍方，並且開始大規模追捕墨索里尼。
1943年7月12日蘇聯則發起自己的反攻作戰，這次行動成功消除了位於東歐的德國部隊期望能夠繼續保持僵局戰況的期望。而自库尔斯克会战是以蘇聯勝利結束後，除了意味著德軍於東線的優勢逐漸消逝外，同時也給蘇聯東線戰場的主動權地位。雖然德國試圖匆忙強化佈署的黑豹-沃坦防線（Panther-Wotan line），然而蘇聯軍對仍然自斯摩棱斯克和第聶伯河展開攻勢，並成功突破德軍於東線的防備。

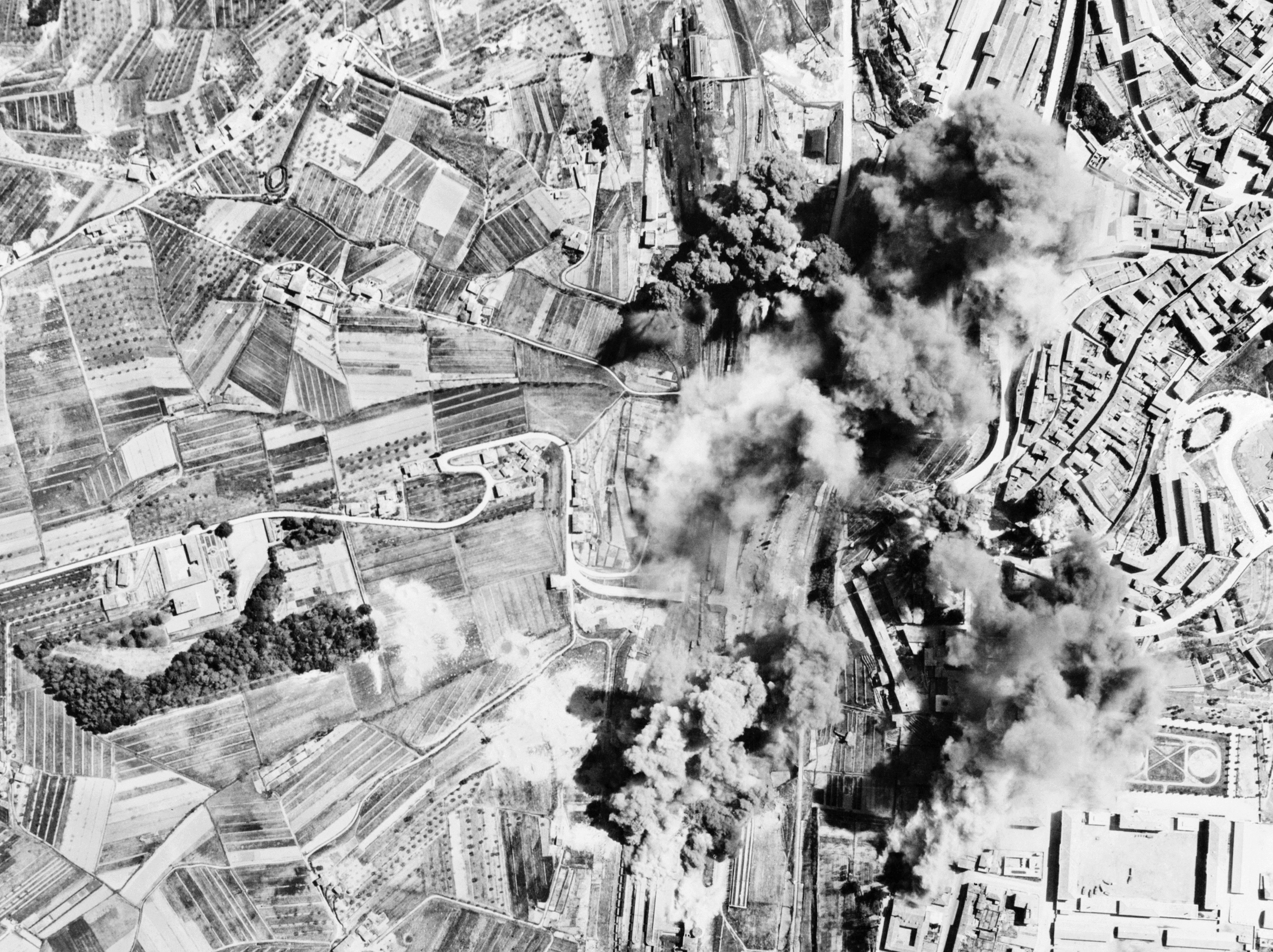
同盟國空軍正在轟炸位在意大利的重要運輸幹道

1943年9月西方盟軍入侵意大利本土後，意大利政府隨即開始與盟軍協商停戰事宜。在面臨即將失去意大利部隊協助的情況下，德國派遣部隊試圖奪取意大利部分地區且實施軍事管理，並且另外設立一連串的防線駐守著。同時德國特種部隊也在橡樹行動中成功救出墨索里尼，並且盡快將其送往德國占領地區內，另外成立新的意大利社會共和國。而在意大利本土經過數場戰鬥後，一直到11月中旬西方盟國的主要部隊才開始與德軍設立的冬季防線交戰。
而德軍與大西洋海上的作戰也開始受到阻撓，自1943年5月開始盟軍新開發的反潛設備成功阻擋德國潛艇的攻勢，而大量德軍潛艇損失也迫使德國海軍暫停在大西洋海上的攻擊行動。1943年11月，富蘭克林·德拉諾·羅斯福、溫斯頓·邱吉爾與蔣中正於開羅召開會議，在會議上首次確認了有關日本所佔領土的解決。而稍後羅斯福、邱吉爾和史達林也則召開德黑蘭會議繼續討論戰後問題，其中西方盟國約定將在1944年入侵歐洲大陸，而蘇聯則是同意在德國戰敗後3個月內向日本宣戰。
從1943年11月日本與中國爆發持續7週的常德會戰，在這之中中國政府希望能夠迫使日本在戰爭中必須付出極高昂的代價，並且期望同盟國部隊能夠協助中國繼續維持作戰能量。1944年1月盟軍針對義大利戰場的防線發起了一系列攻勢，甚至希望能藉由兩地包抄的方式瓦解德軍防線。同樣在東線戰場，蘇聯在1943年年底開始嘗試對包圍列寧格勒地區的德軍展開攻勢，並在這攻勢中成功結束歷史上持續最長且最致命的圍攻作戰。隨後蘇聯展開列寧格勒-大諾夫哥羅德攻勢以逼使德國北方集團軍撤離波羅的海地區，但是在納爾瓦戰役後成功佔領過去德國所統治的愛沙尼亞後短暫停止進攻，並且協助愛沙尼亞流亡政府重新掌握政權，而之後針對波羅的海國家作戰時蘇聯也多以這種模式處理。1944年5月下旬，蘇軍成功攻佔克里米亞，這成功促使位在烏克蘭的軸心國部隊紛紛開始向西方後撤；然而在同一時間蘇聯入侵羅馬尼亞時，則反遭到當地駐守的軸心國部隊所擊退。而同盟國部隊亦在義大利戰場上獲得戰略性勝利，成功促使德軍部隊往北方防線撤離，到了6月4日時成功攻佔羅馬。
然而在亞洲戰區上同盟國部隊卻始終沒有獲得更加進一步的進展，其中1944年3月時日本決定從兩個地區展開反擊。首先針對位於英國於印度邊境地區發起烏號作戰，並且一度使得英軍部隊在英帕爾與科西瑪遭到圍困。不過在1944年5月時英國軍隊發起反擊，成功逼使日軍撤回緬甸，而在1943年年底時進攻緬甸北部的中華民國部隊也成功將日軍圍困於密支那地區。另一方面日本也決定強化對於中國入侵行動的進展而發起一號作戰，除了一方面藉此攻勢確保日本所佔地區的交通運輸外，另一方面也期望徹底破壞同盟國提供中國物資的機場設備。到了6月時日本已經佔領了河南省，並且針對湖南省與長沙一帶展開大規模的攻勢。

### 盟軍逼近 (1944年)

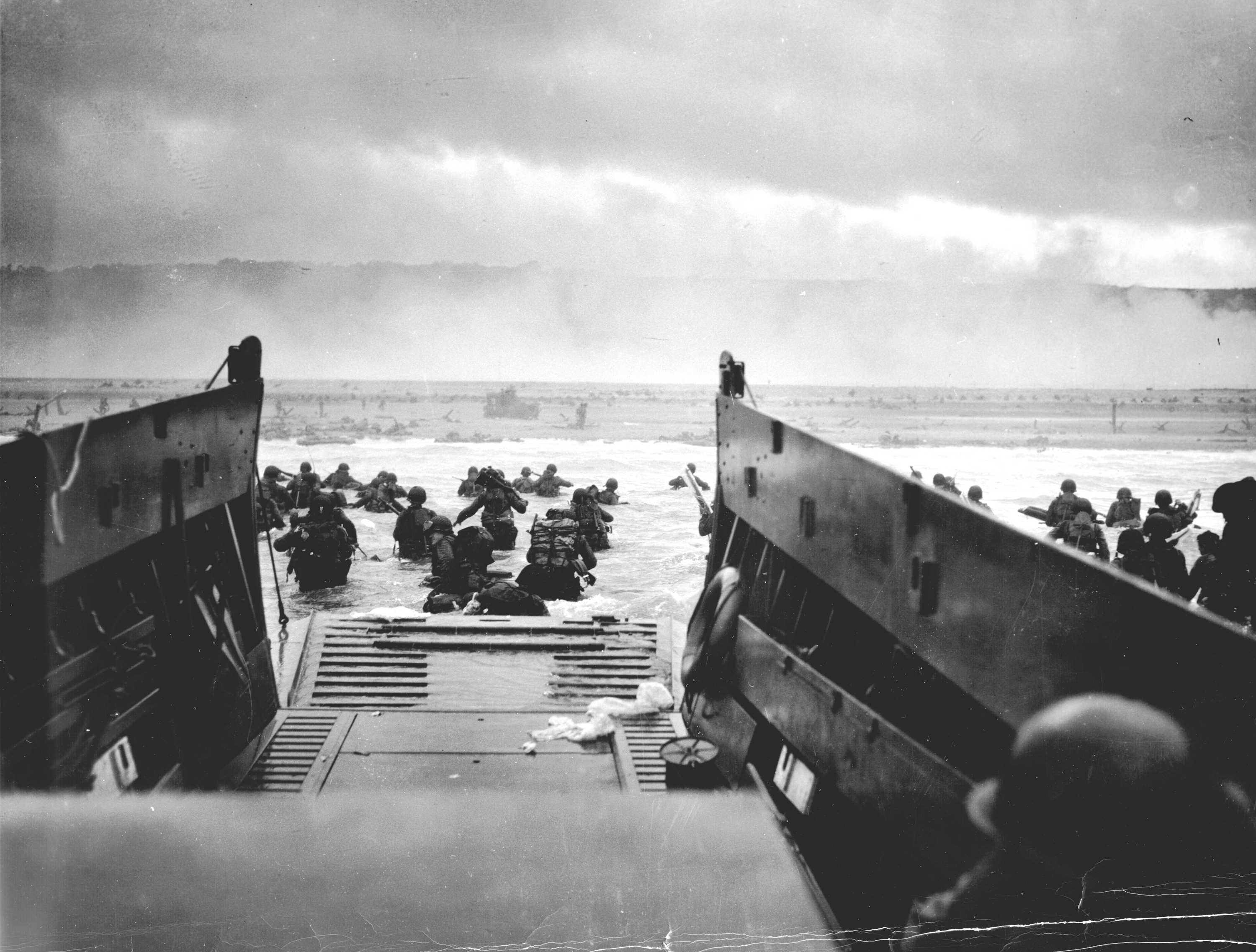
美國陸軍第1師士兵搭乘登陸艇於奧馬哈海灘登陸，攝於1944年6月6日（D-Day）

1944年6月6日西方盟軍開始大規模入侵法國北部。同一時間由美軍和法軍組成的盟軍部隊在重新劃分單位後繼續襲擊法國南部地區。伴隨著诺曼底登陆和霸王行动的成功，駐守在法國的德國陸軍部隊始終無法有效阻擋同盟國的攻勢。在法國抵抗力量的協助之下，自由法國於8月25日時宣告成功解放巴黎；而在整個下半年間，西方同盟國陸續逼迫其他駐守於西歐各國的德國軍隊撤離。但是儘管盟軍部隊從西歐往東進攻的計畫並無遇到大規模阻擋，然而當盟軍部隊企圖空降荷蘭當地的市場花園行動卻以失敗作結束，這使得盟軍原本打算另外自德國北部攻擊的計畫只能暫止。在此之後西方盟軍逐漸往德國逼近，並在嘗試穿越魯爾河時遭到德軍較大規模的攻勢阻擋。而原本計畫從義大利往北進攻的盟軍部隊，同樣被最後一個德軍所設下的哥德防線所阻擋著。
而在6月22日時，蘇聯則發起巴格拉基昂行動來向白俄羅斯展開主動進攻，並幾乎摧毀了德國中央集團軍的主要兵力。而在這之後，蘇聯部隊則開始向烏克蘭西部和波蘭東部的德國軍隊展開攻勢。蘇聯的快速進展促使許多波蘭家鄉軍成員開始展開风暴行动，其中又以華沙和斯洛伐克南部地區的反抗聲勢最大。然而在蘇聯沒有積極提供協助的情況下，這些反抗行動紛紛遭到德軍部隊的鎮壓。隨後蘇聯紅軍戰略性包圍並殲滅了佈署在羅馬尼亞東部的德國南烏克蘭集團軍部隊，並促使8月23日羅馬尼亞王國國王米哈伊一世政變拘捕親德總理安東內斯庫。9月8日保加利亞王國當地發生政變：蘇聯支持下的保共推翻了保加利亞王室，年僅6歲的沙皇西美昂二世被驅逐，攝政王基里尔王子則被槍決。隨後這蘇軍佔領這兩個國家便宣告加入同盟國的行列。

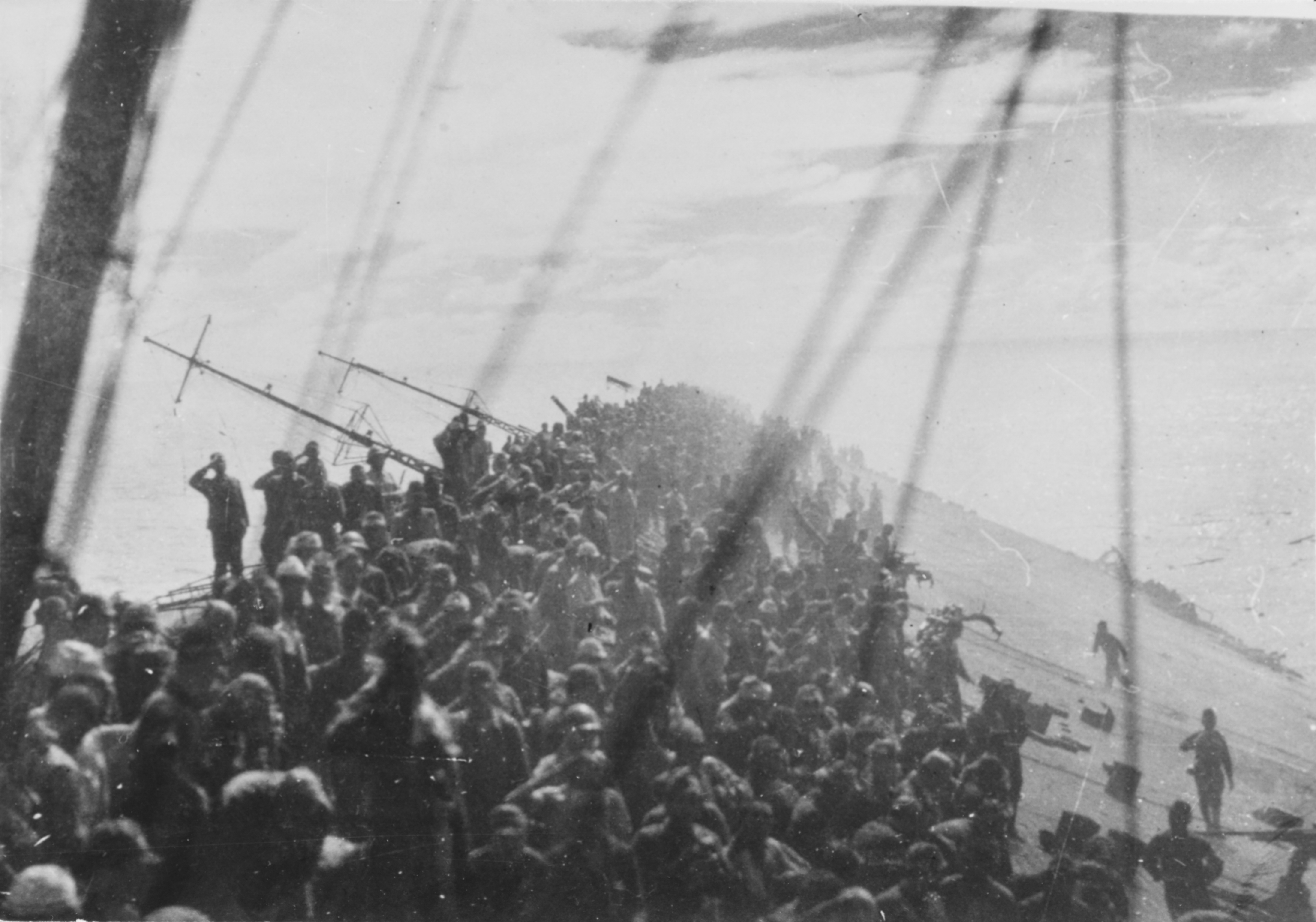
1944年10月25日，瑞鶴號航空母艦在雷伊泰灣海戰即將沉沒時下達棄船命令

1944年9月蘇聯部隊提前進入南斯拉夫，這項作法一方面成功逼使佔領希臘的德國部隊迫迅速撤離外，另一方面也促使阿爾巴尼亞和南斯拉夫的軸心國部隊遭到孤立。為此自1941年開始領導共產黨游擊隊的约瑟普·布罗兹·铁托開始進行更大規模的游擊行動，最終成功掌控南斯拉夫境內並且阻止德國部隊的進佔。另外蘇聯也提供少數資源協助在塞爾維亞北部的游擊隊反抗塞爾維亞救國政府部隊，最終兩者在10月20日時一同解放首都貝爾格勒。幾天過後蘇聯發動大規模進攻，並於1945年2月攻陷德國邊境並占領匈牙利的重要城鎮布達佩斯。但相較於蘇聯在巴爾幹半島地區獲得的一連串勝利，蘇聯在針對芬蘭所發起的攻勢之中始終遭遇芬蘭反抗勢力的反擊而無進展，雙方並在卡累利阿地峽隨即陷入膠著。最後芬蘭同意以和平且不併吞為前提的情況下於1944年9月簽署莫斯科停戰協定，放棄所有冬季戰爭前的領土，隨後芬蘭隨也轉移到同盟國陣營的行列。
而自7月開始，位在東南亞的英國部隊成功擊退日本發起的大規模攻勢，同時將日軍逼往欽敦江地區駐守，而中國部隊也成功奪回密支那。但是在中國本土則遭到日本嚴重打擊，日軍在6月中旬時成功攻下長沙、並在8月初佔領衡陽。不久之後日軍南下入侵廣西一帶，在11月底時成功擊敗中國軍隊主力並且佔領桂林與柳州一帶。而到了12月底時，日本已經成功建立了聯結中國與印度當地作戰的兵力聯繫。
不過美國在太平洋戰場上則漸漸獲得優勢，並且不斷自太平洋往日本周遭島嶼逼近。1944年6月中旬，美軍開始針對馬里亞納群島及帛琉等地發起一連串的攻勢，並且在菲律賓海海戰中對日本海軍獲得決定性的勝利。一連串的戰事失敗逼使得東條英機辭去日本首相一職，同時美國陸航隊也開始自周遭基地對日本本土發起密集的襲擊。10月下旬美軍部隊成功佔領菲律賓雷伊泰島，而在作為歷史上最大規模之一的雷伊泰灣海戰成功獲得關鍵性勝利。

### 軸心國崩潰，同盟國勝利(1944年-1945年)

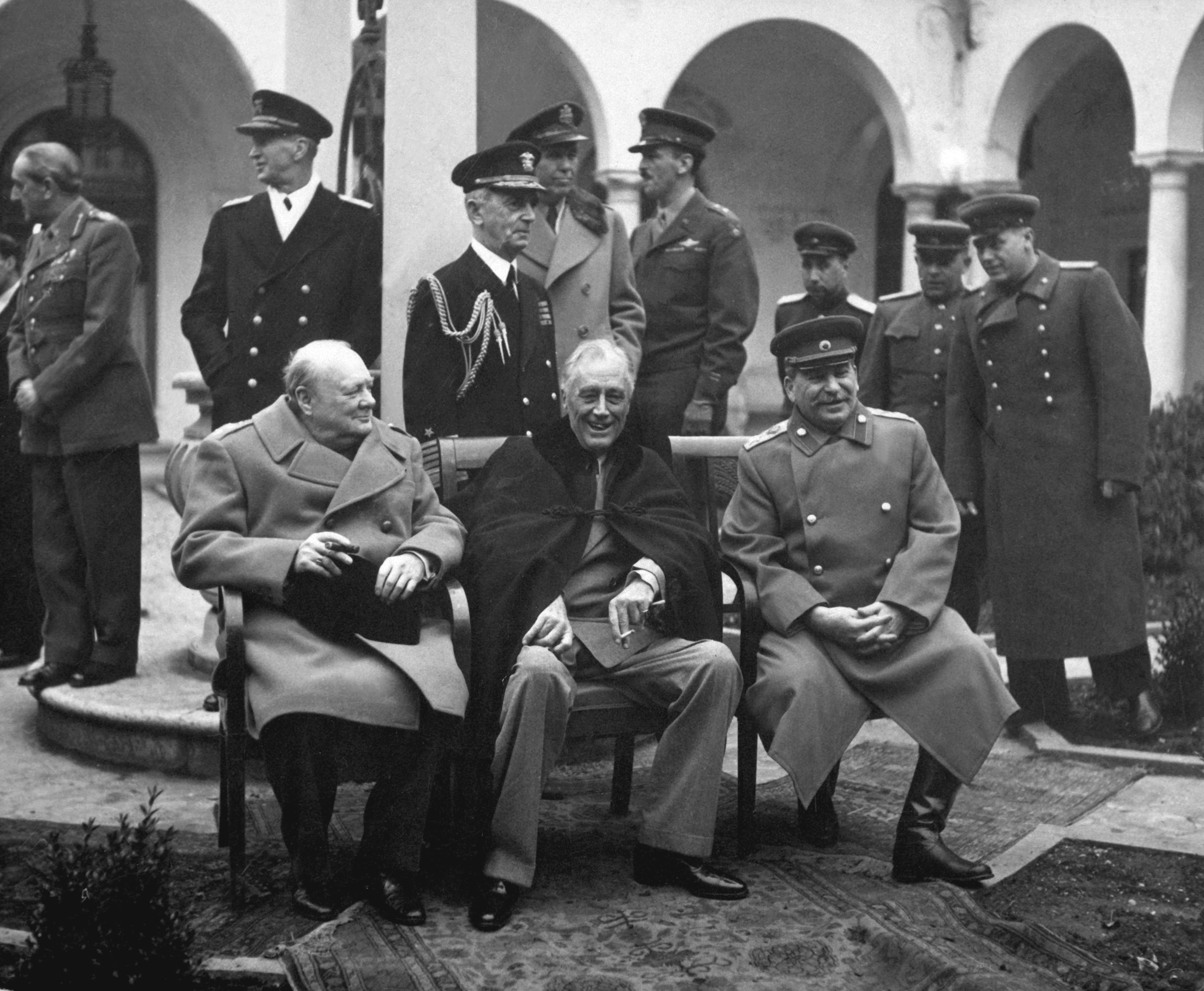
雅尔塔会议中的同盟國領導人於1945年2月拍攝的合照，坐下者由左而右分別為英國首相溫斯頓·邱吉爾、美國總統富蘭克林·羅斯福與蘇聯共產黨總書記約瑟夫·斯大林

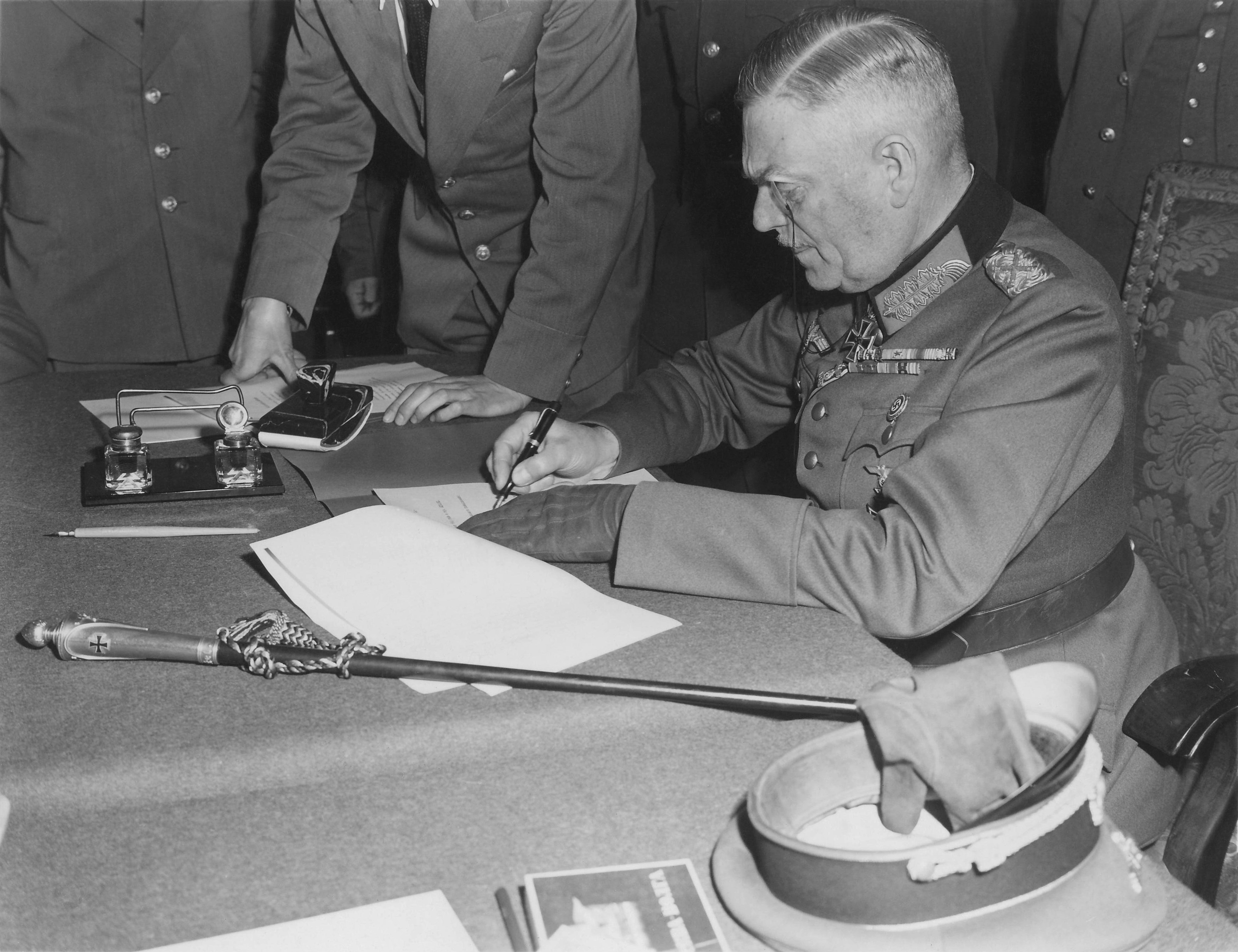
威廉·凱特爾於1945年5月9日在德國柏林簽署《德國無條件投降書》

1944年12月，德國開始集結剩下的部隊以及後備武力並於阿登發起大規模反擊攻勢，德軍希望德國在進行談判時能夠獲得有利地位。然而到了1月時德軍的攻勢遭到擊退，而德軍也沒有獲得實質上的戰略目標或者是收益。但是在義大利戰場上，盟軍部隊仍然遲遲無法擊敗德軍所佈署的防線。1945年1月中旬蘇聯從波蘭維斯瓦河發起進攻，很快的蘇聯軍方便往前推進到德國奧德河處，並且成功佔領東普魯士。而在2月4日時，美國、英國與蘇聯領導高層展開雅爾達會議；除了同意德國投降後將採取分區統治外，而蘇聯也再次確認將會向日本宣戰。

盟军占领德國國會大廈，1945年6月3日

到了2月時蘇聯入侵西里西亞與波美拉尼亞，而位於西線的盟軍則將戰線成功推進到萊茵河處。3月時，盟軍部隊分別自萊茵河北部、萊茵河南部以及魯爾地區渡過萊茵河，並且隨即在魯爾成功包圍德國B集團軍；另一方面，蘇聯紅軍則迅速將東部戰場推進到維也納。4月初時盟軍部隊終於突破位在意大利的防線並與將戰線推往德國西側，而在4月下旬時蘇军部隊則成功进入柏林外围。4月25日時，同盟國部隊首次在易北河会师。而到了1945年4月30日德國國會大廈遭到蘇聯红军佔領，宣告了納粹德國整個軍事行動的失敗。

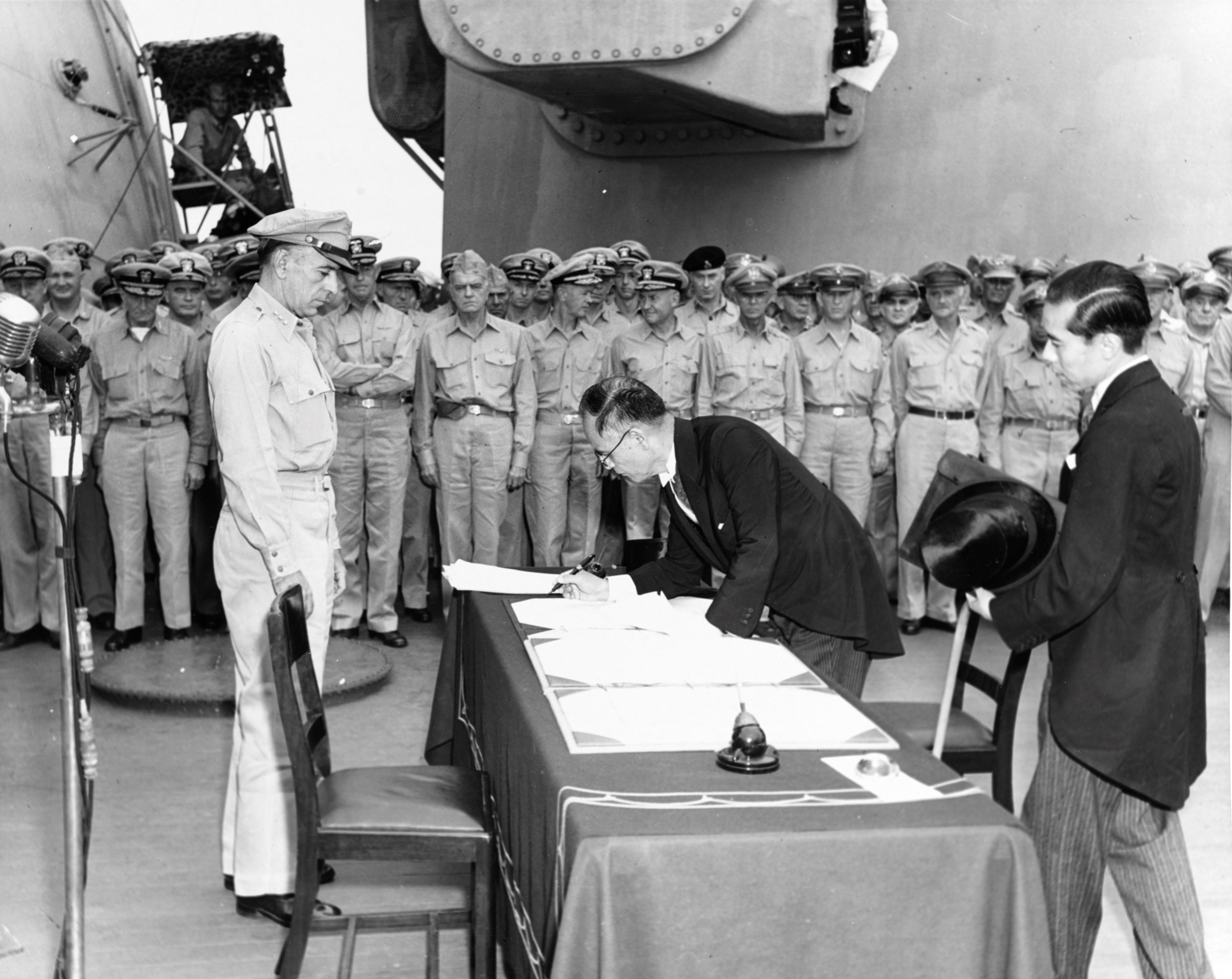
日本外务大臣重光葵在密苏里号战列舰上签署《降伏文书》，1945年9月2日

而在同盟國集團快速往德國推進期間，各國政府的重要領導人也有所變化。此時美國總統羅斯福於4月12日逝世，改由副總統哈瑞·杜魯門繼任職位。而意大利法西斯領導人墨索里尼則是在4月28日時，遭到意大利抵抗運動成員逮捕並擊斃。而在兩天之後希特勒則自殺身亡，德國政府則改由卡爾·鄧尼茨所繼任。而軸心國部隊也開始紛紛向盟軍投降，其中在4月29日時駐意大利德軍正式投降，5月7日美英法苏四国攻入柏林后德國政府則前往漢斯簽署《德國無條件投降書》；不過正式的文件則是5月8日於柏林重新簽署，5月8日這一天也因此訂定為第二次世界大戰歐戰勝利紀念日。不過蘇聯在簽署投降書後仍然遭到德國中央集團軍反擊，並一直到5月11日才宣告結束。
另一方面太平洋戰區美軍部隊則獲得菲律賓自治領部隊的協助，其中盟軍於1945年1月登陸呂宋島，並且在3月時成功攻下馬尼拉。在这一系列戰役中，虽然美军在总兵力上处于劣势，但在战斗力上处于绝对优势，日军在此阶段遭受了极为巨大的伤亡，残余日軍纷纷退入菲律賓呂宋島、棉蘭老島等人烟稀少島嶼。
1945年5月，以澳洲為主的同盟國部隊登陸婆羅洲，並且藉此成功獲得當地的油田。英軍、美軍和中華民國部隊成功擊敗佈署於緬甸北部的日本部隊，而到了5月3日時英軍成功進佔仰光。而在1945年4月6日到6月7日爆發的湘西會戰以中国军队的胜利结束后，中國軍隊開始策劃大規模的反擊行動（某些地區更發起了對日軍的局部反攻作戰）；而美軍也在3月到6月底這段期間開始進一步往日本本土逼近，陸陸續續佔領硫磺島和沖繩島。而美國也不斷對日本本土施加壓力，除了派遣大量轟炸機炸毀日本主要城鎮外，同時美軍潛艇也在日本近海封鎖其對外的物資進口。
7月11日時，盟軍領導人前往德國召開波茨坦會議。其中在《波茨坦協定》中除了確認有關先前簽署的德國戰後處理外，同時也重申日本必須接受無條件投降的要求。不過在這次會議之中由於英國進行國會大選，使得英國首相改由艾德禮接替邱吉爾的職位。但是由於日本遲遲沒有正面回應《波茨坦協定》的內容，美國政府決定對廣島市以及長崎市展開核子轟炸。與此同時蘇聯則依照雅爾達會議的內容進攻日本控制的偽滿洲國，並且順利擊敗擁有日本最大規模兵力的關東軍，此外還佔領了庫頁島與千島群島等地。1945年8月15日日本宣布投降，並於9月2日在美國最後一艘戰列艦密蘇里號甲板上簽署《降伏文書》，這也意味著第二次世界大戰正式宣告結束。

## 战後

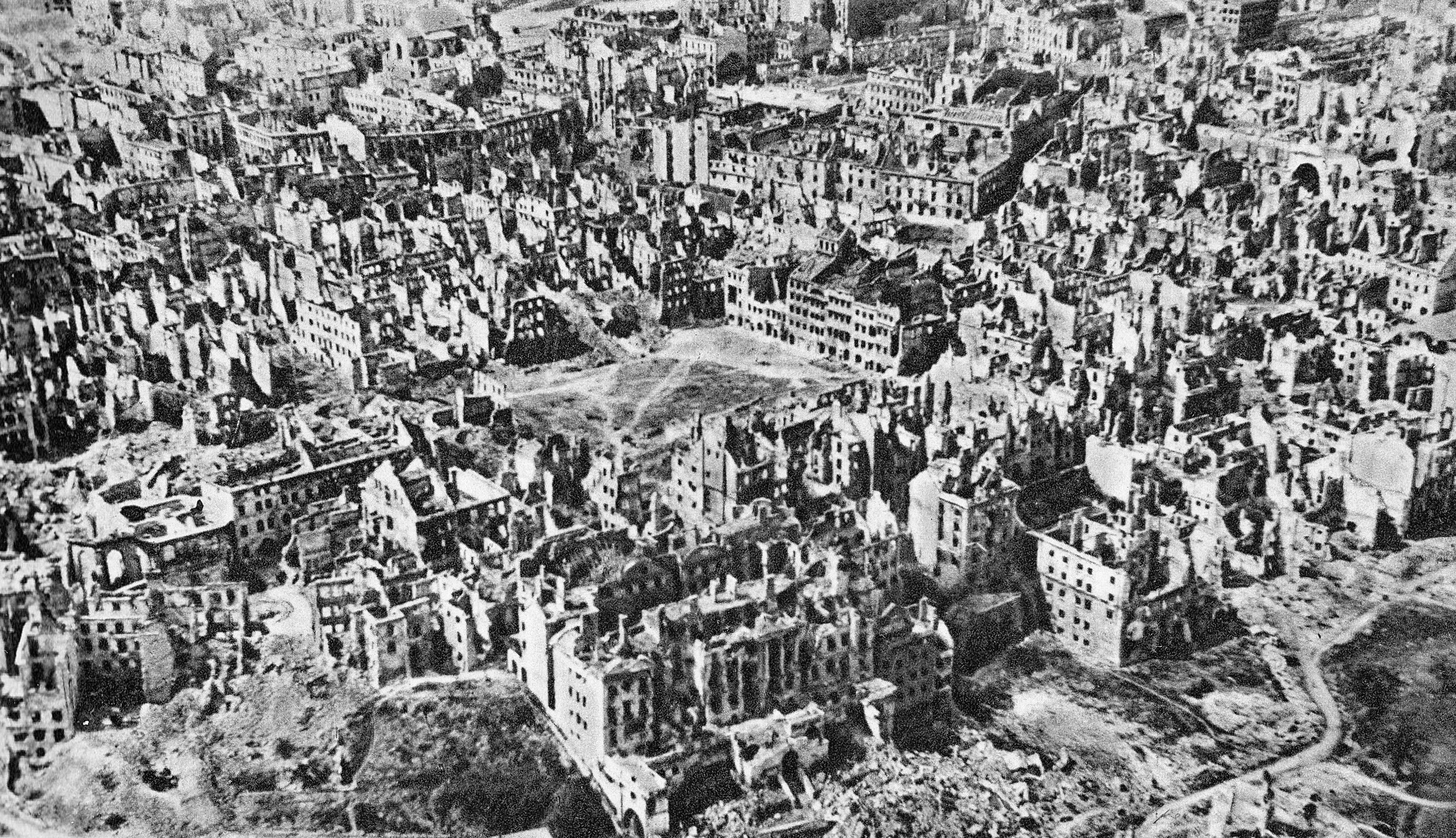
華沙的廢墟，摄于1945年1月德軍佔領部队德军对华沙的破坏之後

第二次世界大戰結束後，同盟國陸續在奧地利和德國實施軍事佔領統治。其中同盟國在1955年允許奧地利成為永久中立國家，將不會與任何政治集團有所密切交流。而同盟國則將德國領土分成數塊，其中西部由西方盟國所統治、東部則由蘇聯所管轄。同盟國也強烈要求德國社會必須去納粹化，同時開始起訴納粹戰犯以及前納粹黨成員進行審判，不過在政權轉交給西德之後大多是安排赦免，並且嘗試將這些成員重新融入社會環境中。同時德國也被要求歸還自1937年戰爭爆發以來所佔領的四分之一領土，其中位在東部地區的西里西亞、诺伊马尔克與波美拉尼亞歸屬波蘭統轄，不過東普魯士的領土分配則引起波蘭與蘇聯的爭執。隨後有將近900萬名德國居民紛紛自歸還區中撤出，同樣在捷克斯洛伐克蘇台德地區則有300萬名德國民眾也被迫搬回德國居住。根據1950年代的統計，平均5名德國民眾中有一名為來自東部佔領區的居民。此外蘇聯也分別自波蘭寇松線以東地區、羅馬尼亞東部、芬蘭東部以及3個波羅的海國家中獲得部分土地，但這也至少讓近2萬名波蘭民眾被迫遠離自己的住家。

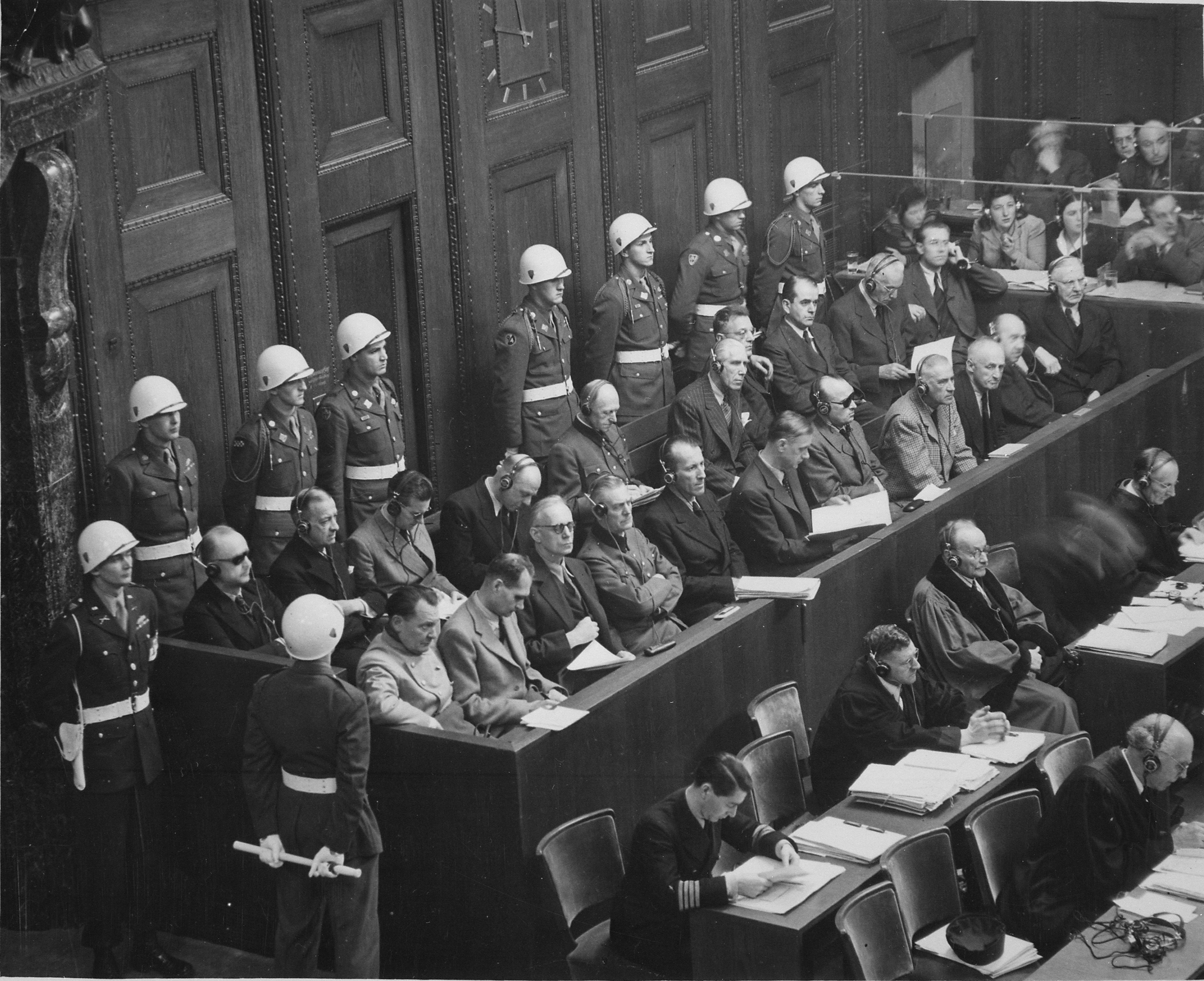
纽伦堡审判的被告们，同盟國軍以危害人類罪起訴納粹德國的政治，軍事，司法和經濟領導地位的重要成員

參戰雙方不論戰勝或戰敗皆為戰爭已經付出極為慘痛的代價。同盟國集團為了能夠真正維持之後世界秩序的和平，於1945年10月24日正式成立联合国，並在1948年通過《世界人權宣言》來作為各個會員國的共同標準。不過於第二次世界大戰中獲得勝利的國家在聯合國獲得龐大權力，其中美國、蘇聯、中華民國、英國和法國成為聯合國安全理事會的常任理事國。雖然今日聯合國的常任理事國所提到的地區仍然沒有改變，但實際上管轄的政權則有所變化：中國席位在1971年通過聯合國大會2758號決議後，由中華人民共和國取代中華民國擔任席位；而1991年蘇聯解體後，則由作為蘇聯繼承國的俄羅斯擔任常任理事國成員的席位。然而在戰爭結束後西方同盟國與蘇聯之間的結盟關係漸漸惡化，甚至德國在「事實上」很快便成為德意志聯邦共和國與德意志民主共和國兩個獨立國家政權。雙方開始將彼此的佔領區劃下統治權邊界，歐洲國家也紛紛被劃分到西方世界或者蘇聯的勢力範圍。其中東歐和中歐國家紛紛納入蘇聯勢力範圍內，這使得蘇聯開始介入其所佔國家的政權結構，並且建立以共產黨進行領導的合作政府。不過儘管波蘭人民共和國、匈牙利人民共和國、捷克斯洛伐克社會主義共和國、羅馬尼亞社會主義共和國、阿爾巴尼亞社會主義人民共和國以及東德紛紛成為蘇聯的附庸國，南斯拉夫社會主義聯邦共和國則因為堅持完全的獨立而與蘇聯陷入緊張局勢
。很快戰後世界便分成是以美國為首的北大西洋公約組織與以蘇聯為首的華沙條約組織兩個正式的國際軍事同盟，雙方隨即陷入長期政治緊張和軍事競爭的冷戰時期，同一時間也促使了軍備競賽以及代理戰爭概念的出現。冷战让全世界都笼罩在核战争的阴影下，美国和欧洲盟国经常举行核战争演习，长期的军备竞赛严重影响各国经济增长，且东西方的民间交流和往来被阻隔长达半个世纪，这些情况直到1991年苏联解体后才得以改变。

戰後中歐的邊界變化和共产主义東方集團的創立

在亞洲地區方面同盟國則達成協議蘇聯能夠吞併庫頁島和千島群島，而由美國領導戰後日本的發展以及統轄過去日本所佔領的西太平洋島嶼。但另一方面過去由日本統治的朝鮮，則在盟軍託管時期以北緯38度線劃分成蘇聯管轄的北部地區和美國統轄的南部地區；之後這兩個地區在1948年分別獨立為朝鮮民主主義人民共和國及大韓民國，兩個政權均宣稱自己為朝鮮的合法政府，最終導致了韓戰的爆發。而在中國，自1946年開始中國國民黨與中國共產黨引發第二次國共內戰，最終由中國共產黨贏得內戰並於中國大陸建立中華人民共和國，而中國國民黨執政下的中華民國政府則於1949年底撤遷到台灣。而在中東方面，阿拉伯國家拒絕聯合國大會181號決議中將巴勒斯坦土地重新分配並建立以色列，然而以色列才剛建立隨即爆發第一次中東戰爭，而戰爭的結果反而更加促使隨後阿拉伯國家與以色列間的衝突。雖然歐洲殖民列強仍然試圖保留其部分過去殖民帝國，然而戰爭期間所損失的聲望與資源使得這些歐洲國家無法繼續維持統治權力，最終導致亞洲與非洲的非殖民化進展。大英帝国、葡萄牙帝国等老牌欧洲殖民帝国也在这一时期逐渐瓦解。

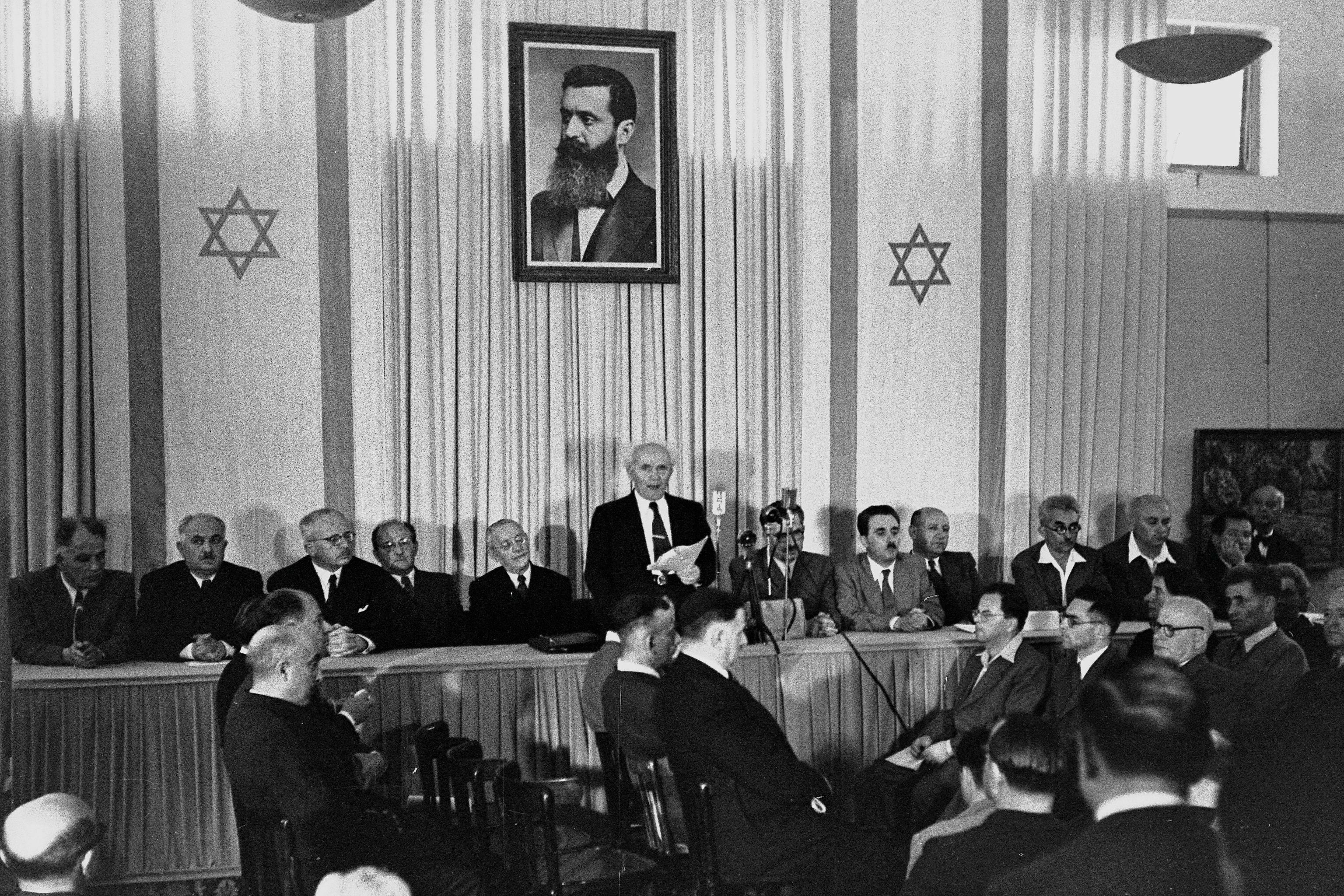
1948年5月14日，戴维·本-古里安在獨立廳宣布《以色列独立宣言》

受到戰爭的影響導致全球各國或多或少都受到影響，其中與其他國家來講美國的經濟並沒有受到嚴重威脅，也進而促使戰後嬰兒潮的出現。而在1950年時美國人均國內生產總值的發展比其他政府還要來得高，同時美國也有更多能力來主導西方世界的經濟走向。不過在1945年到1948年時，英國和美國的強烈要求德國西部工業應該響應裁軍政策；然而由於國際貿易彼此之間的相互依存關係，這導致歐洲經濟一度停滯且讓其延遲幾年復甦。一直到1948年中期西德進行貨幣改革政策時逐漸恢復其經濟發展，同時馬歇爾計劃也成功促使歐洲經濟政策的自由化。之後1948年西德經濟的快速復興得到「德國經濟奇蹟」之稱，同一時間包括義大利和法國的經濟也逐漸恢復正常。但與此相反的是英國則處於經濟崩潰的狀態，同時在這之後持續10年的經濟衰退。另一方面儘管蘇聯經歷了龐大的人力和物質損失，然而在戰爭結束後產物的製作快速增長。另一方面在亞洲地區，日本經濟也經歷了快速增長，並在1980年代成為世界上最強大的經濟體之一，而中國則直到1952年才恢復為戰前工業生產。

## 影響

### 人員傷亡与战争罪行
第二次世界大战导致了诸多战争罪行，其中包括猶太人大屠殺、南京大屠殺、肅清大屠殺、卡廷大屠殺、馬尼拉大屠殺、日軍對中國軍民進行細菌戰，以及最终美国對日本首次使用原子彈也造成了大量平民伤亡。

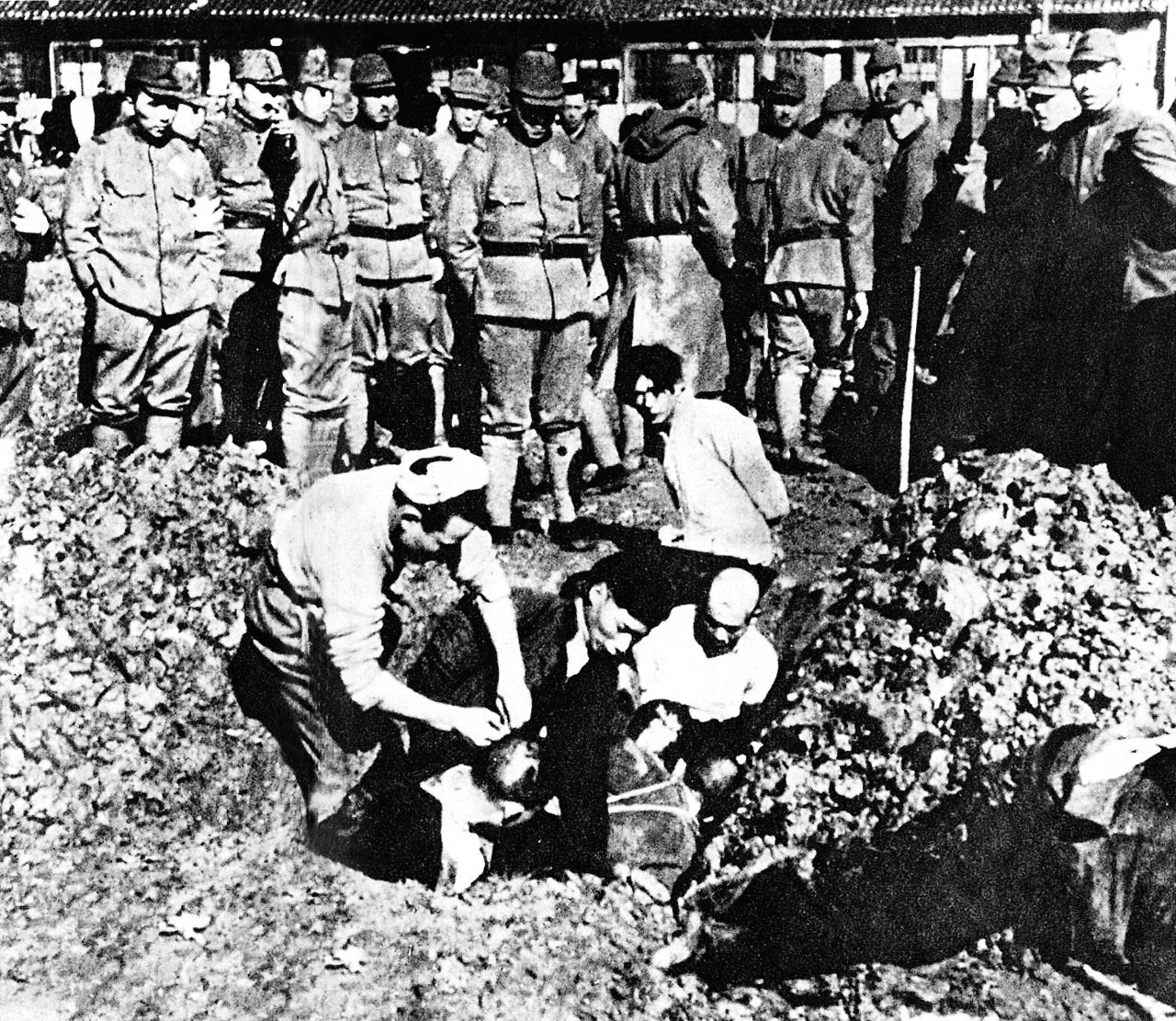
1937年南京大屠殺中，日軍強硬將中國平民押進坑中準備集體活埋

第二次世界大战各国伤亡人数统计

有關戰爭所導致的總傷亡人數各方估計皆不相同，因為很多人在因故死亡後並沒有留下相關記錄。絕大多數資料估計大約有6,000萬人在戰爭中喪生，其中包括約有2,000萬名士兵和4,000萬名平民，其中許多平民分別死於傳染病、飢餓、大屠殺、轟炸和蓄意的種族滅絕政策。根據估計損失最大的蘇聯在戰爭中失去將近2,700萬人，其中包括有870萬名軍事人員和1,900萬名平民喪生[1941年初苏联人口统计数为1.967亿（包括新兼并地区），而1946年仅余1.67亿，因此苏联的实际死亡人数应该大于俄国官方公布的数据]。其中因軍事行動而喪生最多的民族則是5,756,000人逝世的俄羅斯人，稍後排名第2名的民族則是損失1,377,400人的烏克蘭族，平均每4名蘇聯公民便有1人在第二次世界大戰中喪生或者受傷。另一方面德國最終則損失530萬名軍事成員，其中絕大多是於德蘇戰爭和在德國最後幾場戰役中喪生。
而以第二次世界大戰的傷亡比例來說。軸心國集團其喪生人數大約有15%，而剩餘的85%則是同盟國部隊的喪生人數；在這之中主要是蘇聯和中國的人民，其中許多人是由於德國和日本部隊於占領區實施的戰爭罪行所導致的。根據估計大約有1,100萬名至1,700萬名平民直接或者間接死於納粹思想的政策中，其中包括大約有600萬名猶太人因而遭遇系統性的種族滅絕式大屠殺，另外還有500萬名羅姆人、同性戀者、斯拉夫人以及其他種族與少數族群也遭到殺害。此外南斯拉夫烏斯塔沙則與軸心國集團合作殺害大量作為少數民族的塞爾維亞人、羅姆人和猶太人，而在戰爭結束後克羅埃西亞平民則對此展開報復。另外大約有300萬名到1,000萬名中國平民則是在日本佔領地區及双方交战区域因各种原因非正常死亡，在這之中最有名的事件則是南京大屠殺，其中有數十萬名中國军民因而遭到殺害，岡村寧次所制定實施的三光政策，則導致有200多萬名中國群眾非正常死亡。日本的入侵导致中国年均人口增长数由1927－1937年间大约350－360万降至1937－1945年期间的约310多万。
軸心國部隊在第二次世界大戰中也有限度的使用生物和化學藥劑，例如意大利軍方在第二次意大利衣索比亞戰爭便嘗試投入芥子氣作戰，而大日本帝國陸軍則在與蘇聯的早期衝突、入侵並佔領中國時也使用生物或化學武器協助作戰。此外德國和日本也針對平民施放藥劑來測試武器效果，在某些情況下也於戰俘身上進行實驗。
雖然許多軸心國的違法行為陸續被送往世界上第一個國際法庭進行審判，然而同盟國部隊在第二次世界大戰期間也犯下許多戰爭罪行。這其中包括蘇聯的人口轉移政策，嚴責行動（Operation Keelhaul）、战后对德意志人的驱逐、占领德国期间的强奸罪行以及卡廷大屠殺。另外一些大飢荒的死亡人數也可以歸因於戰爭爆發，這包括1943年的孟加拉饑荒和1944年至1945年的越南饑荒。包括耶克·弗里德里希（Jörg Friedrich）等歷史學家則認為針對敵國領土的平民區大規模轟炸的行為也應列為戰爭罪行，這又以日本的東京和德國的德勒斯登、漢堡與科隆最為著名；其中根據統計西方盟國總共造成至少160個城市遭到轟炸，也導致超過60萬名德國平民因而死亡。

### 集中营、奴役和屠杀

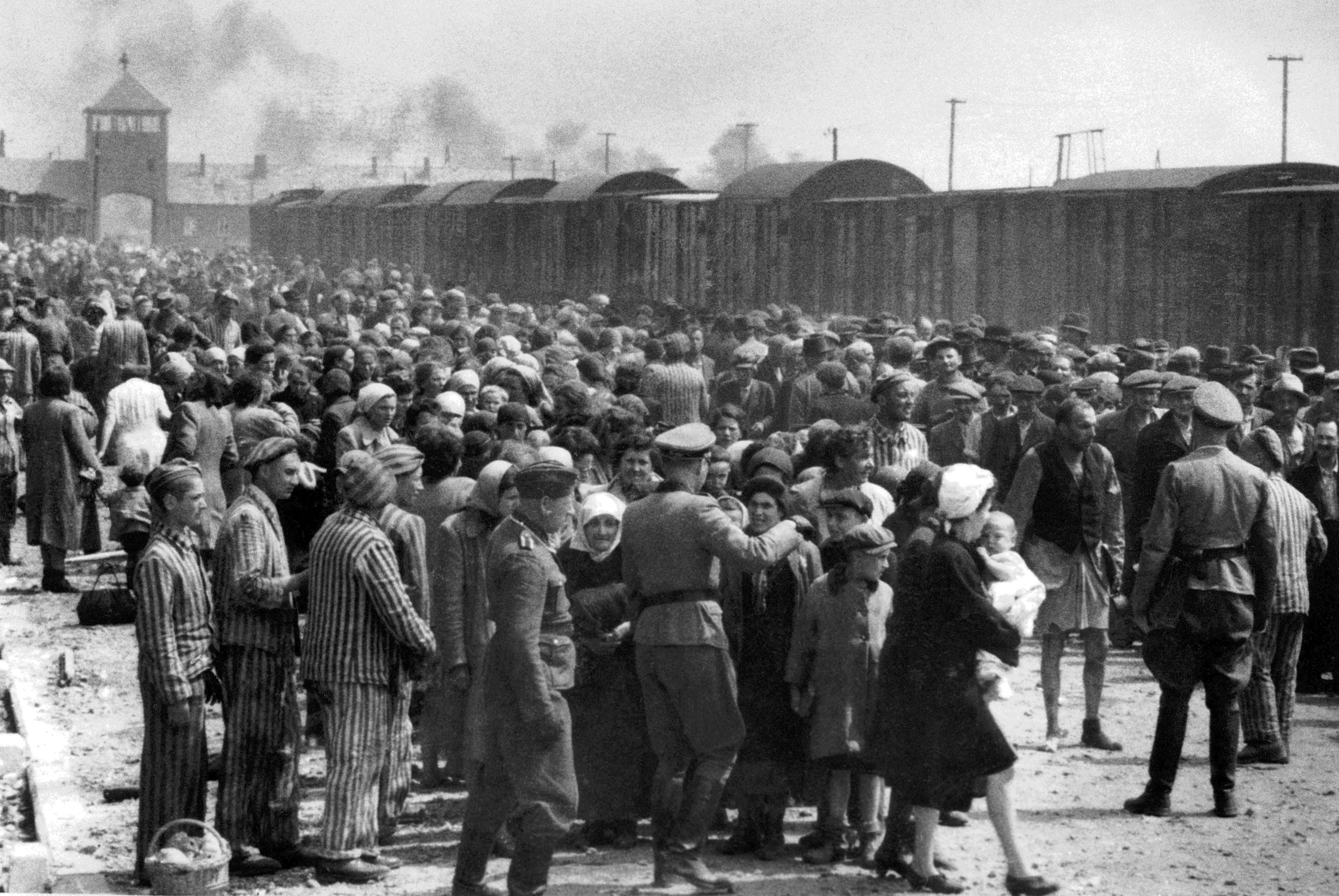
奥斯维辛集中营中的匈牙利犹太人，1944年5月

在納粹大屠殺中主要有600萬名阿什肯納茲猶太人遭到殺害，另外在蓄意滅絕計劃中也導致200萬名波蘭人民以及400萬名包括身心障礙、精神病患、蘇聯戰俘、同性戀者、共濟會成員、耶和華見證人與羅姆人等「不值得活的生命」遭到殺害。另外以東歐為主有1,200萬名民眾被迫成為勞工，並且強迫在德國各家工廠內進行勞動。
而除了納粹統治下設立的集中營導致大量人員遭到殺害，而古拉格於各地設立的勞動營也導致德國戰俘以及包括波蘭、立陶宛、拉脫維亞與愛沙尼亞等占領區公民喪生，甚至一些蘇聯公民也因為被懷疑與納粹主義有關而遭到迫害。根據統計在戰爭期間有60%的德國戰俘於蘇聯喪生，而理查·奧弗里（Richard Overy）則表示有將近570萬名戰俘喪生，其中有大約有57%、約360萬人因故喪生或者遭到擊斃。另外蘇聯也將過去遭到德軍俘虜者或者自他處遣返平民視為潛在與納粹主義合作者，其中一些受到懷疑的人在經過內務人民委員會審查後往往遣送古拉格處理。

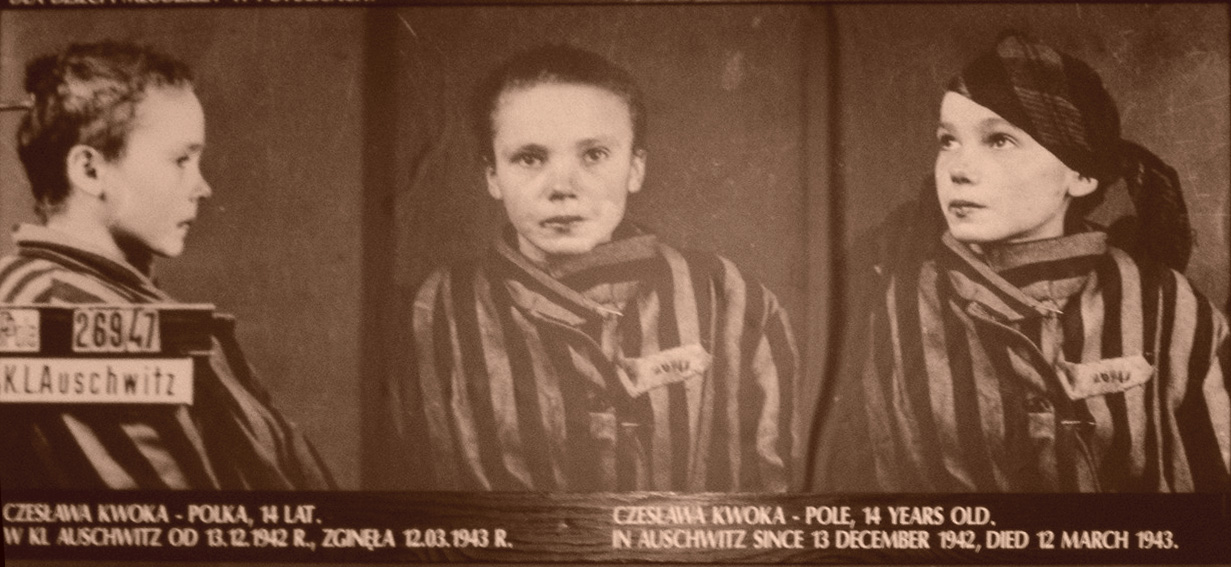
奥斯维辛集中营中一名14岁的波兰女孩的身份照

而日本所設立的戰俘營與勞改營中也有著極高的死亡率，根據遠東國際軍事法庭的調查發現西方囚犯的死亡率高達27.1%，其中美國戰俘甚至有37％的死亡率，這個比例甚至比美軍遭到德國和意大利俘虜者的死亡率還多出7倍。然而在日本投降後所有獲釋的囚犯中，有37,583名來自英國、28,500來自荷蘭以及14,473人來自美國，但中國囚犯僅有56人未被殺害而成功獲釋。根據統計在1935年到1941年間，在興亞局的規畫下有至少500萬名來自中國北部和滿洲國的平民被迫勞動，這包括在礦山以及軍工廠內勞動；而在1942年以後，日軍強迫中國民眾勞動的人數更迅速增加到1,000萬人之譜。美國國會圖書館則在報告中提到在爪哇島有近400萬到100萬名勞動者被日軍強制工作，而隨後日軍將其中270,000人強迫遷往其他日本佔領的東南亞地區工作，僅留下52,000名勞動者繼續進行先前的工作。
日軍在中國大量使用化學武器和其七三一部隊進行活人細菌戰實驗去發展生物武器，日軍轟炸機對中國城市狂轟濫炸，大批中國平民死於空襲當中，還把大批中國婦女作為慰安婦，作為日軍士兵的性奴隸，很多還被虐待至死。
在日軍針對珍珠港實施轟炸後，1942年2月19日羅斯福簽署了9066號行政命令，允許政府強制將數千名居住於美國的日裔、意裔、德裔移民強制搬離夏威夷等重要地區。隨後美國與加拿大政府陸續下令拘留150,000名日裔美國人，另外有14,000名意大利裔和德裔美國人同樣為了安全理由而被迫拘留。此外在戰爭即將結束之際，同盟國集團在雅爾達會議上允諾蘇聯能夠要求數百萬名戰俘與平民強制勞動，甚至匈牙利一直到1955年仍被迫繼續為蘇聯進行勞動。

### 軍事佔領

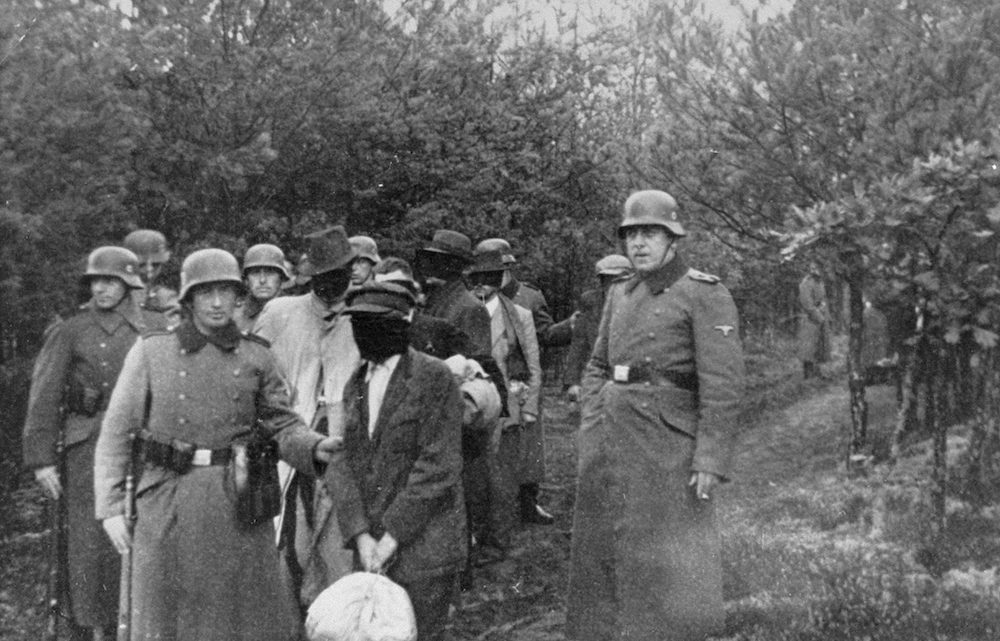
戴著眼罩的波蘭平民在在帕尔米里森林中被德軍處決之前拍攝的照片

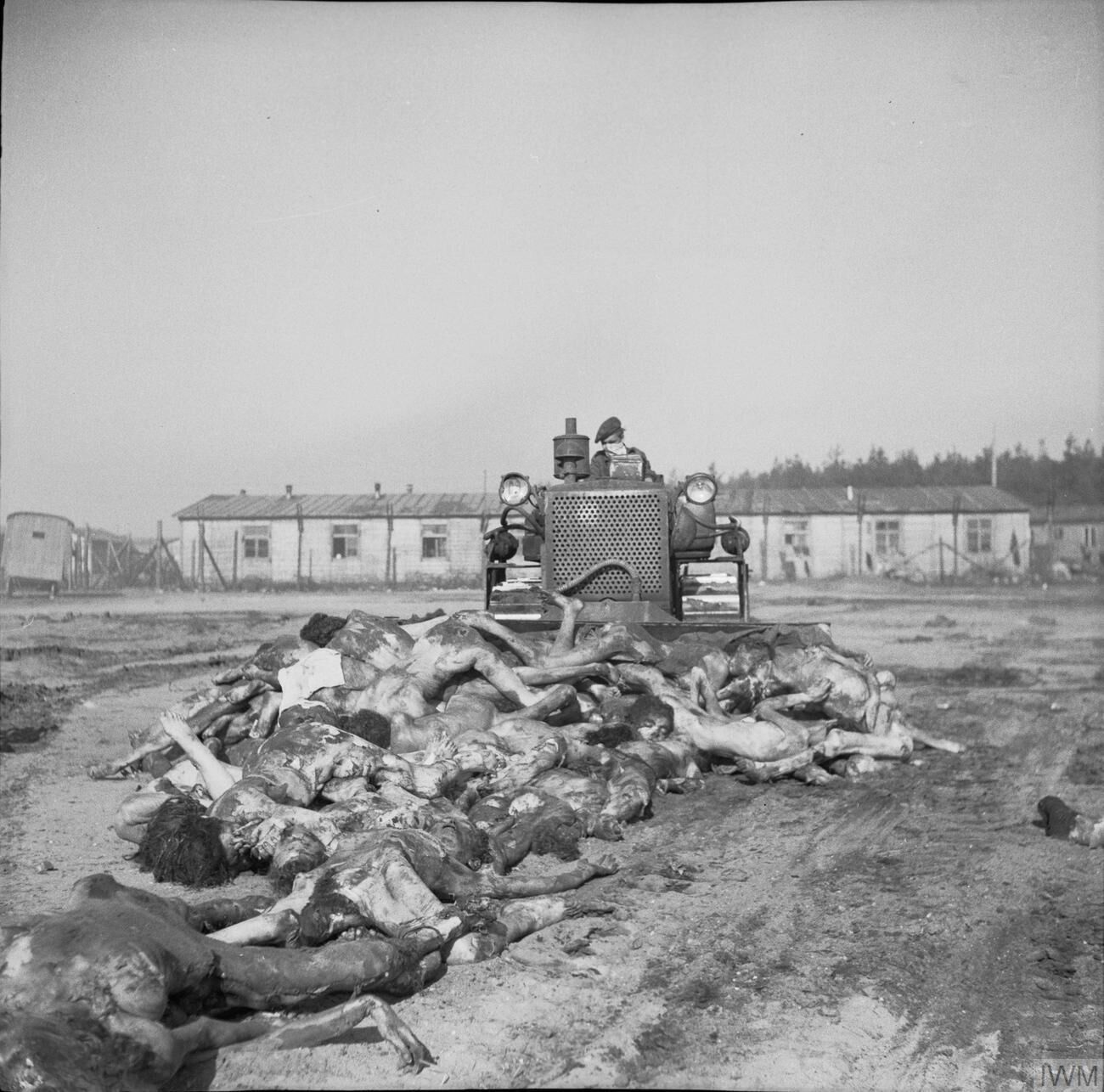
英军推土机将尸体推入伯根-贝尔森集中营中的万人坑，1945年4月19日

在歐洲大陸，軸心國集團的佔領行動分成兩種非常不同的形式。在包括法國、挪威、丹麥、低地國與波希米亞和摩拉維亞保護國等西歐、北歐和中歐紛紛改從德國的經濟政策，其中在戰爭結束後納粹德國成功赚取695億國家馬克，而這還不包括於戰爭期間掠奪的工業製品、軍事設備、原料物資和其他大量貨品等。其中針對這些占領國家德國也紛紛向各國收取自身超過40%的稅收收入，但隨著戰爭的進行德國有將近40%的資金收入都是由其他被佔領國家提供。

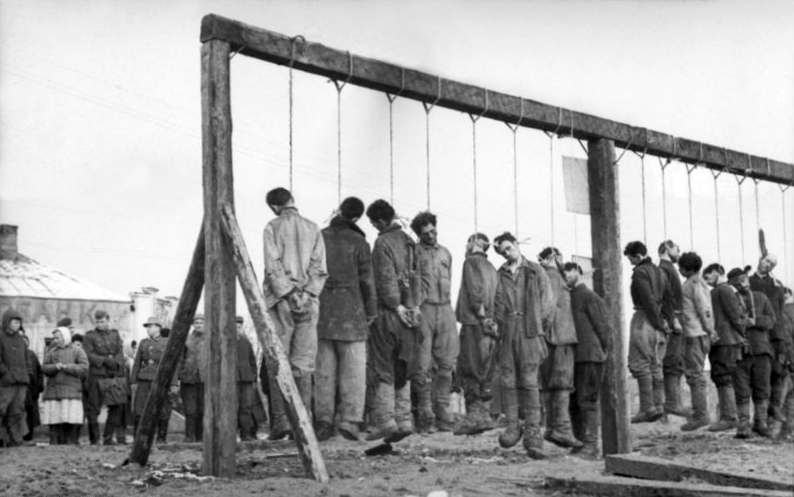
蘇聯游擊隊被德軍絞死。 俄羅斯科學院在1995年在德國手中第二次世界大戰中蘇聯的傷亡的報導總數為1370萬人死亡，佔被佔領蘇聯6800萬人的20％

另外在東歐地區德國或多或少期望能夠於此獲得更多生存空間，然而蘇聯所實施的焦土政策使得作為侵略者的德國無法獲取資源。與對待所佔領的西方國家相比，納粹德國自身的種族政策鼓勵部隊向蘇聯人們展開暴行，並且不斷強調擁有斯拉夫血統者即為所謂的「次等人類」，這也讓德軍往往在作戰的同時也展開大規模的處決行為。而雖然無論是在西歐或者東歐的佔領區都陸續有抵抗組織出現，但一直到1943年底以前他們並沒有顯著阻礙德國的軍事行動。
另一方面在亞洲地區，日本不斷向其所佔領的國家宣傳有關大東亞共榮圈的構想，並且將日本的霸權主義塑造成是為了能解放居住於殖民地的人民。但儘管最初許多遭到歐洲殖民統治的地區將日軍作為解放者歡迎，然而日本佔領後實施的嚴格社會控制以及對於資源的掠奪往往使得當地居民想法改觀。其中日本在盟軍部隊撤離後所佔領的東南亞地區獲取近4,000,000桶石油，但是到了1943年時在荷屬東印度的石油生產量增加到5,000萬桶，整整比1940年的生產比率高出76%。

### 大後方與經濟

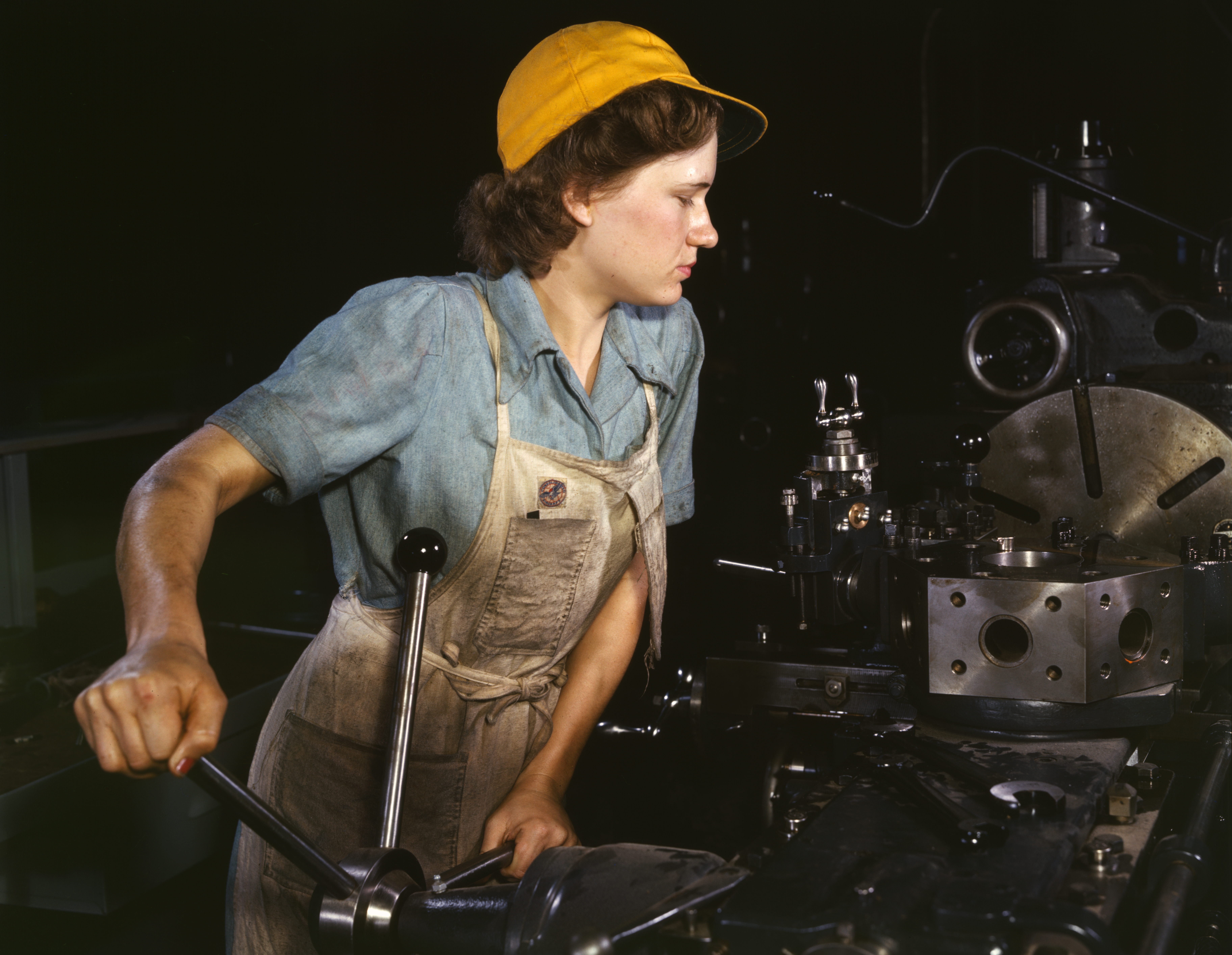
於团结飞机公司位在沃斯堡製造廠內操作六角車床（Turret lathe）的女工人，攝於1942年10月

在戰爭爆發前，西方同盟國集團無論是在人口和經濟都有重要優勢。其中包括英國、法國、波蘭以及英國自治領等西方同盟國相較於德國和意大利等軸心國集團人口多出30%，同時國內生產總值兩者作比較也高出30%。如果將殖民地包括在內，其中同盟國在人數上比例獲得優勢性的五比一，而國內生產總值上也有將近二比一的優勢。而在亞洲地區，儘管中國比起日本有高出將近六倍的人口優勢，其國內生產總值卻僅僅只高出日本89%左右。而隨著日本對外擴展殖民地後中國人口优势下降到只剩三倍，同一時間日本的經濟成長速度使得中國僅高出38%之譜。
不過儘管同盟國有著經濟和人口的優勢，德國和日本最早展開的快速襲擊行動成功降低這些因素的影響力。一直到1942年美國和蘇聯陸續加入同盟國集團後，優勢性的經濟實力與人口數量成為戰爭的關鍵，隨著戰爭的發展開始雙方開始走向消耗戰的趨勢。此外盟軍最終能夠贏過軸心國部隊的原因，除了同盟國能夠比起軸心國獲得更多自然資源外，其他如德國和日本不願投入婦女作為勞動力、盟軍戰略性轟炸以及德國戰爭後期經濟瓦解也影響到勝負結果。另外在一開始德國和日本皆知道自身並不適合進行持久戰，因此期望能夠以攻佔領土的方式來獲取更多談判空間。但隨著戰爭進行為了應付武器裝備的生產，德國和日本也紛紛投入數百萬名勞工強制工作，其中德國自東歐地區獲得1,200萬名的勞動人力，而日本也在亞洲各地強迫將近1,800萬人投入生產行列。

### 科技與戰爭的發展

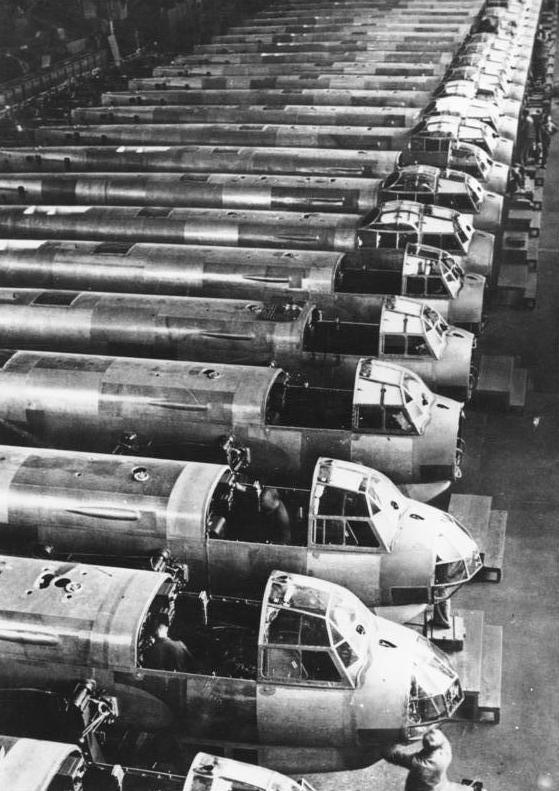
德國工廠正在大量生產Ju 88轟炸機，之後這些裝備皆投入東線戰場上，攝於1941年6月25日

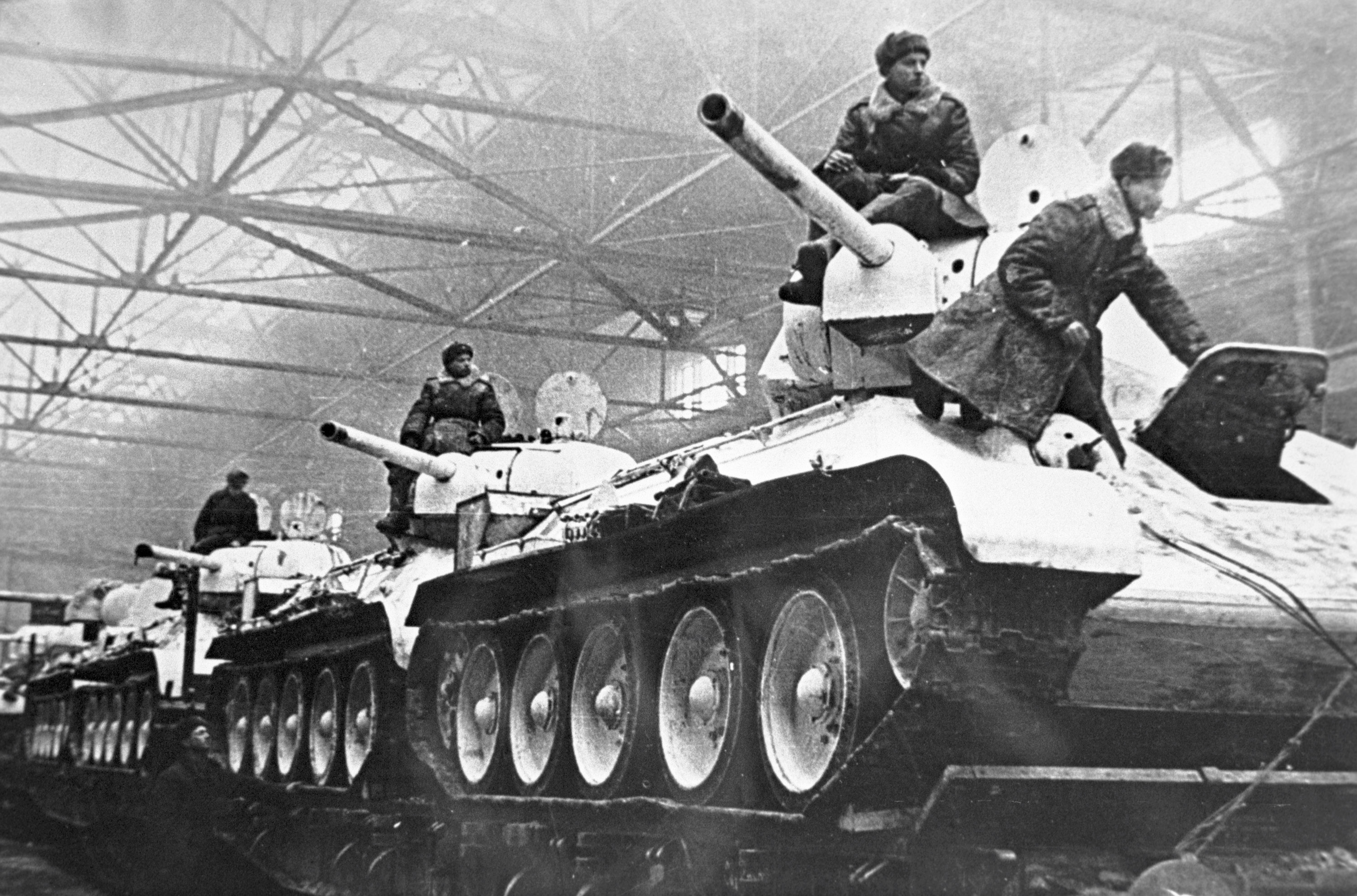
蘇聯軍工廠正在加緊趕工製造即將投入前線的T-34戰車，攝於1942年

第二次世界大戰的爆發促使許多軍事科技的快速發展，這包括有航空、船艦以及陸上武器的發展與應用改革。其中在航空武器方面，各式軍機開始陸續擔負偵查、戰鬥、轟炸以及地面支援等任務，同時隨著任務角色的確定促使飛機開始專業化發展。同時對於飛機於戰場的任務性質更加多元，例如開始投入運輸機協助快速運輸高價值性的物資、裝備以及人員等，或者是針對平民區與工業區的戰略轟炸來嘗試瓦解對方的士气等。而隨著針對地面設施的轟炸漸趨頻繁，相關的防空武器也陸陸續續改進或者開發，這包括有以雷達、高射炮與面對空飛彈為主的防禦系統架構，或者是德軍88毫米高射炮的開發等。此外噴射機也在第二次世界大戰末期首次開發，儘管由於發明過晚而對於戰局沒有立即影響，但是後來噴射引擎成為之後全世界各國空軍的標準配備。
而在海上武器上，航空母艦與潛艇的運用成為之後海戰的主軸。包括針對塔蘭托、珍珠港與中國南海等突襲行動意味著海上航空武器開始發展，而到了珊瑚海海戰後具有優勢的航空母艦開始被視為戰艦的繼承者。而大西洋護航航空母艦的出現證實是盟軍運輸船隊能夠有效抵禦德國海軍的一部分，除了能夠擴展四周的保護半徑外，也能夠有效封鎖整個中大西洋海域的通行。同時由於航空母艦並不需要配備厚重的裝甲防護，且攻擊的主力是以較低成本的戰鬥機為主，這使得大量航空母艦的投入相比之下較為經濟許多。另一方面潛艇在第一次世界大戰時已經被視為高經濟利益的武器之一，雙方都將相關的技術列為之後戰爭的重要關鍵之一。稍後德國海軍成功在第二次世界大戰爆發後憑此獲得一定優勢，而英國則隨即將以聲納為主的反潛武器與船隊戰術列為重點開發對象，德國則不斷嘗試提高技術層面來開發VII級潛艦，並且繼續改進狼群戰術的協同作戰能力。但隨著盟軍陸續開發出針對潛艇交戰的利式探照燈（Leigh light）、刺蝟砲、烏賊（Squid）和馬克24型魚雷（Mark 24 Mine）等設備，最終同盟國逼使得德國潛艇艦隊無法維持優勢地位。

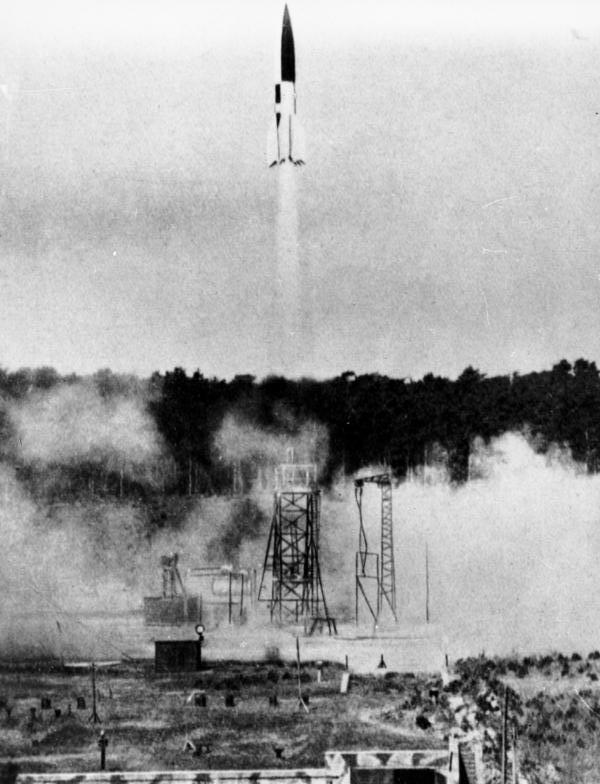
一枚V-2火箭從佩內明德的固定地點被發射，1943年6月21日

陸地作戰方面則從第一次世界大戰所採取的靜態前線，改往更加強調移動性能和兵種合作的戰鬥模式。而在第一次世界大戰作為火力支援的坦克，則在第二次世界大戰中演變成為主要作戰武器之一。其中從1930年代後期到整個第二次世界大戰期間，坦克的設計相較過去更為先進許多，同盟國與軸心國不斷嘗試為自己的坦克改良速度、裝甲和火力等重點項目。而在戰爭剛爆發時大多數指揮官認為遭遇具有完整配備的坦克時應該要避免作戰，這除了是因為早期小型反坦克武器無法有效貫穿坦克裝甲外，同時也是受到德國避免進行坦克或者反坦克直接作戰的學說影響。而在德國結合各式兵器投入戰場之後，成功促使德軍自波蘭到法國戰役中都能夠以閃擊戰獲得勝利。但隨著戰爭的進展包括曲射、戰車炮、自走炮或者是反坦克地雷等反坦克戰術開始盛行，這使得在大規模機械化作戰的情況下步兵仍然是重要元素。儘管在整個戰爭期間大多數步兵的配備仍然與第一次世界大戰並無重大差別，但是戰爭促使如能夠便利攜帶的MG42通用機槍等機槍設計、以及適合城鎮或叢林作戰的衝鋒槍類型的快速發展。而戰爭後期所發展的突擊步槍則結合了步槍與衝鋒槍的許多功能，並且在第二次世界大戰結束成為許多武裝部隊的標準武器之一。

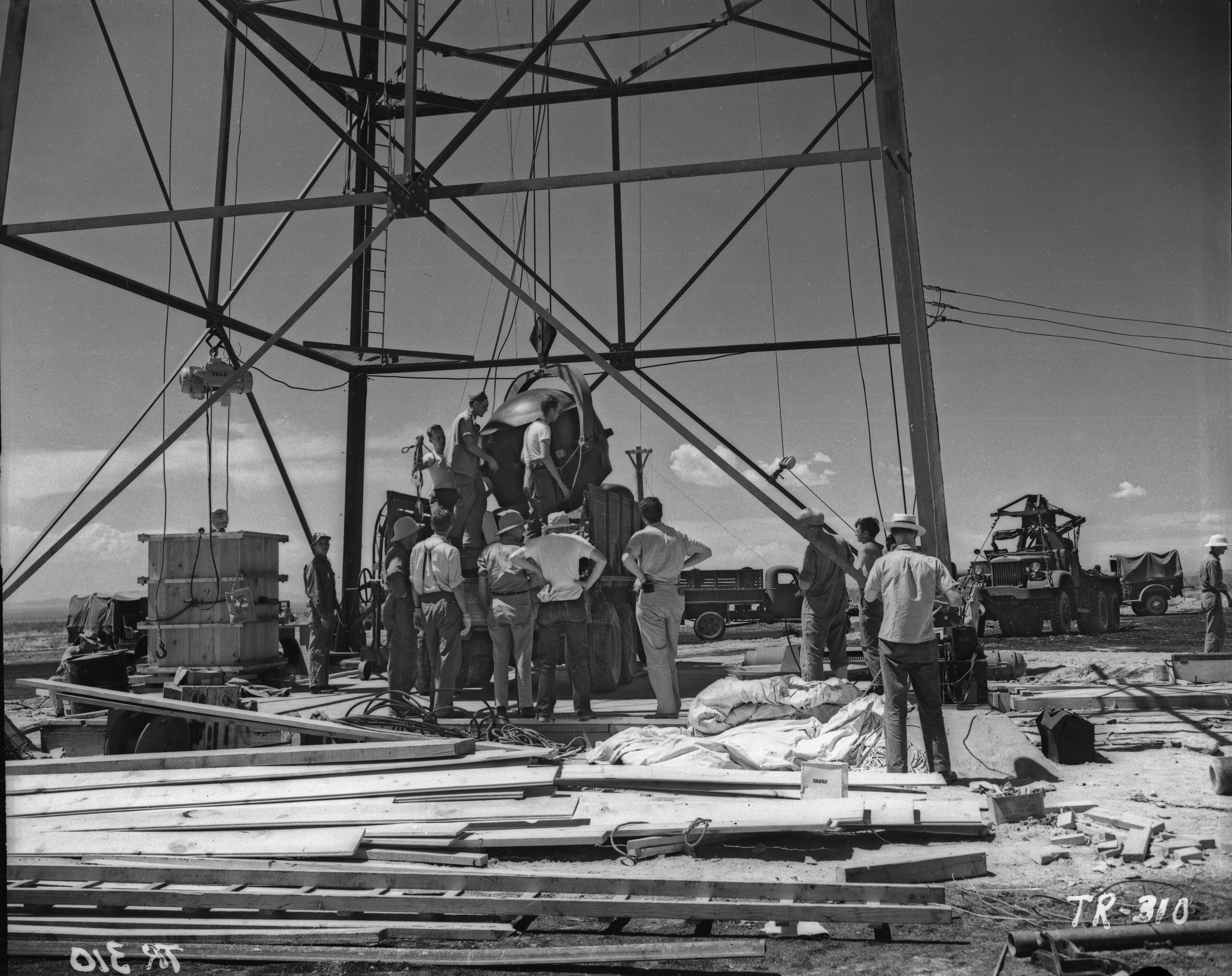
核装置（Gadget）被提升到引爆“發射塔”的頂部；在新墨西哥州三位一體核試驗的阿拉莫戈多靶场， 1945年7月

另外在第二次世界大戰期間為了能夠獲得優勢，陸陸續續投入自身的科技協助作戰。例如大多數主要交戰國家開始不斷試圖破解對方複雜的密碼，並且嘗試透過密碼本等設備強化自己的通訊安全。例如在波兰军情局密码处的技術協助下英國成功破解恩尼格瑪密碼機的密碼ULTRA、以及日本海軍所使用的通訊代碼，這些經由破解獲得的信號消息（Signals intelligence）成功促使盟軍掌握對方動向。另外盟軍也使用大量欺騙的手法來妨礙德軍獲得正確的軍事情報，這之中包括英國策劃的肉餡行動與保鑣計劃（Operation Bodyguard）等。
其他投入戰爭的工程計畫還包括有Z3、巨人計算機與電子數值積分計算機等早期電腦設備、V-1飛彈和V-2火箭的作戰計畫、發展核武器的曼哈頓計劃、針對軍事作戰進行分析的作業研究以及協助物資運輸的桑椹碼頭（Mulberry harbour, 人工港口）與冥王作戰（Operation Pluto, 英吉利海峽下的輸油管道）等。青黴素是第一次大規模生產並在戰爭期間使用（請參閱穩定和大規模生產青黴素）。

### 引用
1. ↑  Ryall, Julian. . The Telegraph. 2016-06-22  [2022-10-09]. ISSN 0307-1235. （原始内容存档于2022-11-25） （英国英语）.
2. ↑  Sommerville, Donald. . London: Lorenz. 2008. ISBN 978-0-7548-1898-4. OCLC 232365751.
3. 1 2  . United Nations Foundation.   [2022-10-09]. （原始内容存档于2012-06-20）.
4. ↑  Sharp., Wells, Anne. . ISBN 978-0-8108-7944-7. OCLC 868610765.
5. ↑  Weinberg 2005，第6頁.
6. ↑  Black, Jeremy. . Praeger Security International. 2006  [2022-10-08]. ISBN 978-0-313-05076-3. （原始内容存档于2022-11-25） （英语）.
7. ↑  Chickering, Roger; Förster, Stig; Greiner, Bernd. . Cambridge University Press. 2005  [2022-10-08]. ISBN 978-0-521-83432-2. （原始内容存档于2022-11-25） （英语）.
8. ↑  Fiscus, James W. . The Rosen Publishing Group, Inc. 2004-07-15  [2022-10-09]. ISBN 978-1-4042-0065-4. （原始内容存档于2022-11-25） （英语）.
9. ↑  Ghuhl, Wernar (2007) Imperial Japan's World War Two Transaction Publishers pp. 7, 30
10. ↑  Allen, Thomas B. . New York: Random House. 1991  [2022-10-09]. ISBN 0-394-58530-5. OCLC 23694226. （原始内容存档于2022-05-08）.
11. ↑  A·J·P·泰勒. Origin Of The Second World War. 美國紐約: Simon & Schuster. 1996年4月1日 [2012年4月21日查閱]. ISBN 9780684829470 （英文）.
12. ↑  Simpson, Elizabeth; Mazal Holocaust Collection. . New York: H.N. Abrams in association with the Bard Graduate Center for Studies in the Decorative Arts. 1997. ISBN 0-8109-4469-3. OCLC 35172644.
13. ↑  Kellogg, William O. . Barrons Educational Series. 2003-02  [2022-10-08]. ISBN 978-0-7641-1973-6. （原始内容存档于2022-11-25） （英语）.
14. ↑  Eliahu Ben-Horin. The middle East: crossroads of history. 美國紐約: 諾頓公司（W. W. Norton & Company）. 1943年: 第169頁 [2012年4月21日查閱]. ISBN 978-0-241-10017-2 （英文）.
15. ↑  A·J·P·泰勒. How wars begin. 英國: H. Hamilton. 1979年: 第124頁 [2012年4月21日查閱]. ISBN 978-0-241-10017-2 （英文）.
16. ↑  Editor Baer Gabriel. ASIAN AND AFRICAN STUDIES. 英國倫敦: Israel Oriental Society. 1965年: 第191頁 [2012年4月21日查閱] （英文）.
17. ↑  Ben-Horin 1943，第169頁; Taylor 1979，第124頁; Yisreelit, Hevrah Mizrahit (1965). Asian and African Studies, p. 191.
For 1941 see Taylor 1961，第vii頁; Kellogg, William O (2003). American History the Easy Way. Barron's Educational Series. p. 236 ISBN 0-7641-1973-7.
There is also the viewpoint that both World War I and World War II are part of the same "European Civil War" or "Second Thirty Years War": Canfora 2006，第155頁; Prins 2002，第11頁.
18. ↑  Luciano Canfora. Democracy in Europe: A History of an Ideology. 美國霍博肯: Wiley-Blackwell. 2006年1月6日: 第155頁 [2012年4月21日查閱]. ISBN 978-1-4051-1131-7 （英文）.
19. ↑  Prins, Gwyn. . Routledge. 2002  [2022-10-29]. ISBN 978-0-415-36961-9. （原始内容存档于2022-11-25） （英语）.
20. ↑  Beevor 2012，第10頁.
21. ↑  . NPR.org.   [2021-04-16]. （原始内容存档于2021-04-16）.
22. ↑  Frank, Willard C. . The International History Review. 1987, 9 (3): 368–409  [2022-02-17]. ISSN 0707-5332. JSTOR 40105814. doi:10.1080/07075332.1987.9640449. （原始内容存档于2022-02-01） –JSTOR.
23. ↑  Masaya 1990，第4頁.
24. ↑  . usa.usembassy.de.   [2012-05-06]. （原始内容存档于2012-05-07）.
25. ↑  Reuters. . Asia Times. 2016-12-15  [2022-10-08]. （原始内容存档于2022-11-25） （美国英语）.
26. ↑  Radiophoto, Associated Press. . The New York Times. 1956-10-20  [2022-10-08]. ISSN 0362-4331. （原始内容存档于2022-11-25） （美国英语）. The state of war between the U.S.S.R. and Japan ends on the day the present declaration enters into force [...]
27. ↑  Gerwarth, Robert. . The Irish Times.   [2021-10-29]. （原始内容存档于2021-08-14） （英语）.
28. ↑  . New Zealand Ministry for Culture and Heritage Te Manatu Taonga.   [2022-10-08]. （原始内容存档于2022-11-25） （英语）. The move towards world war in 1914 sparked an upsurge in pacifist movements, mostly based on Christian ideals.
29. ↑  . Infoplease.   [2022-10-08]. （原始内容存档于2022-11-25） （英语）. The move towards world war in 1914 sparked an upsurge in pacifist movements, mostly based on Christian ideals.
30. ↑  Kantowicz, Edward R. . Wm. B. Eerdmans Publishing. 1999  [2022-10-08]. ISBN 978-0-8028-4455-2. （原始内容存档于2022-11-25） （英语）.
31. ↑  諾曼·戴維斯. No Simple Victory: World War II in Europe, 1939-1945. 英國西敏: 企鵝出版集團. 2008年8月26日: 第134頁至第140頁 [2012年4月21日查閱]. ISBN 978-0-14-311409-3 （英文）.
32. ↑  Anthony Shaw. World War II Day by Day （页面存档备份，存于）. 英國倫敦: Quarto Group. 2000年7月30日: 第35頁 [2012年4月21日查閱]. ISBN 978-0-7603-0939-1 （英文）.
33. ↑  艾倫·布拉克（Alan Bullock）. Hitler: A Study in Tyranny. 英國西敏: 企鵝出版集團. 1990年11月29日: 第265頁 [2012年4月21日查閱]. ISBN 978-0-14-013564-0 （英文）.
34. ↑  Brody, J. Kenneth. . Transaction Publishers. 1999-01-01  [2022-10-08]. ISBN 978-1-4128-1777-6. （原始内容存档于2022-11-25） （英语）.
35. ↑  Zalampas, Michael. . Popular Press. 1989  [2022-10-08]. ISBN 978-0-87972-462-7. （原始内容存档于2022-11-25） （英语）.
36. ↑  Jeffery Record. Appeasement Reconsidered: Investigating the Mythology of the 1930s （页面存档备份，存于）. DIANE Publishing. 2005年: 第50頁 [2012年4月21日查閱]. ISBN 978-1-58487-216-0 （英文）.
37. ↑  Mandelbaum, Michael; Mandelbaum, Professor of Political Science Michael. . Cambridge University Press. 1988-09-30  [2022-10-08]. ISBN 978-0-521-35790-6. （原始内容存档于2022-11-25） （英语）.
38. ↑  Schmitz, David F. . Rowman & Littlefield. 2001  [2022-10-08]. ISBN 978-0-8420-2632-1. （原始内容存档于2022-11-25） （英语）.
39. ↑  Kitson, Alison. . Oxford University Press. 2001  [2022-10-08]. ISBN 978-0-19-913417-5. （原始内容存档于2022-11-25） （英语）.
40. ↑  Adamthwaite, Anthony P. . Psychology Press. 1992  [2022-10-08]. ISBN 978-0-415-90716-3. （原始内容存档于2022-11-25） （英语）.
41. ↑  Graham, Helen. . OUP Oxford. 2005-03-24  [2022-10-08]. ISBN 978-0-19-280377-1. （原始内容存档于2022-11-25） （英语）.
42. ↑  Busky, Donald F. . Greenwood Publishing Group. 2002  [2022-10-08]. ISBN 978-0-275-97733-7. （原始内容存档于2022-11-25） （英语）.
43. ↑  彼得·普瑞斯頓（Peter Preston）. Pacific Asia in the Global System: An Introduction. 美國霍博肯: Wiley-Blackwell. 1998年8月14日: 第104頁 [2012年4月21日查閱]. ISBN 978-0-631-20238-7 （英文）.
44. ↑  Myers, Ramon H.; Peattie, Mark R. . Princeton University Press. 1984  [2022-10-08]. ISBN 978-0-691-10222-1. （原始内容存档于2022-11-25） （英语）.
45. ↑  Coogan, Anthony. . History Today. 1993, 43  [2012-05-06]. （原始内容存档于2012-05-11）.
46. ↑  Busky, Donald F. . Westport, CT: Praeger Publishers. 2002. ISBN 978-0-275-97733-7.
47. ↑  Andrea L. Stanton, Edward Ramsamy, Peter J. Seybolt. . : 308  [2014-04-06]. （原始内容存档于2020-10-17）.
48. ↑  A. J. Barker. Rape of Ethiopia, 1936. 美國紐約: Ballantine Books. 1971年: 第131頁至第132頁 [2012年4月21日查閱]. ISBN 978-0-345-02462-6 （英文）.
49. ↑  安東尼·畢佛. The Battle for Spain: The Spanish Civil War 1936-1939. 英國倫敦: Phoenix Books. 2007年: 第258頁至第260頁 [2012年4月21日查閱]. ISBN 978-0-7538-2165-7 （英文）.
50. ↑  史蒂芬·布迪安斯基（Stephen Budiansky）. Air Power: The Men, Machines, and Ideas That Revolutionized War, from Kitty Hawk to Gulf War II. 美國紐約: Viking Adult. 2004年4月12日: 第209頁至第211頁 [2012年4月21日查閱]. ISBN 978-0-670-03285-3 （英文）.
51. ↑  Payne 2008.
52. 1 2  Twitchett, Denis Crispin; Fairbank, John King. . Cambridge University Press. 1978  [2022-10-08]. ISBN 978-0-521-24338-4. （原始内容存档于2022-11-25） （英语）.
53. ↑  Levene, Mark and Roberts, Penny. The Massacre in History. 1999, page 223-4
54. ↑  Totten, Samuel. Dictionary of Genocide. 2008, 298–9.
55. ↑  Taylor, Jay. . Harvard University Press. 2009-04-15  [2022-10-08]. ISBN 978-0-674-03338-2. （原始内容存档于2022-11-25） （英语）.
56. ↑  Coox, Alvin D. . Stanford University Press. 1990  [2022-10-08]. ISBN 978-0-8047-1835-6. （原始内容存档于2022-11-25） （英语）.
57. ↑  阿默農·莎拉（Amnon Sella）. Khalkhin-Gol: The Forgotten War. 美國千橡: 《當代史期刊》（Journal of Contemporary History）. 1983年: 第651頁至第687頁 [2012年4月21日查閱] （英文）.
58. ↑  Chaney, Otto Preston. . University of Oklahoma Press. 1996  [2022-10-08]. ISBN 978-0-8061-2807-8. （原始内容存档于2022-11-23） （英语）.
59. ↑  Collier, Martin; Pedley, Philip. . Heinemann. 2000  [2022-10-08]. ISBN 978-0-435-32721-7. （原始内容存档于2022-11-23） （英语）.
60. ↑  安恩·科修（Ian Kershaw）. Hitler: 1936-1945: Nemesis. 美國紐約: 諾頓公司（W. W. Norton & Company）. 2001年9月: 第121頁至第122頁 [2012年4月21日查閱]. ISBN 978-0-393-32252-1 （英文）.
61. ↑  安恩·科修（Ian Kershaw）. Hitler: 1936-1945: Nemesis. 美國紐約: 諾頓公司（W. W. Norton & Company）. 2001年9月: 第157頁至第122頁 [2012年4月21日查閱]. ISBN 978-0-393-32252-1 （英文）.
62. ↑  諾曼·戴維斯. No Simple Victory: World War II in Europe, 1939-1945. 英國西敏: 企鵝出版集團. 2008年8月26日: 第143頁至第144頁 [2012年4月21日查閱]. ISBN 978-0-14-311409-3 （英文）.
63. ↑  Cedric James Lowe和F. Marzari. Foreign Policies of the Great Powers: Ital Foreign Pol 1870-1940 V8. 英國倫敦: Routledge. 2002年7月26日: 第330頁 [2012年4月21日查閱]. ISBN 978-0-415-27372-5 （英文）.
64. ↑  The Oxford Companion to World War II. 英國牛津: 牛津大學出版社. 2002年1月24日: 第674頁 [2012年4月21日查閱]. ISBN 978-0-19-860446-4 （英文）.
65. ↑  Zachary Shore. What Hitler Knew: The Battle for Information in Nazi Foreign Policy （页面存档备份，存于）. 英國牛津: 牛津大學出版社. 2002年12月5日: 第108頁 [2012年4月21日查閱]. ISBN 978-0-19-515459-7 （英文）.
66. ↑  The Oxford Companion to World War II. 英國牛津: 牛津大學出版社. 2002年1月24日: 第608頁 [2012年4月21日查閱]. ISBN 978-0-19-860446-4 （英文）.
67. ↑  . avalon.law.yale.edu.   [2022-10-08]. （原始内容存档于2017-12-03）.
68. ↑  . Ibiblio.org.   [2017-06-04]. （原始内容存档于2014-05-24）.
69. ↑  . ibiblio.org.   [2013-05-15]. （原始内容存档于2013-03-10）.
70. ↑  理查·艾凡斯（Richard J. Evans）. The Third Reich at War - How the Nazis Led Germany from Conquest to Disaster. 英國西敏: 企鵝出版集團. 2008年: 第1頁至第2頁 [2012年4月21日查閱]. ISBN 978-0-7139-9742-2 （英文）.
71. ↑  格哈特·溫伯格. A World at Arms: A Global History of World War II. 英國劍橋: 劍橋大學出版社. 2008年3月28日: 第64頁至第65頁 [2012年4月21日查閱]. ISBN 978-0-521-85316-3 （英文）.
72. ↑  約翰·基瑾（John Keegan）. Second World War. 英國倫敦: Pimlico. 1997年11月6日: 第35頁 [2012年4月21日查閱]. ISBN 978-0-7126-7348-8 （英文）.
73. ↑  . www.ibiblio.org.   [2022-10-08]. （原始内容存档于2022-02-27）.
74. ↑  The Oxford Companion to World War II. 英國牛津: 牛津大學出版社. 2005年9月22日: 第248頁 [2012年4月21日查閱]. ISBN 978-0-19-280670-3 （英文）.
75. ↑  史蒂芬·扎洛加（Steven Zaloga）. Poland 1939: The Birth Of Blitzkrieg （页面存档备份，存于）. 英國牛津: Osprey Publishing. 2002年8月19日: 第83頁 [2012年4月21日查閱]. ISBN 978-1-84176-408-5 （英文）.
76. ↑  Hempel, Andrew. . Hippocrene Books. 2005  [2022-10-08]. ISBN 978-0-7818-1004-3. （原始内容存档于2022-11-25） （英语）.
77. ↑  史蒂芬·扎洛加（Steven Zaloga）. Poland 1939: The Birth of Blitzkrieg. 美國西港（Westport）: Greenwood Publishing Group. 2004年2月: 第88頁至第89頁 [2012年4月21日查閱]. ISBN 978-0-275-98278-2 （英文）.
78. ↑  史蒂芬·布迪安斯基（Stephen Budiansky）. Battle of Wits: The Complete Story of Codebreaking in World War II. 英國西敏: 企鵝出版集團. 2001年: 第120頁至第121頁 [2012年4月21日查閱]. ISBN 978-0-14-028105-7 （英文）.
79. ↑  Philip Jowett. Japanese Army 1931-45 （页面存档备份，存于） 英國牛津: Osprey Publishing. 2002年1月25日: 第14頁 [2012年4月21日查閱]. ISBN 978-1-84176-353-8 （英文）.
80. ↑  湯馬士·連恩（Thomas Lane）、阿提斯·帕布利克斯（Artis Pabriks）、奧爾迪斯·普爾什（Aldis Purs）和大衛·J·史密斯（David J. Smith）. The Baltic States: Estonia, Latvia and Lithuania. 英國倫敦: Routledge. 2002年7月: 第24頁 [2012年4月21日查閱]. ISBN 978-0-415-28580-3 （英文）.
81. 1 2  Bilinsky, Yaroslav. . Greenwood Publishing Group. 1999  [2022-10-08]. ISBN 978-0-275-96363-7. （原始内容存档于2022-11-25） （英语）.
82. 1 2  Murray, Williamson; Millett, Allan Reed. . Harvard University Press. 2009-06-30  [2022-10-08]. ISBN 978-0-674-04130-1. （原始内容存档于2022-11-25） （英语）.
83. ↑  Spring, D. W. . Soviet Studies. 1986, 38 (2)  [2022-10-08]. ISSN 0038-5859. doi:10.2307/151203?uid=3737800&uid=2&uid=4&sid=21102529706897. （原始内容存档于2022-10-28）.
84. ↑  Hanhimäki, Jussi M.; Hanhimaki, Professor of International History Jussi M. . Kent State University Press. 1997  [2022-10-08]. ISBN 978-0-87338-558-9. （原始内容存档于2022-11-25） （英语）.
85. 1 2 3 4  Weinberg, Gerhard L. . Cambridge University Press. 1994  [2022-10-08]. ISBN 978-0-521-44317-3. （原始内容存档于2022-11-25） （英语）.
86. ↑  威廉·劳伦斯·夏伊勒. 第三帝国兴亡史. 美國紐約: Simon & Schuster. 1990年11月15日: 第668頁至第669頁 [2012年4月21日查閱]. ISBN 978-0-671-72868-7 （英文）.
87. 1 2 3  Murray, Williamson; Millett, Allan Reed. . Harvard University Press. 2009-06-30  [2022-10-08]. ISBN 978-0-674-04130-1. （原始内容存档于2022-11-25） （英语）.
88. ↑  理查·奧弗里（Richard Overy）和安德魯·惠克羅夫特（Andrew Wheatcroft）. The Road to War: Revised Edition. 英國西敏: 企鵝出版集團. 2000年7月1日: 第207頁 [2012年4月21日查閱]. ISBN 978-0-14-028530-7 （英文）.
89. ↑  霍斯特·布格（Horst Boog）、維爾納·賴恩（Werner Rahn）和賴因哈德·斯圖姆夫（Reinhard Stumpf）. Germany and the Second World War: Volume VI: The Global War. 英國牛津: 牛津大學出版社. 2001年11月15日: 第311頁 [2012年4月21日查閱]. ISBN 978-0-19-822888-2 （英文）.
90. ↑  Brown, David. . Psychology Press. 2004  [2022-10-09]. ISBN 978-0-7146-5461-4. （原始内容存档于2022-11-25） （英语）.
91. ↑  尼爾．佛格森（Niall Ferguson）. The War of the World. 英國西敏: 企鵝出版集團. 2007年10月30日: 第367頁至第417頁 [2012年4月21日查閱]. ISBN 978-0-14-311239-6 （英文）.
92. ↑  蒂莫西·史奈德（Timothy D. Snyder）. Bloodlands: Europe Between Hitler and Stalin. 美國紐約: Basic Books. 2010年10月12日: 第118頁 [2012年4月21日查閱]. ISBN 978-0-465-00239-9 （英文）.
93. ↑  HW. Koch. Hitler's 'Programme' and the Genesis of Operation 'Barbarossa'. 英國劍橋: 《歷史雜誌》（The Historical Journal）. 1983年12月: 第891頁至第920頁 [2012年4月21日查閱] （英文）.
94. 1 2  Roberts, Geoffrey. . Yale University Press. 2006-01-01  [2022-10-09]. ISBN 978-0-300-15040-7. （原始内容存档于2022-11-25） （英语）.
95. ↑  Kelly, Nigel; Rees, Rosemary; Shuter, Jane. . Heinemann. 1998  [2022-10-09]. ISBN 978-0-435-30983-1. （原始内容存档于2022-11-25） （英语）.
96. ↑  Goldstein, Margaret J. . Twenty-First Century Books. 2004-01-01  [2022-10-09]. ISBN 978-0-8225-0139-8. （原始内容存档于2022-11-25） （英语）.
97. ↑  理查·奧弗里（Richard Overy）和安德魯·惠克羅夫特（Andrew Wheatcroft）. The Road to War: Revised Edition. 英國西敏: 企鵝出版集團. 2000年7月1日: 第288頁至第289頁 [2012年4月21日查閱]. ISBN 978-0-14-028530-7 （英文）.
98. ↑  理查·奧弗里（Richard Overy）和安德魯·惠克羅夫特（Andrew Wheatcroft）. The Road to War: Revised Edition. 英國西敏: 企鵝出版集團. 2000年7月1日: 第328頁至第330頁 [2012年4月21日查閱]. ISBN 978-0-14-028530-7 （英文）.
99. ↑  Morison, Samuel Eliot. . University of Illinois Press. 2002-02-05  [2022-10-09]. ISBN 978-0-252-07065-5. （原始内容存档于2022-11-25） （英语）.
100. ↑  Anthony Maingot. The United States And The Caribbean: Challenges Of An Asymmetrical Relationship. 美國博爾德: 西景出版社（Westview Press）. 1994年10月18日: 第52頁 [2012年4月21日查閱]. ISBN 978-0-8133-2241-4 （英文）.
101. ↑  哈德里·坎特里爾（Hadley Cantril）. America Faces the War: A Study in Public Opinion. 英國牛津: 《公共輿論季刊》（Public Opinion Quarterly）. 1940年9月: 第390頁 [2012年4月21日查閱] （英文）.
102. ↑  Bilhartz, Terry D. . Unknown Publisher.   [2022-10-09]. ISBN 978-0-7656-2905-0. （原始内容存档于2022-11-25） （英语）.
103. ↑  Knell, Herman. . Hachette Books. 2009-06-16  [2022-10-09]. ISBN 978-0-7867-4849-5. （原始内容存档于2022-11-25） （英语）.
104. ↑  .   [2022-10-09]. （原始内容存档于2008-05-09）.
105. 1 2  The Oxford Companion to World War II. 英國牛津: 牛津大學出版社. 2002年1月24日: 第877頁 [2012年4月21日查閱]. ISBN 978-0-19-860446-4 （英文）.
106. ↑  理查·克羅格（Richard Clogg）. A Concise History of Greece. 英國劍橋: 劍橋大學出版社. 2002年7月15日: 第118頁 [2012年4月21日查閱]. ISBN 978-0-521-80872-9 （英文）.
107. ↑  Philip Jowett. The Italian Army 1940-45 (2): Africa 1940-43 （页面存档备份，存于）. 英國牛津: Osprey Publishing. 2001年1月25日: 第9頁至第10頁 [2012年4月21日查閱]. ISBN 978-1-85532-865-5 （英文）.
108. ↑  大衛·布朗（David Brown）. The Royal Navy and the Mediterranean: Vol.II: November 1940-December 1941 （页面存档备份，存于）. 英國倫敦: Routledge. 2001年11月29日: 第64頁至第65頁 [2012年4月21日查閱]. ISBN 978-0-7146-5205-4 （英文）.
109. ↑  雅士利·傑克森（Ashley Jackson）. The British Empire and the Second World War （页面存档备份，存于）. 英國倫敦: Continuum國際出版集團（Continuum International Publishing Group）. 2006年5月10日: 第106頁 [2012年4月21日查閱]. ISBN 978-1-85285-417-1 （英文）.
110. ↑  喬·拉蒂默（Jon Latimer）. Tobruk 1941: Rommel's opening move （页面存档备份，存于）. 英國牛津: Osprey Publishing. 2001年1月25日: 第7頁至第8頁 [2012年4月21日查閱]. ISBN 978-1-84176-092-6 （英文）.
111. ↑  威廉森·默裡（Williamson Murray）和阿倫·米利特（Allan R. Millett）. A War To Be Won: Fighting the Second World War （页面存档备份，存于）. 美國劍橋: 哈佛大學出版社. 2001年11月22日: 第263頁至第267頁 [2012年4月21日查閱]. ISBN 978-0-674-00680-5 （英文）.
112. ↑  肯尼斯·麥克塞. 《隆美爾評傳》（Rommel: Battles And Campaigns）. 美國劍橋: Da Capo Press. 1997年8月22日: 第61頁至第63頁 [2012年4月21日查閱]. ISBN 978-0-306-80786-2 （英文）.
113. ↑  格哈特·溫伯格. A World at Arms: A Global History of World War II （页面存档备份，存于）. 英國劍橋: 劍橋大學出版社. 1995年7月28日: 第229頁 [2012年4月21日查閱]. ISBN 978-0-521-55879-2 （英文）.
114. ↑  威廉·沃森（William E. Watson）. Tricolor and Crescent: France and the Islamic World （页面存档备份，存于）. 美國西港（Westport）: Greenwood Publishing Group. 2003年6月30日: 第80頁 [2012年4月21日查閱]. ISBN 978-0-275-97470-1 （英文）.
115. ↑  雅士利·傑克森（Ashley Jackson）. The British Empire and the Second World War （页面存档备份，存于）. 英國倫敦: Continuum國際出版集團（Continuum International Publishing Group）. 2006年5月10日: 第154頁 [2012年4月21日查閱]. ISBN 978-1-85285-417-1 （英文）.
116. ↑  Vance Stewart. Three Against One: Churchill, Roosevelt, Stalin Vs. Adolph Hitler （页面存档备份，存于）. Sunstone Press. 2002年11月1日: 第159頁 [2012年4月21日查閱]. ISBN 978-1-85285-417-1 （英文）.
117. ↑  The Oxford Companion to World War II. 英國牛津: 牛津大學出版社. 2005年9月22日: 第108頁至第109頁 [2012年4月21日查閱]. ISBN 978-0-19-280670-3 （英文）.
118. ↑  理查·奧弗里（Richard Overy）和安德魯·惠克羅夫特（Andrew Wheatcroft）. The Road to War: Revised Edition. 英國西敏: 企鵝出版集團. 2000年7月1日: 第289頁 [2012年4月21日查閱]. ISBN 978-0-14-028530-7 （英文）.
119. ↑  Anthony James Joes. Resisting Rebellion: The History and Politics of Counterinsurgency （页面存档备份，存于）. 美國萊辛頓: 肯塔基大學出版社（University Press of Kentucky）. 2004年9月: 第224頁 [2012年4月21日查閱]. ISBN 978-0-8131-2339-4 （英文）.
120. ↑  費正清和默爾·高德曼（Merle Goldman）. China: A New History. 美國劍橋: 哈佛大學出版社. 1998年5月: 第320頁 [2012年4月21日查閱]. ISBN 978-0-674-11673-3 （英文）.
121. ↑  John W. Garver. Chinese-Soviet Relations, 1937-1945: The Diplomacy of Chinese Nationalism. 英國牛津: 牛津大學出版社. 1988年9月8日: 第114頁 [2012年4月21日查閱]. ISBN 978-0-19-505432-3 （英文）.
122. ↑  格哈特·溫伯格. A World at Arms: A Global History of World War II （页面存档备份，存于）. 英國劍橋: 劍橋大學出版社. 1995年7月28日: 第195頁 [2012年4月21日查閱]. ISBN 978-0-521-55879-2 （英文）.
123. ↑  阿姆農·莎拉（Amnon Sella）. "Barbarossa": Surprise Attack and Communication. 美國千橡: 《當代史期刊》（Journal of Contemporary History）. 1978年7月: 第555頁至第583頁 [2012年4月21日查閱] （英文）.
124. ↑  安恩·科修（Ian Kershaw）. FATEFUL CHOICES: TEN DECISIONS THAT CHANGED THE WORLD, 1940-1941. 英國西敏: 企鵝出版集團. 2007年: 第66頁至第69頁 [2012年4月21日查閱]. ISBN 978-0-7139-9712-5 （英文）.
125. ↑  喬納森·斯坦伯格（Jonathan Steinberg）. The Third Reich Reflected: German Civil Administration in the Occupied Soviet Union, 1941–4. 英國牛津: 《The English Historical Review》. 1995年6月: 第620頁至第651頁 [2012年4月21日查閱] （英文）.
126. ↑  Milan Hauner. Did Hitler Want a World Dominion?. 美國千橡: 《當代史期刊》（Journal of Contemporary History）. 1978年: 第15頁至第32頁 [2012年4月21日查閱] （英文）.
127. ↑  辛西雅·羅伯茨（Cynthia A. Roberts）. Planning for War: The Red Army and the Catastrophe of 1941 （页面存档备份，存于）. 《Europe-Asia Studies》. 1995年 [2012年4月21日查閱] （英文）.
128. ↑  艾倫·威爾特（Alan F. Wilt）. Hitler's Late Summer Pause in 1941. 《Military Affairs》. 1981年: 第187頁至第191頁 [2012年4月21日查閱] （英文）.
129. ↑  約翰·艾瑞克森（John Erickson）. The Road to Stalingrad. 英國: 卡塞爾（Cassell）. 2007年4月1日: 第114頁至第137頁 [2012年4月21日查閱]. ISBN 978-0-304-36541-8 （英文）.
130. 1 2 3 4 5  大衛·格蘭斯（David Glantz）. The Soviet-German War 1941-1945: Myths and Realities: A Survey Essay. 2001年10月1日 [2012年4月21日查閱] （英文）.
131. ↑  Farrell, Brian P. . The Journal of Military History. 1993, 57 (4)  [2022-10-09]. ISSN 0899-3718. JSTOR 2944096. doi:10.2307/2944096. （原始内容存档于2022-10-06）.
132. ↑  Pravda, Alex; Duncan, Peter J. S.; Alex, Pravda; Affairs, Royal Institute of International. . Cambridge University Press. 1990-04-26  [2022-10-09]. ISBN 978-0-521-37494-1. （原始内容存档于2022-11-25） （英语）.
133. ↑  Mesquita, Bruce Bueno De; Smith, Alastair; Siverson, Randolph M.; Morrow, James D. . MIT Press. 2005-01-14  [2022-10-09]. ISBN 978-0-262-52440-7. （原始内容存档于2022-11-25） （英语）.
134. 1 2  威廉·羅傑·路易斯（William Roger Louis）. More Adventures with Britannia: Personalities, Politics and Culture in Britain. 美國奧斯丁: 德克薩斯州大學出版社（University of Texas Press）. 1998年: 第223頁 [2012年4月21日查閱]. ISBN 978-0-292-74708-1 （英文）.
135. ↑  Gerald R. Kleinfeld. Hitler's Strike for Tikhvin. 《Military Affairs》. 1983年10月 [2012年4月21日查閱] （英文）.
136. ↑  Harold Shukman. Stalin's Generals. 英國倫敦: Phoenix Books. 2002年3月: 第113頁 [2012年4月21日查閱]. ISBN 978-1-84212-513-7 （英文）.
137. ↑  大衛·格蘭斯（David Glantz）. The Soviet-German War 1941-1945: Myths and Realities: A Survey Essay. 2001年10月1日 [2012年4月21日查閱] （英文）. "By 1 November it had lost fully 20 percent of its committed strength (686,000 men), up to 2/3 of its 1/2-million motor vehicles, and 65 percent of its tanks. The German Army High Command (OKH) rated its 136 divisions as equivalent to 83 full-strength divisions."
138. ↑  克勞斯·萊因哈特（Klaus Reinhardt）. Moscow: The Turning Point?: The Failure of Hitler's Strategy in the Winter of 1941-42. 英國牛津: Berg Publishers. 1992年11月30日: 第227頁 [2012年4月21日查閱]. ISBN 978-0-85496-695-0 （英文）.
139. ↑  Wiley-Blackwell. The End of the Blitzkrieg （页面存档备份，存于）. 《經濟史評論》（The Economic History Review）. 1964年4月 [2012年4月21日查閱] （英文）.
140. ↑  Rotundo, Louis. . Military Affairs. 1986, 50 (1)  [2022-10-09]. ISSN 0026-3931. JSTOR 1988530. doi:10.2307/1988530. （原始内容存档于2022-10-04）.
141. ↑  雷蒙·加特霍夫（Raymond L. Garthoff）. The Soviet Manchurian Campaign, August 1945. 《Military Affairs》. 1969年10月: 第312頁 [2012年4月21日查閱] （英文）.
142. ↑  Welch, David. . Routledge. 1999  [2022-10-09]. ISBN 978-0-415-21582-4. （原始内容存档于2022-11-25） （英语）.
143. 1 2  Weinberg, Gerhard L. . Cambridge University Press. 2005-03-28  [2022-10-09]. ISBN 978-0-521-61826-7. （原始内容存档于2022-11-25） （英语）.
144. ↑  Anderson, Irvine H. . Pacific Historical Review. 1975, 44 (2)  [2022-10-09]. ISSN 0030-8684. JSTOR 3638003. doi:10.2307/3638003. （原始内容存档于2018-11-19）.
145. ↑  Evans, David C.; Peattie, Mark R. . Naval Institute Press. 1997  [2022-10-09]. ISBN 978-0-87021-192-8. （原始内容存档于2022-11-25） （英语）.
146. ↑  Lightbody, Bradley. . Psychology Press. 2004  [2022-10-09]. ISBN 978-0-415-22404-8. （原始内容存档于2022-11-25） （英语）.
147. ↑  Knorr, Klaus Eugen; Morgan, Patrick M. . Transaction Publishers. 1983  [2022-10-09]. ISBN 978-1-4128-3521-3. （原始内容存档于2022-11-25） （英语）.
148. ↑  Wohlstetter, Roberta. . Stanford University Press. 1962  [2022-10-09]. ISBN 978-0-8047-0598-1. （原始内容存档于2022-11-25） （英语）.
149. ↑  Karen A. Mingst和Margaret P. Karns. The United Nations in the 21st Century. 美國博爾德: 西景出版社（Westview Press）. 2006年8月1日: 第22頁 [2012年4月21日查閱]. ISBN 978-0-8133-4346-4 （英文）.
150. ↑  Dunn, Dennis J. . University Press of Kentucky. 1998-01-01  [2022-10-09]. ISBN 978-0-8131-7074-9. （原始内容存档于2022-11-25） （英语）.
151. ↑  May, Ernest R. . Pacific Historical Review. 1955, 24 (2)  [2022-10-09]. ISSN 0030-8684. JSTOR 3634575. doi:10.2307/3634575. （原始内容存档于2022-10-06）. Russian declaration of war on Japan would be greatly to our advantage, provided, but only provided, that Russians are confident that will not impair their Western Front.
152. ↑  拉瑞·里斯（Laurence Rees）. World War Two: Behind Closed Doors: Stalin, the Nazis and the West. 英國: 埃伯瑞出版公司（Ebury Publishing）. 2012年4月24日: 第99頁 [2012年4月21日查閱]. ISBN 978-1-4481-4045-9 （英文）.
153. 1 2  拉瑞·里斯（Laurence Rees）. World War Two: Behind Closed Doors: Stalin, the Nazis and the West. 英國: 埃伯瑞出版公司（Ebury Publishing）. 2012年4月24日: 第99頁 [2012年4月21日查閱]. ISBN 978-1-4481-4045-9 （英文）. "Stalin always believed that Britain and America were delaying the second front so that the Soviet Union would bear the brunt of the war"
154. ↑  Klam, Julie. . Smart Apple Media. 2002  [2022-10-09]. ISBN 978-1-58340-188-0. （原始内容存档于2022-11-25） （英语）.
155. ↑  .   [2022-10-09]. （原始内容存档于2019-06-21）.
156. ↑  理查·希爾（J. Richard Hill）. The Oxford Illustrated History of the Royal Navy. 英國牛津: 牛津大學出版社. 2002年10月17日: 第362頁 [2012年4月21日查閱]. ISBN 978-0-19-860527-0 （英文）.
157. 1 2  Hsiung, James C. . M.E. Sharpe. 1992-06-10  [2022-10-09]. ISBN 978-0-7656-3632-4. （原始内容存档于2022-11-25） （英语）.
158. ↑  Perez, Louis G. . Greenwood Publishing Group. 1998  [2022-10-09]. ISBN 978-0-313-30296-1. （原始内容存档于2022-11-23） （英语）.
159. ↑  約翰·古區（John Gooch）. Decisive Campaigns of the Second World War. 英國倫敦: Routledge. 1990年9月1日: 第52頁 [2012年4月21日查閱]. ISBN 978-0-7146-3369-5 （英文）.
160. ↑  Andrea Molinari. Desert raiders: Axis and Allied Special Forces 1940-43 （页面存档备份，存于）. 英國牛津: Osprey Publishing. 2007年7月24日: 第91頁 [2012年4月21日查閱]. ISBN 978-1-84603-006-2 （英文）.
161. ↑  Mitcham, Samuel W. . Stackpole Books. 2007  [2022-10-09]. ISBN 978-0-8117-3413-4. （原始内容存档于2022-11-25） （英语）.
162. ↑  Robert James Maddox. The United States and World War II. 美國博爾德: 西景出版社（Westview Press）. 1992年1月: 第111頁至第112頁 [2012年4月21日查閱]. ISBN 978-0-8133-0436-6 （英文）.
163. ↑  Salecker, Gene E.; Salecker, E. . Hachette Books. 2007-10-09  [2022-10-09]. ISBN 978-0-306-81715-1. （原始内容存档于2022-11-25） （英语）.
164. ↑  Ropp, Theodore. . JHU Press. 2000-10-02  [2022-10-09]. ISBN 978-0-8018-6445-2. （原始内容存档于2022-11-25） （英语）.
165. ↑  阿德里安·吉爾伯特（Adrian Gilbert）. Encyclopedia of Warfare: From Earliest Times...to the Present Day. Lyons Press. 2003年8月1日: 第259頁 [2012年4月21日查閱]. ISBN 978-1-59228-027-8 （英文）.
166. ↑  Swain, Bruce T. . Allen & Unwin. 2003  [2022-10-09]. ISBN 978-1-74115-074-2. （原始内容存档于2022-11-25） （英语）.
167. ↑  Mikiso Hane. Modern Japan: A Historical Survey, Third Edition. 美國博爾德: 西景出版社（Westview Press）. 2001年1月: 第340頁 [2012年4月21日查閱]. ISBN 978-0-8133-3756-2 （英文）.
168. ↑  丹尼爾·馬斯頓（Daniel Marston）. The Pacific War Companion: From Pearl Harbor to Hiroshima （页面存档备份，存于）. 英國牛津: Osprey Publishing. 2005年6月12日: 第111頁 [2012年4月21日查閱]. ISBN 978-1-84176-882-3 （英文）.
169. ↑  Martin Brayley. The British Army 1939-45 (3): The Far East （页面存档备份，存于）. 英國牛津: Osprey Publishing. 2002年9月18日: 第9頁 [2012年4月21日查閱]. ISBN 978-1-84176-238-8 （英文）.
170. ↑  安東尼奧·里德（Anthony Read）. The Devil's Disciples: Hitler's Inner Circle. 美國紐約: 諾頓公司（W. W. Norton & Company）. 2004年3月: 第764頁 [2012年4月21日查閱]. ISBN 978-0-393-04800-1 （英文）.
171. ↑  諾曼·戴維斯. No Simple Victory: World War II in Europe, 1939-1945. 英國西敏: 企鵝出版集團. 2008年8月26日: 第100頁 [2012年4月21日查閱]. ISBN 978-0-14-311409-3 （英文）.
172. ↑  Stephen Badsey. The Hutchinson Atlas of World War II Battle Plans. 英國倫敦: Routledge. 2000年2月1日: 第235頁至第236頁 [2012年4月21日查閱]. ISBN 978-1-57958-265-4 （英文）.
173. ↑  Black, Jeremy. . Routledge. 2003  [2022-10-09]. ISBN 978-0-415-30534-1. （原始内容存档于2022-11-25） （英语）.
174. ↑  馬丁·吉爾伯特（Martin Gilbert）. The Second World War: A Complete History. 美國紐約: 亨利·霍爾特出版公司（Henry Holt and Company）. 2004年6月1日: 第397頁至第400頁 [2012年4月21日查閱]. ISBN 978-0-8050-7623-3 （英文）.
175. ↑  Harold Shukman. Stalin's Generals. 英國倫敦: Phoenix Books. 2002年3月: 第142頁 [2012年4月21日查閱]. ISBN 978-1-84212-513-7 （英文）.
176. ↑  詹姆斯·甘農（James Gannon）. Stealing Secrets, Telling Lies: How Spies and Codebreakers Helped Shape the Twentieth Century. Brassey's. 2002年4月1日: 第76頁 [2012年4月21日查閱].ISBN 978-1-57488-473-9 （英文）.
177. ↑  羅伯特·派斯頓（Robert Paxton）. Vichy France: old guard and new order, 1940-1944. 美國紐約: Alfred A. Knopf. 1972年: 第313頁 [2012年4月21日查閱]. ISBN 978-0-394-47360-4 （英文）.
178. ↑  諾曼·瑞奇（Norman Rich）. Hitler's War Aims: Ideology, the Nazi State, and the Course of Expansion. 美國紐約: 諾頓公司（W. W. Norton & Company）. 1992年7月1日: 第178頁 [2012年4月21日查閱]. ISBN 978-0-393-00802-9 （英文）.
179. ↑  Jane Penrose. The D-Day Companion （页面存档备份，存于）. 英國牛津: Osprey Publishing. 2004年4月26日: 第129頁 [2012年4月21日查閱]. ISBN 978-1-84176-779-6 （英文）.
180. ↑  Neillands, Robin. . Indiana University Press. 2005  [2022-10-09]. ISBN 978-0-253-34781-7. （原始内容存档于2022-11-25） （英语）.
181. ↑  約翰·基瑾（John Keegan）. Second World War. 英國倫敦: Pimlico. 1997年11月6日: 第277頁 [2012年4月21日查閱]. ISBN 978-0-7126-7348-8 （英文）.
182. ↑  David Arthur Thomas. A companion to the Royal Navy. 英國: George G. Harrap and Co.. 1988年: 第265頁 [2012年4月21日查閱]. ISBN 978-0-245-54572-6 （英文）.
183. ↑  Nigel Thomas. The German Army 1939-45 (2) : North Africa & Balkans （页面存档备份，存于）. 英國牛津: Osprey Publishing. 1998年4月11日: 第8頁 [2012年4月21日查閱]. ISBN 978-1-85532-640-8 （英文）.
184. ↑  Steven Ross. American War Plans, 1941-1945: The Test of Battle. 英國倫敦: Routledge. 1997年4月1日: 第38頁 [2012年4月21日查閱]. ISBN 978-0-7146-4634-3 （英文）.
185. ↑  . MBI Publishing Company.   [2022-10-09]. ISBN 978-1-61060-773-5. （原始内容存档于2022-11-25） （英语）.
186. ↑  保羅·柯里爾（Paul Collier）. The Second World War (4): The Mediterranean 1940-1945 （页面存档备份，存于）. 英國牛津: Osprey Publishing. 2003年2月19日: 第11頁 [2012年4月21日查閱]. ISBN 978-1-84176-539-6 （英文）.
187. ↑  Thompson, John Herd; Randall, Stephen J. . University of Georgia Press. 2002  [2022-10-09]. ISBN 978-0-8203-2403-6. （原始内容存档于2022-11-25） （英语）.
188. ↑  大衛·甘迺迪（David M. Kennedy）. Freedom from Fear: The American People in Depression and War, 1929-1945. 英國牛津: 牛津大學出版社. 1999年5月6日: 第610頁 [2012年4月21日查閱]. ISBN 978-0-19-503834-7 （英文）.
189. ↑  Rottman, Gordon L. . Greenwood Publishing Group. 2002  [2022-10-09]. ISBN 978-0-313-31395-0. （原始内容存档于2022-11-25） （英语）.
190. ↑  .   [2022-10-09]. （原始内容存档于2008-03-06）.
191. ↑  Glantz, David M. . Psychology Press. 1989  [2022-10-09]. ISBN 978-0-7146-3347-3. （原始内容存档于2022-11-23） （英语）.
192. ↑  安恩·科修（Ian Kershaw）. Hitler: 1936-1945: Nemesis. 美國紐約: 諾頓公司（W. W. Norton & Company）. 2001年9月: 第592頁 [2012年4月21日查閱]. ISBN 978-0-393-32252-1 （英文）.
193. 1 2  O'Reilly, Charles T. . Lexington Books. 2001  [2022-10-09]. ISBN 978-0-7391-0195-7. （原始内容存档于2022-11-25） （英语）.
194. ↑  Chris Bellamy. Absolute War: Soviet Russia in the Second World War. 美國紐約: Alfred A. Knopf. 2007年10月30日: 第595頁 [2012年4月21日查閱]. ISBN 978-0-375-41086-4 （英文）.
195. ↑  O'Reilly, Charles T. . Lexington Books. 2001  [2022-10-09]. ISBN 978-0-7391-0195-7. （原始内容存档于2022-11-25） （英语）.
196. ↑  馬克·希利（Mark Healy）. Kursk 1943: The Tide Turns In The East （页面存档备份，存于）. 英國牛津: Osprey Publishing. 1992年5月28日: 第90頁 [2012年4月21日查閱]. ISBN 978-1-85532-211-0 （英文）.
197. ↑  McGowen, Tom. . Lerner Publications. 2002-01-01  [2022-10-09]. ISBN 978-0-7613-1811-8. （原始内容存档于2022-11-25） （英语）.
198. ↑  馬可·馬佐耶爾（Mark Mazower）. Hitler's Empire: Nazi Rule in Occupied Europe. 英國西敏: 企鵝出版集團. 2009年4月1日: 第362頁 [2012年4月21日查閱]. ISBN 978-0-14-101192-9 （英文）.
199. ↑  史蒂芬·哈特（Stephen Hart）、羅素·哈特（Russell Hart）和馬舍爾·曉士（Matthew Hughes）. German Soldier in World War II （页面存档备份，存于）. 英國倫敦: Quarto Group. 2000年6月11日: 第151頁 [2012年4月21日查閱]. ISBN 978-0-7603-0846-2 （英文）.
200. ↑  Blinkhorn, Martin. . Routledge. 1994  [2022-10-09]. ISBN 978-0-415-10231-5. （原始内容存档于2022-11-25） （英语）.
201. ↑  安東尼奧·里德（Anthony Read）. Fall Of Berlin. 美國紐約: 哈欽森（Hutchinson）. 1992年10月27日: 第129頁 [2012年4月21日查閱]. ISBN 978-0-09-175337-5 （英文）.
202. ↑  Peter Padfield. War Beneath the Sea: Submarine Conflict During World War II. 美國霍博肯: 約翰威立. 1998年3月: 第335頁至第356頁 [2012年4月21日查閱]. ISBN 978-0-471-24945-0 （英文）.
203. ↑  IRIYE, Akira; Iriye, Akira. . Harvard University Press. 2009-06-30  [2022-10-09]. ISBN 978-0-674-03897-4. （原始内容存档于2022-11-25） （英语）.
204. ↑  Martin Polley. An A-Z of Modern Europe Since 1789. 英國倫敦: Routledge. 2000年10月14日: 第148頁 [2012年4月21日查閱]. ISBN 978-0-415-18598-1 （英文）.
205. ↑  大衛·格蘭斯（David Glantz）. The Siege of Leningrad 1941-44: 900 Days of Terror （页面存档备份，存于）. 英國倫敦: Quarto Group. 2001年3月15日: 第166頁至第169頁 [2012年4月21日查閱]. ISBN 978-0-7603-0941-4 （英文）.
206. ↑  大衛·格蘭斯（David Glantz）. The Battle for Leningrad, 1941-1944. 美國勞倫斯（Lawrence）: 堪薩斯大學出版社（University Press of Kansas）. 2002年11月1日 [2012年4月21日查閱]. ISBN 978-0-7006-1208-6 （英文）.
207. ↑  Chubarov, Alexander. . A&C Black. 2001-01-01  [2022-10-09]. ISBN 978-0-8264-1350-5. （原始内容存档于2022-11-25） （英语）.
208. ↑  Havighurst, Alfred F. . University of Chicago Press. 1985-08  [2022-10-09]. ISBN 978-0-226-31971-1. （原始内容存档于2022-11-25） （英语）.
209. ↑  Lightbody, Bradley. . Psychology Press. 2004  [2022-10-09]. ISBN 978-0-415-22404-8. （原始内容存档于2022-11-25） （英语）.
210. ↑  Zeiler, Thomas W. . Rowman & Littlefield. 2004  [2022-10-09]. ISBN 978-0-8420-2991-9. （原始内容存档于2022-11-23） （英语）.
211. ↑  衛斯理·弗蘭克·克瑞文（Wesley Frank Craven）和詹姆斯·凱特（James L. Cate）. The Army Air Forces in World War II. 美國芝加哥: 芝加哥大學出版社（University Of Chicago Press）. 1953年: 第207頁 [2012年4月21日查閱] （英文）.
212. ↑  Hsiung, James C. . M.E. Sharpe. 1992-06-10  [2022-10-09]. ISBN 978-0-7656-3632-4. （原始内容存档于2022-11-25） （英语）.
213. ↑  Coble, Parks. . University of California Press. 2003-04-01  [2022-10-09]. ISBN 978-0-520-92829-9. （原始内容存档于2022-11-25） （英语）.
214. ↑  Weinberg, Gerhard L. . Cambridge University Press. 1994  [2022-10-09]. ISBN 978-0-521-44317-3. （原始内容存档于2022-11-25） （英语）.
215. ↑  Stephen Badsey. Normandy 1944: Allied Landings and Breakout （页面存档备份，存于）. 英國牛津: Osprey Publishing. 1990年1月25日: 第91頁 [2012年4月21日查閱]. ISBN 978-0-85045-921-0 （英文）.
216. ↑  史蒂芬·扎洛加（Steven Zaloga）. Bagration 1944: The Destruction Of Army Group Centre （页面存档备份，存于）. 英國牛津: Osprey Publishing. 1996年1月15日: 第7頁 [2012年4月21日查閱]. ISBN 978-1-85532-478-7 （英文）.
217. ↑  伊萬·貝倫德（Iván Berend）. Central and Eastern Europe, 1944-1993: Detour from the Periphery to the Periphery. 英國劍橋: 劍橋大學出版社. 1996年9月13日: 第8頁 [2012年4月21日查閱]. ISBN 978-0-521-55066-6 （英文）.
218. ↑  . countrystudies.us.   [2022-10-09]. （原始内容存档于2011-04-30）. The coup speeded the Red Army's advance, and the Soviet Union later awarded Michael the Order of Victory for his personal courage in overthrowing Antonescu and putting an end to Romania's war against the Allies. Western historians uniformly point out that the Communists played only a supporting role in the coup; postwar Romanian historians, however, ascribe to the Communists the decisive role in Antonescu's overthrow.
219. ↑  麥斯·海斯廷斯（Max Hastings）. The Second World War: A World In Flames （页面存档备份，存于）. 英國牛津: Osprey Publishing. 2004年3月25日: 第223頁至第224頁 [2012年4月21日查閱]. ISBN 978-1-84176-830-4 （英文）.
220. ↑  Andrew Wiest和M. K. Barbier. Strategy and Tactics Infantry Warfare （页面存档备份，存于）. 英國倫敦: Quarto Group. 2002年11月15日: 第65頁至第66頁 [2012年4月21日查閱]. ISBN 978-0-7603-1401-2 （英文）.
221. ↑  Christian Wiktor. Multilateral Treaty Calendar:Repertoire des Trait Es Multilat Eraux, 1648-1995 （页面存档备份，存于）. 美國紐約: 施普林格科學+商業媒體. 1998年3月26日: 第426頁 [2012年4月21日查閱]. ISBN 978-90-411-0584-4 （英文）.
222. ↑  Steven H. Newton. Retreat from Leningrad: Army Group North 1944/1945. 美國阿特格倫（Atglen）: Schiffer Publishing. 1995年10月1日 [2012年4月21日查閱]. ISBN 978-0-88740-806-9 （英文）.
223. ↑  丹尼爾·馬斯頓（Daniel Marston）. The Pacific War Companion: From Pearl Harbor to Hiroshima （页面存档备份，存于）. 英國牛津: Osprey Publishing. 2005年6月12日: 第120頁 [2012年4月21日查閱]. ISBN 978-1-84176-882-3 （英文）.
224. ↑  Philip Jowett. Japanese Army 1931-45 （页面存档备份，存于）. 英國牛津: Osprey Publishing. 2002年1月25日: 第8頁 [2012年4月21日查閱]. ISBN 978-1-84176-353-8 （英文）.
225. ↑  Howard, Joshua H. . Stanford University Press. 2004  [2022-10-09]. ISBN 978-0-8047-4896-4. （原始内容存档于2022-11-25） （英语）.
226. ↑  Drea, Edward J. . U of Nebraska Press. 2003-01-01  [2022-10-09]. ISBN 978-0-8032-6638-4. （原始内容存档于2022-11-25） （英语）.
227. ↑  克里斯·庫克（Chris Cook）. What Happened Where. 英國倫敦: Routledge. 2000年10月17日: 第305頁 [2012年4月21日查閱]. ISBN 978-1-85728-532-1 （英文）.
228. ↑  Parker, Danny S.  New. 美國劍橋: Da Capo Press. 2004-11-30: 6-8, 68-72, 329-330. ISBN 978-0-306-81391-7.
229. ↑  Solsten, Eric. . DIANE Publishing. 1999-08  [2022-10-09]. ISBN 978-0-7881-8179-5. （原始内容存档于2022-11-25） （英语）.
230. ↑  State, United States Dept of. . Stanford University Press. 1967  [2022-10-09]. ISBN 978-0-8047-0608-7. （原始内容存档于2022-11-25） （英语）.
231. ↑  湯姆·布查南（Tom Buchanan）. Europe's Troubled Peace: 1945 - 2000. 美國霍博肯: Wiley-Blackwell. 2006年1月31日: 第21頁 [2012年4月21日查閱]. ISBN 978-0-631-22163-0 （英文）.
232. ↑  Shepardson, Donald E. . The Journal of Military History. 1998, 62 (1)  [2022-10-09]. ISSN 0899-3718. JSTOR 120398. doi:10.2307/120398. （原始内容存档于2022-09-26）.
233. ↑  安恩·科修（Ian Kershaw）. Hitler: 1936-1945: Nemesis. 美國紐約: 諾頓公司（W. W. Norton & Company）. 2001年9月: 第823頁 [2012年4月21日查閱]. ISBN 978-0-393-32252-1 （英文）.
234. 1 2  Donnelly, Mark; Donnelly, Mark P. . Psychology Press. 1999  [2022-10-09]. ISBN 978-0-415-17425-1. （原始内容存档于2022-11-25） （英语）.
235. ↑  Pinkus, Oscar. . McFarland. 2005-06-15  [2022-10-09]. ISBN 978-0-7864-2054-4. （原始内容存档于2022-11-25） （英语）.
236. ↑  大衛·格蘭斯（David Glantz）和強納森·侯斯（Jonathan M. House）. When Titans Clashed: How the Red Army Stopped Hitler. 美國勞倫斯（Lawrence）: 堪薩斯大學出版社（University Press of Kansas）. 1998年2月: 第34頁 [2012年4月21日查閱]. ISBN 978-0-7006-0899-7 （英文）.
237. ↑  Chant, Christopher. . Routledge & Kegan Paul. 1986-01-01  [2022-10-09]. ISBN 978-0-7102-0718-0. （原始内容存档于2022-11-25） （英语）.
238. ↑  Drea, Edward J. . U of Nebraska Press. 2003-01-01  [2022-10-09]. ISBN 978-0-8032-6638-4. （原始内容存档于2022-11-25） （英语）.
239. ↑  Philip Jowett. Japanese Army 1931-45 （页面存档备份，存于）. 英國牛津: Osprey Publishing. 2002年1月25日: 第6頁 [2012年4月21日查閱]. ISBN 978-1-84176-353-8 （英文）.
240. ↑  Michel Thomas Poirier. RESULTS OF THE GERMAN AND AMERICAN SUBMARINE CAMPAIGNS OF WORLD WAR II 的存檔，存档日期2008-04-09.. 美國海軍. 1999年10月20日 [2012年4月21日查閱] （英文）.
241. ↑  Williams, Andrew J. . Psychology Press. 2006  [2022-10-09]. ISBN 978-0-415-35980-1. （原始内容存档于2022-11-25） （英语）.
242. ↑  Miscamble, Wilson D. . Cambridge University Press. 2007  [2022-10-09]. ISBN 978-0-521-86244-8. （原始内容存档于2022-11-25） （英语）.
243. ↑  Miscamble, Wilson D. . Cambridge University Press. 2007  [2022-10-09]. ISBN 978-0-521-86244-8. （原始内容存档于2022-11-25） （英语）.
244. ↑  . web.archive.org.   [2022-10-09]. （原始内容存档于2008-03-02）.
245. ↑  Pape, Robert A. . International Security. 1993, 18 (2)  [2022-10-09]. ISSN 0162-2889. JSTOR 2539100. doi:10.2307/2539100. （原始内容存档于2022-10-06）.
246. ↑  Frei, Norbert. . Columbia University Press. 2002-08-27  [2022-10-09]. ISBN 978-0-231-50790-5. （原始内容存档于2022-11-23） （英语）.
247. 1 2  Roberts, Geoffrey. . Yale University Press. 2006-01-01  [2022-10-09]. ISBN 978-0-300-15040-7. （原始内容存档于2022-11-23） （英语）.
248. ↑  Roberts, Geoffrey. . Yale University Press. 2006-01-01  [2022-10-09]. ISBN 978-0-300-15040-7. （原始内容存档于2022-11-23） （英语）.
249. ↑  威廉·劳伦斯·夏伊勒. The Rise and Fall of the Third Reich: A History of Nazi Germany. 美國紐約: Simon & Schuster. 1990年11月15日: 第794頁 [2012年4月21日查閱]. ISBN 978-0-671-72868-7 （英文）.
250. ↑  Caroline Kennedy-Pipe. Stalin's Cold War: Soviet Strategies in Europe, 1943 to 1956. 英國曼徹斯特: 曼徹斯特大學. 1995年5月 [2012年4月21日查閱]. ISBN 978-0-7190-4201-0 （英文）.
251. 1 2  Wettig, Gerhard. . Rowman & Littlefield. 2008  [2022-10-09]. ISBN 978-0-7425-5542-6. （原始内容存档于2022-11-25） （英语）.
252. ↑  Senn, Alfred Erich. . Rodopi. 2007  [2022-10-09]. ISBN 978-90-420-2225-6. （原始内容存档于2022-11-25） （英语）.
253. ↑  Yoder, Amos. . Taylor & Francis. 1997  [2022-10-09]. ISBN 978-1-56032-546-8. （原始内容存档于2022-11-25） （英语）.
254. ↑  聯合國歷史 （页面存档备份，存于）. 聯合國 [2012年4月21日查閱].（简体中文）
255. ↑  . 联合国.   [2022-10-09]. （原始内容存档于2021-03-25）. 人人有資格享有本宣言所載的一切權利和自由，不分種族、膚色、性別、語言、宗教、政治或其他見解、國籍或社會出身、財產、出生或其他身分等任何區別。 並且不得因一人所屬的國家或領土的政治的、行政的或者國際的地位之不同而有所區別，無論該領土是獨立領土、託管領土、非自治領土或者處於其他任何主權受限制的情況之下。
256. ↑  Kantowicz, Edward R. . Wm. B. Eerdmans Publishing. 2000  [2022-10-09]. ISBN 978-0-8028-4456-9. （原始内容存档于2022-11-25） （英语）.
257. ↑  Trachtenberg, Marc. . Princeton University Press. 1999-02-28  [2022-10-09]. ISBN 978-0-691-00273-6. （原始内容存档于2022-11-25） （英语）.
258. ↑  Granville, Johanna Cushing. . Texas A&M University Press. 2004  [2022-10-09]. ISBN 978-1-58544-298-0. （原始内容存档于2022-11-25） （英语）.
259. ↑  Grenville, John Ashley Soames. . Psychology Press. 2005  [2022-10-09]. ISBN 978-0-415-28954-2. （原始内容存档于2022-11-25） （英语）.
260. ↑  Bernard A. Cook. Europe since 1945: An encyclopedia. 英國: Taylor & Francis. 2001年: 第17頁 [2012年4月21日查閱]. ISBN 978-0-8153-4057-7 （英文）.
261. ↑  Geoffrey Swain. The Cominform: Tito's International?. 英國劍橋: 《歷史雜誌》（The Historical Journal）. 1992年9月: 第641頁至第643頁 [2012年4月21日查閱] （英文）.
262. ↑  Leffler, Melvyn P. . Psychology Press. 2005  [2022-10-09]. ISBN 978-0-415-34109-7. （原始内容存档于2022-11-25） （英语）.
263. ↑  理察·霍姆斯（Richard Holmes）. The Oxford Companion to Military History. 英國牛津: 牛津大學出版社. 2003年8月28日 [2012年4月21日查閱]. ISBN 978-0-19-860696-3 （英文）.
264. ↑  Weinberg, Gerhard L. . Cambridge University Press. 2005-03-28  [2022-10-09]. ISBN 978-0-521-61826-7. （原始内容存档于2022-11-25） （英语）.
265. ↑  Connor, Mary E. . ABC-CLIO. 2009  [2022-10-09]. ISBN 978-1-59884-160-2. （原始内容存档于2022-11-25） （英语）.
266. ↑  麥可·林奇（Michael Lynch）. The Chinese Civil War 1945-49 （页面存档备份，存于）. 英國牛津: Osprey Publishing. 2010年5月25日: 第12頁至第13頁 [2012年4月21日查閱]. ISBN 978-1-84176-671-3 （英文）.
267. ↑  約翰·羅伯茨（John Roberts）. The Penguin History of Europe. 英國西敏: 企鵝出版集團. 1998年12月1日: 第589頁 [2012年4月21日查閱]. ISBN 978-0-14-026561-3 （英文）.
268. ↑  約翰·達爾文（John Darwin）. After Tamerlane: The Rise and Fall of Global Empires, 1400-2000. 英國西敏: 企鵝出版集團. 2008年3月6日: 第441頁至第443頁 [2012年4月21日查閱]. ISBN 978-0-14-101022-9 （英文）.
269. ↑  約翰·達爾文（John Darwin）. After Tamerlane: The Rise and Fall of Global Empires, 1400-2000. 英國西敏: 企鵝出版集團. 2008年3月6日: 第464頁至第468頁 [2012年4月21日查閱]. ISBN 978-0-14-101022-9 （英文）.
270. 1 2  Harrison, Mark. . Cambridge University Press. 2000-06-26  [2022-10-09]. ISBN 978-0-521-78503-7. （原始内容存档于2022-11-25） （英语）.
271. ↑  The Oxford Companion to World War II. 英國牛津: 牛津大學出版社. 2005年9月22日: 第1,006頁 [2012年4月21日查閱]. ISBN 978-0-19-280670-3 （英文）.
272. ↑  Nicholas Balabkins. Germany Under Direct Controls: Economic Aspects of Industrial Disarmament, 1945-1948. 美國皮斯卡特維: 羅格斯大學出版社（Rutgers University Press）. 1964年6月: 第207頁 [2012年4月21日查閱]. ISBN 978-0-8135-0449-0 （英文）.
273. ↑  弗拉基米爾·彼得羅夫（Vladimir Petrov）. Money and Conquest: Allied Occupation Currencies in World War II. 美國巴爾的摩: 約翰霍普金斯大學出版社. 1967年1月1日: 第263頁 [2012年4月21日查閱]. ISBN 978-0-8018-0530-1 （英文）.
274. ↑  Nicholas Balabkins. Germany Under Direct Controls: Economic Aspects of Industrial Disarmament, 1945-1948. 美國皮斯卡特維: 羅格斯大學出版社（Rutgers University Press）. 1964年6月: 第208頁至第209頁 [2012年4月21日查閱]. ISBN 978-0-8135-0449-0 （英文）.
275. 1 2 3 4  Dornbusch, Rudiger; Dornbusch, Ford International Professor of Economics Rudiger; Nölling, Wilhelm; Layard, P. Richard G.; Layard, Richard; Layard, Professor of Economics and Director of the Center for Economic Performance Richard. . MIT Press. 1993  [2022-10-09]. ISBN 978-0-262-04136-2. （原始内容存档于2022-11-25） （英语）.
276. ↑  Nicholas Balabkins. Germany Under Direct Controls: Economic Aspects of Industrial Disarmament, 1945-1948. 美國皮斯卡特維: 羅格斯大學出版社（Rutgers University Press）. 1964年6月: 第212頁 [2012年4月21日查閱]. ISBN 978-0-8135-0449-0 （英文）.
277. ↑  Bull, Martin J.; Newell, James L. . Polity. 2005  [2022-10-09]. ISBN 978-0-7456-1299-7. （原始内容存档于2022-11-25） （英语）.
278. ↑  Martin Harrop. Power and Policy in Liberal Democracies. 英國劍橋: 劍橋大學出版社. 1992年2月28日: 第23頁 [2012年4月21日查閱]. ISBN 978-0-521-34579-8 （英文）.
279. ↑  Emadi-Coffin, Barbara. . Routledge. 2002  [2022-10-09]. ISBN 978-0-415-19540-9. （原始内容存档于2022-11-22） （英语）.
280. ↑  Smith, Alan. . Routledge. 1993  [2022-10-09]. ISBN 978-0-415-08924-1. （原始内容存档于2022-11-25） （英语）.
281. ↑  Martin Harrop. Power and Policy in Liberal Democracies. 英國劍橋: 劍橋大學出版社. 1992年2月28日: 第49頁 [2012年4月21日查閱]. ISBN 978-0-521-34579-8 （英文）.
282. ↑  Hinkelman, Edward G.; Genzberger, Christine. . World Trade Press. 1994  [2022-10-09]. ISBN 978-0-9631864-3-0. （原始内容存档于2022-11-25） （英语）.
283. ↑  馬修·懷特（Matthew White）. Source List and Detailed Death Tolls for the Primary Megadeaths of the Twentieth Century （页面存档备份，存于）. Historical Atlas of the Twentieth Century. 2011年2月 [2012年4月21日查閱] （英文）.
284. ↑  . secondworldwar.co.uk.   [2022-10-09]. （原始内容存档于2008-09-22）.
285. ↑  Hosking, Geoffrey; Hosking, Emeritus Professor of Russian History Geoffrey. . Harvard University Press. 2006  [2022-10-09]. ISBN 978-0-674-02178-5. （原始内容存档于2022-11-25） （英语）.
286. ↑  麥可·愛爾曼（Michael Ellman）. Soviet Deaths in the Great Patriotic War: A Note （页面存档备份，存于）. 《Europe-Asia Studies》. 1994年 [2012年4月21日查閱] （英文）.
287. ↑  Smith, J. W. . Instittute for Economic Dem, Press. 1994  [2022-10-09]. ISBN 978-0-9624423-2-2. （原始内容存档于2022-11-25） （英语）.
288. ↑  傑弗里·赫爾夫（Jeffrey Herf）. The Nazi Extermination Camps and the Ally to the East: Could the Red Army and Air Force Have Stopped or Slowed the Final Solution? （页面存档备份，存于）. Explorations in Russian and Eurasian History. 2003年 [2012年4月21日查閱] （英文）.
289. ↑  . fcit.usf.edu.   [2022-10-09]. （原始内容存档于2016-05-16）.
290. ↑  Niewyk, Donald L.; Nicosia, Francis R. . Columbia University Press. 2000  [2022-10-09]. ISBN 978-0-231-11200-0. （原始内容存档于2022-11-25） （英语）.
291. ↑  艾倫·陶德（Allan Todd）. The Modern World. 英國牛津: 牛津大學出版社. 2001年6月21日: 第121頁 [2012年4月21日查閱]. ISBN 978-0-19-913425-0 （英文）.
292. ↑  . www.jewishvirtuallibrary.org.   [2022-10-09]. （原始内容存档于2017-01-14）.
293. ↑  . www.hawaii.edu.   [2022-10-09]. （原始内容存档于2010-03-23）.
294. ↑  張純如. 《南京暴行：被遺忘的大屠殺》（The Rape Of Nanking: The Forgotten Holocaust Of World War II （页面存档备份，存于））. 美國紐約: Basic Books. 1997年11月21日: 第102頁 [2012年4月21日查閱]. ISBN 978-0-465-06835-7 （英文）.
295. ↑  赫伯特·畢克斯（Herbert P. Bix）. 《裕仁天皇與近代日本的形成》（Hirohito and the Making of Modern Japan）. 美國紐約: Harper Perennial. 2001年9月4日 [2012年4月21日查閱]. ISBN 978-0-06-093130-8 （英文）.
296. ↑  斯賓塞·塔克（Spencer C. Tucker）. The Encyclopedia of World War II: A Political, Social, and Military History. 美國聖塔芭芭拉: ABC-CLIO. 2004年12月17日: 第319頁 [2012年4月21日查閱]. ISBN 978-1-57607-999-7 （英文）.
297. ↑  Harris, Sheldon H. . Psychology Press. 2002  [2022-10-09]. ISBN 978-0-415-93214-1. （原始内容存档于2022-11-25） （英语）.
298. ↑  Gold, Hal. . Tuttle Publishing. 2004-04-15  [2022-10-09]. ISBN 978-0-8048-3565-7. （原始内容存档于2022-11-25） （英语）.
299. ↑  斯賓塞·塔克（Spencer C. Tucker）. The Encyclopedia of World War II: A Political, Social, and Military History. 美國聖塔芭芭拉: ABC-CLIO. 2004年12月17日: 第320頁 [2012年4月21日查閱]. ISBN 978-1-57607-999-7 （英文）.
300. ↑  羅伯特·沙貝拉（Robert Sabella）、劉中達和林培瑞. Nanking 1937: Memory and Healing. 美國阿蒙克: M. E. Sharpe. 2001年11月: 第69頁 [2012年4月21日查閱]. ISBN 978-0-7656-0816-1 （英文）.
301. ↑  Author, No. . The Japan Times. 2004-07-27  [2022-10-09]. （原始内容存档于2019-05-03） （美国英语）.
302. ↑  Aksar, Yusuf. . Psychology Press. 2004  [2022-10-09]. ISBN 978-0-7146-8470-3. （原始内容存档于2022-11-25） （英语）.
303. ↑  雅各·霍恩貝格爾（ Jacob G. Hornberger）. Repatriation — The Dark Side of World War II, Part 3 的存檔，存档日期2012-01-17.. 自由未來基金會（The Future of Freedom Foundation）. 1995年4月 [2012年4月21日查閱] （英文）.
304. ↑  Vern Weitzel. EPA: Vietnam needs to remember famine of 1945 （页面存档备份，存于）. 《海峽時報》. 2008年4月21日 [2012年4月21日查閱] （英文）.
305. ↑  . the Guardian. 2003-10-22  [2022-10-09]. （原始内容存档于2015-07-02） （英语）.
306. 1 2  Welle (www.dw.com), Deutsche. . DW.COM.   [2022-10-09]. （原始内容存档于2022-10-16） （英国英语）.
307. ↑  Plessis, Max Du; Pete, Steve. . Intersentia. 2007  [2017-01-09]. ISBN 978-90-5095-492-1. （原始内容存档于2022-11-25） （英语）.
308. ↑  Applebaum, Anne. . The Heritage Foundation.   [2022-10-09]. （原始内容存档于2022-11-25） （英语）.
309. ↑  . HistoryNet. 2006-06-12  [2022-10-09]. （原始内容存档于2022-11-25） （美国英语）.
310. ↑  理查·奧弗里（Richard Overy）. The Dictators: Hitler's Germany and Stalin's Russia. 美國紐約: 諾頓公司（W. W. Norton & Company）. 2004年9月: 第568頁至第569頁 [2012年4月21日查閱]. ISBN 978-0-393-02030-4 （英文）.
311. ↑  . scepsis.net.   [2022-10-09]. （原始内容存档于2022-11-25）.
312. ↑  Bacon, Edwin. . Soviet Studies. 1992, 44 (6)  [2022-10-09]. ISSN 0038-5859. JSTOR 152330. doi:10.2307/152330?uid=3739592&uid=2&uid=4&uid=3739256&sid=21102529706897. （原始内容存档于2022-10-06）.
313. ↑  麥可·愛爾曼（Michael Ellman）. Soviet Repression Statistics: Some Comments 的存檔，存档日期2012-11-22.. 《Europe-Asia Studies》. 2002年 [2012年4月21日查閱] （英文）.
314. ↑  People & Events: Japanese Atrocities in the Philippines （页面存档备份，存于）. 美國經驗（American Experience） [2012年4月21日查閱] （英文）.
315. ↑  田中利幸. Hidden Horrors: Japanese War Crimes In World War II （页面存档备份，存于）. 美國博爾德: 西景出版社（Westview Press）. 1997年12月17日: 第2頁至第3頁 [2012年4月21日查閱]. ISBN 978-0-8133-2718-1 （英文）.
316. ↑  赫伯特·畢克斯（Herbert P. Bix）. 《裕仁天皇與近代日本的形成》（Hirohito and the Making of Modern Japan）. 美國紐約: Harper Perennial. 2001年9月4日: 第360頁 [2012年4月21日查閱]. ISBN 978-0-06-093130-8 （英文）.
317. 1 2  Zhifen Ju. 「Japan』s Atrocities of Conscripting and Abusing North China Draftees after the Outbreak of the Pacific War」 的存檔，存档日期2012-05-21.. 哈佛文理學院（Harvard Faculty of Arts and Sciences）. 2002年6月 [2012年4月21日查閱] （英文）.
318. 1 2  Indonesia WORLD WAR II AND THE STRUGGLE FOR INDEPENDENCE, 1942-50 The Japanese Occupation, 1942-45 （页面存档备份，存于）. 國會圖書館. 1992年11月 [2012年4月21日查閱] （英文）.
319. 1 2  Independence, Mailing Address: Manzanar National Historic Site P. O. Box 426 5001 Highway 395; Us, CA 93526 Phone:878-2194 x3310 Need to speak with a ranger? Call this number for general information Contact. . www.nps.gov.   [2022-10-09]. （原始内容存档于2021-04-01） （英语）.
320. 1 2  Roger Daniels. Two Reports on Japanese Canadians in World War Two. 加拿大渥太華: 總理辦公室（Office of the Prime Minister）. 1979年6月: 第23頁 [2012年4月21日查閱]. ISBN 978-0-405-11266-9 （英文）.
321. ↑  Kennedy, David M. . Oxford University Press. 1999-05-06  [2022-10-09]. ISBN 978-0-19-974382-7. （原始内容存档于2022-11-25） （英语）.
322. ↑  Davidson, Eugene; Tessler, Rudolph. . University of Missouri Press. 1999  [2022-10-09]. ISBN 978-0-8262-1249-8. （原始内容存档于2022-11-25） （英语）.
323. ↑  Tamás Stark. 「Malenki Robot」 – Hungarian Forced Labourers in the Soviet Union (1944–1955) 的存檔，存档日期2011-04-30.. Minorities Research Group [2012年4月21日查閱] （英文）.
324. ↑  Liberman, Peter. . Princeton University Press. 1998-08-23  [2022-10-09]. ISBN 978-0-691-00242-2. （原始内容存档于2022-11-25） （英语）.
325. 1 2  Milward, Alan S. . University of California Press. 1979  [2022-10-09]. ISBN 978-0-520-03942-1. （原始内容存档于2022-11-25） （英语）.
326. ↑  莫琳·佩里埃（Maureen Perrie）、杜明治·利芬（Dominic Lieven）和隆納·桑尼（Ronald Suny）. The Cambridge History of Russia, 3 Volume Set. 英國劍橋: 劍橋大學出版社. 2007年1月8日: 第232頁 [2012年4月21日查閱]. ISBN 978-0-521-86194-6 （英文）.
327. ↑  Hill, Alexander. . Psychology Press. 2005  [2022-10-09]. ISBN 978-0-7146-5711-0. （原始内容存档于2022-11-25） （英语）.
328. ↑  Thomas R. Christofferson和Michael S. Christofferson. France during World War II: From Defeat to Liberation. 美國布朗克斯: 福坦莫大學出版社（Fordham University Press）. 2006年5月15日: 第156頁 [2012年4月21日查閱]. ISBN 978-0-8232-2563-7 （英文）.
329. ↑  Aiko Ikeo. Economic Development in Twentieth-Century East Asia: The International Context. 英國倫敦: Routledge. 1997年1月15日: 第107頁 [2012年4月21日查閱]. ISBN 978-0-415-14900-6 （英文）.
330. ↑  霍斯特·布格（Horst Boog）、維爾納·賴恩（Werner Rahn）和賴因哈德·斯圖姆夫（Reinhard Stumpf）. Germany and the Second World War: Volume VI: The Global War. 英國牛津: 牛津大學出版社. 2001年11月15日: 第311頁 [2012年4月21日查閱]. ISBN 978-0-19-822888-2 （英文）.
331. ↑  Harrison, Mark. . Cambridge University Press. 2000-06-26  [2022-10-09]. ISBN 978-0-521-78503-7. （原始内容存档于2022-11-25） （英语）.
332. ↑  Bernstein, Gail Lee. . University of California Press. 1991-07-09  [2022-10-09]. ISBN 978-0-520-07017-2. （原始内容存档于2022-11-25） （英语）.
333. ↑  馬舍爾·曉士（Matthew Hughes）和克里斯·曼（Chris Mann）. Inside Hitler's Germany: Life Under the Third Reich. Potomac Books. 2000年10月: 第151頁 [2012年4月21日查閱]. ISBN 978-1-57488-281-0 （英文）.
334. ↑  查爾斯·格里菲思（Charles Griffith）. The Quest: Haywood Hansell and American Strategic Bombing in World War II. 美國阿拉巴馬: 空軍大學出版社（Air University Press）. 1999年: 第203頁 [2012年4月21日查閱]. ISBN 978-1-58566-069-8 （英文）.
335. ↑  理查·奧弗里（Richard Overy）. War and Economy in the Third Reich. 英國牛津: 牛津大學出版社. 1995年8月24日: 第26頁 [2012年4月21日查閱]. ISBN 978-0-19-820599-9 （英文）.
336. ↑  Lindberg, Michael; Todd, Daniel. . Greenwood Publishing Group. 2002  [2022-10-09]. ISBN 978-0-275-96486-3. （原始内容存档于2022-11-25） （英语）.
337. ↑  Unit, British Bombing Survey. . Psychology Press. 1998  [2022-10-09]. ISBN 978-0-7146-4722-7. （原始内容存档于2022-11-25） （英语）.
338. ↑  World Economic and Social Survey 2004: International Migration. 美國紐約: 聯合國. 2005年1月28日: 第23頁 [2012年4月21日查閱]. ISBN 978-92-1-109147-2 （英文）.
339. ↑  斯賓塞·塔克（Spencer C. Tucker）. The Encyclopedia of World War II: A Political, Social, and Military History. 美國聖塔芭芭拉: ABC-CLIO. 2004年12月17日: 第76頁 [2012年4月21日查閱]. ISBN 978-1-57607-999-7 （英文）.
340. ↑  Levine, Alan J. . Greenwood Publishing Group. 1992  [2022-10-09]. ISBN 978-0-275-94319-6. （原始内容存档于2022-11-25） （英语）.
341. ↑  Alan D. Schrift. Twentieth-Century French Philosophy: Key Themes and Thinkers. 美國霍博肯: Wiley-Blackwell. 2005年11月14日: 第128頁 [2012年4月21日查閱]. ISBN 978-1-4051-3218-3 （英文）.
342. ↑  斯賓塞·塔克（Spencer C. Tucker）. The Encyclopedia of World War II: A Political, Social, and Military History. 美國聖塔芭芭拉: ABC-CLIO. 2004年12月17日: 第163頁 [2012年4月21日查閱]. ISBN 978-1-57607-999-7 （英文）.
343. ↑  Christopher Chant. AIRCRAFT CARRIERS: THE WORLD'S GREATEST NAVAL VESSELS AND THEIR AIRCRAFT.. Silverdale Books. 2004年: 第7頁 [2012年4月21日查閱]. ISBN 978-1-84509-079-1 （英文）.
344. ↑  H. Avery Chenoweth和Brooke Nihart. Semper Fi: The Definitive Illustrated History of the U.S. Marines. 美國紐約: 史特靈出版社（Sterling Publishing）. 2005年10月3日: 第180頁 [2012年4月21日查閱]. ISBN 978-1-4027-3099-3 （英文）.
345. ↑  Ian Sumner. The Royal Navy 1939-45 （页面存档备份，存于）. 英國牛津: Osprey Publishing. 2001年10月25日: 第25頁 [2012年4月21日查閱]. ISBN 978-1-84176-195-4 （英文）.
346. ↑  羅伯·加德納（Robert Gardiner）和大衛·布朗（David K. Brown）. The Eclipse of the Big Gun: The Warship 1906-1945. 英國倫敦: 康威出版社（Conway Publishing）. 2004年11月: 第52頁 [2012年4月21日查閱]. ISBN 978-0-85177-953-9 （英文）.
347. ↑  Hearn, Chester G. . Stackpole Books. 2007-06-11  [2022-10-09]. ISBN 978-0-8117-3398-4. （原始内容存档于2022-11-25） （英语）.
348. 1 2  Burcher, Roy; Rydill, Louis J. . Cambridge University Press. 1995-10-27  [2022-10-09]. ISBN 978-0-521-55926-3. （原始内容存档于2022-11-25） （英语）.
349. 1 2  斯賓塞·塔克（Spencer C. Tucker）. The Encyclopedia of World War II: A Political, Social, and Military History. 美國聖塔芭芭拉: ABC-CLIO. 2004年12月17日: 第125頁 [2012年4月21日查閱]. ISBN 978-1-57607-999-7 （英文）.
350. ↑  崔佛·迪皮伊（Trevor N. Dupuy）. Evolution of Weapons and Warfare. 英國倫敦: 詹氏資訊集團. 1982年3月18日: 第231頁 [2012年4月21日查閱]. ISBN 978-0-7106-0123-0 （英文）.
351. 1 2  斯賓塞·塔克（Spencer C. Tucker）. The Encyclopedia of World War II: A Political, Social, and Military History. 美國聖塔芭芭拉: ABC-CLIO. 2004年12月17日: 第108頁 [2012年4月21日查閱]. ISBN 978-1-57607-999-7 （英文）.
352. ↑  斯賓塞·塔克（Spencer C. Tucker）. The Encyclopedia of World War II: A Political, Social, and Military History. 美國聖塔芭芭拉: ABC-CLIO. 2004年12月17日: 第221頁 [2012年4月21日查閱]. ISBN 978-1-57607-999-7 （英文）.
353. 1 2  . Houghton Mifflin Harcourt. 2001  [2022-10-09]. ISBN 978-0-547-56146-2. （原始内容存档于2022-11-25） （英语）.
354. ↑  . greyfalcon.us.   [2022-10-09]. （原始内容存档于2009-12-02）. These all-purpose guns were developed and used by the German army in the 2nd half of World War 2 as a result of studies which showed that the ordinary rifle's long range is much longer than needed, since the soldiers almost always fired at enemies closer than half of its effective range. The assault rifle is a balanced compromise between the rifle and the sub-machine gun, having sufficient range and accuracy to be used as a rifle, combined with the rapid-rate automatic firepower of the sub machine gun. Thanks to these combined advantages, assault rifles such as the American M-16 and the Russian AK-47 are the basic weapon of the modern soldier.
355. ↑  Oliver Sprague和Hugh Griffiths. The AK-47: the world's favourite killing machine 的存檔，存档日期2011-04-30.. Control Arms Briefing Note. 2006年6月26日 [2012年4月21日查閱] （英文）.
356. ↑  Ratcliff, R. A. . Cambridge University Press. 2006-08-14  [2022-10-09]. ISBN 978-0-521-85522-8. （原始内容存档于2022-11-25） （英语）.
357. ↑  Ben Macintyre. Bravery of thousands of Poles was vital in securing victory. 英國瓦平（Wapping）: 《泰晤士報》. 2010年12月10日: 第27頁 [2012年4月21日查閱] （英文）.
358. 1 2  Steven Schoenherr. Code Breaking in World War II. 聖地牙哥大學（University of San Diego）. 2007年 [2012年4月21日查閱] （英文）.
359. ↑  Neil C. Rowe和Hy Rothstein. Deception for Defense of Information Systems: Analogies from Conventional Warfare （页面存档备份，存于）. 美國海軍研究所（Naval Postgraduate School）. 2007年 [2012年4月21日查閱] （英文）.
360. ↑  KONRAD ZUSE (1910-1995) （页面存档备份，存于）. IDSIA [2012年4月21日查閱] （英文）. "Konrad Zuse builds Z1, world's first program-controlled computer. Despite certain mechanical engineering problems it had all the basic ingredients of modern machines, using the binary system and today's standard separation of storage and control. Zuse's 1936 patent application (Z23139/GMD Nr. 005/021) also suggests a von Neumann architecture (re-invented in 1945) with program and data modifiable in storage."
361. ↑  . American Chemical Society.   [2022-10-09]. （原始内容存档于2019-06-28） （英语）.

## 外部連結
- （英文） Aerial Propaganda Leaflet Database （页面存档备份，存于） （页面存档备份，存于）
- （英文） Source List and Detailed Death Tolls for the Primary Megadeaths of the Twentieth Century（页面存档备份，存于） （页面存档备份，存于）
- （英文） The Art of War （页面存档备份，存于） （页面存档备份，存于）
- （英文） The Soviet-German War 1941-1945: Myths and Realities: A Survey Essay
- （英文） The World War II Multimedia Database （页面存档备份，存于）
- （英文） Vintage Newscasts （页面存档备份，存于） （页面存档备份，存于）
- （英文） World War II （页面存档备份，存于）
- （英文） WWII Asian Pacific Theater
- （英文） WWII European Theater
- （德文） Der Zweite Weltkrieg （页面存档备份，存于）
- （德文） Erinnerungen aus Russland und Deutschland （页面存档备份，存于）